# Philippe Pétain
« Pétain » redirige ici. Pour les autres significations, voir Pétain (homonymie).
Philippe Pétain, couramment appelé le maréchal Pétain, né le 24 avril 1856 à Cauchy-à-la-Tour (Pas-de-Calais) et mort en détention le 23 juillet 1951 à Port-Joinville (Vendée), est un militaire de carrière devenu général de division, diplomate et homme d'État français. Élevé à la dignité de maréchal de France en 1918, il est frappé d'indignité nationale et déchu de toutes ses distinctions militaires en 1945.
Militaire de carrière s'étant démarqué à l'École de guerre de la doctrine dominante de l'offensive à outrance, il est sur le point de terminer sa carrière comme colonel lorsque la Grande Guerre éclate, en 1914. Chef militaire à l'action importante, il est généralement présenté comme le vainqueur de la bataille de Verdun et, avec Georges Clemenceau, comme l'artisan du redressement du moral des troupes après les mutineries de 1917. Remplaçant Nivelle en mai 1917, il reste commandant en chef des forces françaises jusqu'à la fin de la guerre, bien que placé sous les ordres de son rival Ferdinand Foch nommé généralissime des troupes alliées après la rupture du front le 28 mars 1918.
Auréolé d'un immense prestige au lendemain de la guerre, il est le chef de l'armée d'après-guerre. En 1925, il commande personnellement les forces françaises combattant aux côtés de l'Espagne dans la guerre du Rif, remplaçant le maréchal Lyautey. Devenu académicien en 1929, il occupe les fonctions de ministre de la Guerre de février à novembre 1934, puis est nommé ambassadeur en Espagne en 1939, alors que le pays est dirigé par le général Franco.
Rappelé au gouvernement le 17 mai 1940, après le début de l'invasion allemande, il s'oppose à la poursuite d'une guerre qu'il considère comme perdue et dont il impute bientôt la responsabilité au régime républicain. Il devient président du Conseil en remplacement de Paul Reynaud le 16 juin ; le lendemain, il appelle à cesser le combat. Selon la volonté d'Adolf Hitler, il fait signer l’armistice du 22 juin 1940 avec le Troisième Reich, à Rethondes. Investi des pleins pouvoirs constituants par l'Assemblée nationale, le 10 juillet 1940, il s'octroie le lendemain le titre de « chef de l'État français », à 84 ans. Il conserve cette fonction durant les quatre années de l'occupation de la France par l’Allemagne nazie.
Installé en zone libre à Vichy à la tête d'un régime autoritaire sous la devise « Travail, Famille, Patrie », il abolit les institutions républicaines et les libertés fondamentales, dissout les syndicats et les partis politiques, et instaure une législation antisémite dès août-octobre 1940. Il engage le pays dans la révolution nationale et dans la collaboration avec l'Allemagne nazie. Le « régime de Vichy », qu'il dirige jusqu'en juillet 1944, est déclaré « illégitime, nul et non avenu » par le général de Gaulle à la libération de la France.
Emmené contre son gré par les Allemands à Sigmaringen puis en Suisse, où il se rend aux autorités françaises, Philippe Pétain est jugé pour intelligence avec l'ennemi et haute trahison par la Haute Cour de justice en juillet 1945. Il est frappé d'indignité nationale, condamné à la confiscation de ses biens et à la peine de mort. Alors que la cour recommande la non-application de cette dernière en raison de son grand âge, sa peine est commuée en emprisonnement à perpétuité par le général de Gaulle. Il meurt à 95 ans à Port-Joinville sur l'île d'Yeu, où il est inhumé.

## Biographie

### Jeunesse et formation

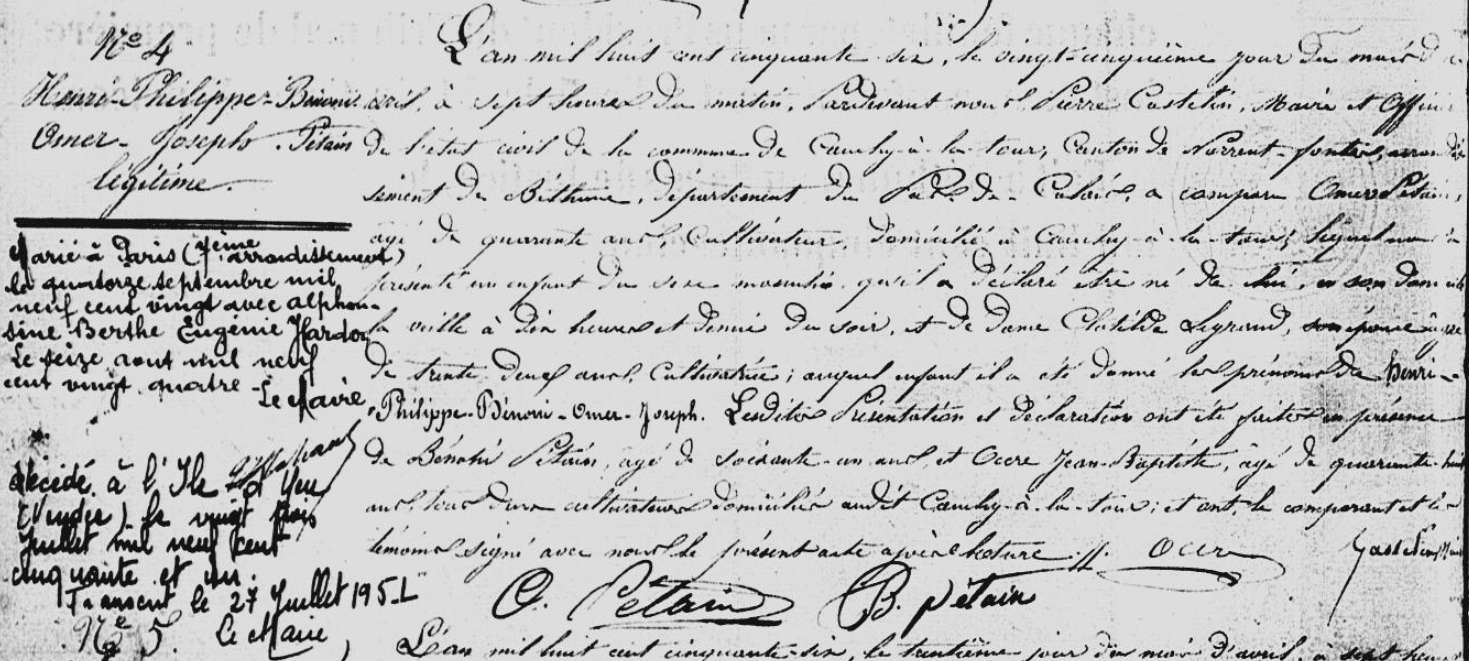
Acte de naissance de Philippe Pétain.

Henri Philippe Bénoni Omer Joseph Pétain naît le 24 avril 1856 à Cauchy-à-la-Tour, dans une famille de cultivateurs raisonnablement aisée, installée dans la commune depuis le XVIIIe siècle. Il est le fils d'Omer-Venant Pétain (1816-1888) et de Clotilde Legrand (1824-1857). Il a quatre sœurs, Marie-Françoise Clotilde (1852-1950), Adélaïde (1853-1919), Sara (1854-1940) et Joséphine (1857-1862). Sa mère meurt en couches en mettant au monde sa quatrième fille. Son père se remarie très vite avec Marie-Reine Vincent. Trois autres enfants, demi-frère et sœurs, voient le jour : Élisabeth (1860-1952), Antoine (1861-1948), et Laure (1862-1945).
Bien que son acte de naissance porte les prénoms Henri, Philippe, Bénoni, Omer et Joseph, c'est Philippe qu'il choisit et, tout au long de sa vie, il prend soin de rectifier.
Sa belle-mère néglige les enfants du premier lit de son mari et Philippe Pétain s'enferme dans le silence, ne parlant pas avant l'âge de trois ans. Il est élevé par ses grands-parents maternels ; sa grand-mère lui apprend à lire. En 1867, à l'âge de 11 ans, il entre au collège Saint-Bertin situé à Saint-Omer, à trente kilomètres de Cauchy, et y montre des qualités en géométrie, grec, et anglais. La famille est marquée par le catholicisme. Philippe sert la messe quotidienne comme enfant de chœur. Un membre de la famille est canonisé en 1881 par Léon XIII, Saint Benoît Joseph Labre ; un de ses oncles et deux de ses grands-oncles sont abbés,.
Cet environnement influence Philippe Pétain ; marqué à 14 ans par la défaite de 1870, il décide d’être militaire,. Son oncle paternel, l'abbé Legrand, le présente au châtelain du village de Bomy, Édouard Moullart de Vilmarest, qui souhaitait financer les études d'un jeune villageois se destinant à une carrière militaire. Philippe Pétain prépare, au collège des Dominicains d'Arcueil (1875), l'école de Saint-Cyr, où il entre en 1876.

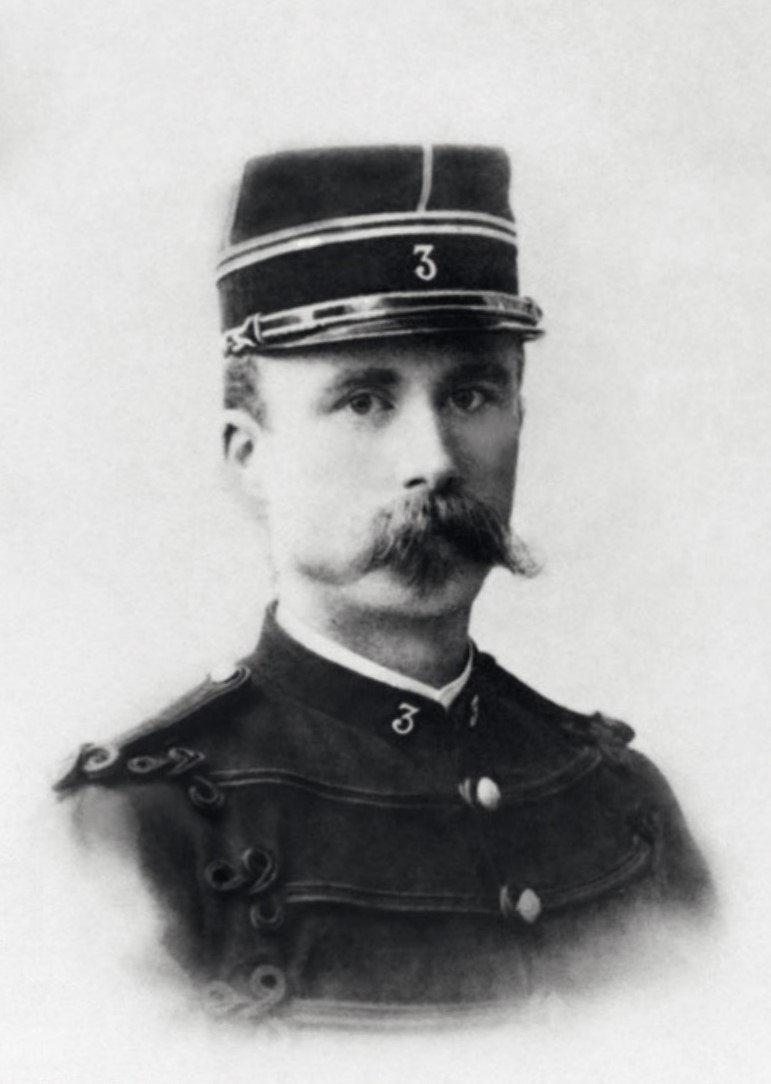
Le lieutenant Philippe Pétain.

À l’École spéciale militaire de Saint-Cyr, il est de la promotion Plewna, avec le vicomte Charles de Foucauld, futur saint catholique, et Antoine Manca de Vallombrosa, futur aventurier.
Entré parmi les derniers (403e sur 412), il sort en milieu de classement (229e sur 336).
Cinq ans sous-lieutenant, sept ans lieutenant, dix ans capitaine (promu en 1890), il gravit lentement les échelons militaires.
En 1883, il est affecté à une compagnie du 3e BCP au fort de Châtillon-le-Duc dont il assure le commandement de mi 1887 à fin 1888.
Il est admis en 1888 à l'École supérieure de guerre et en sort breveté d'état-major deux ans plus tard au rang modeste de 56e.
Plusieurs jeunes femmes de bonne famille (Antoinette Berthelin, Angéline Guillaume, Lucie Delarue, Marie-Louise Regad) refusent ses demandes en mariage, car il n'est encore qu'un officier subalterne.
Sa vie personnelle est celle d'un homme à femmes : célibataire endurci jusqu'à son mariage avec Eugénie Hardon à 60 ans passés, il a de nombreuses maîtresses au cours de sa vie et fréquente souvent les maisons closes,.

### Opinions personnelles avant la guerre
Élevé dans le catholicisme, mais ayant une vie personnelle « de garnison », confronté à une certaine morgue de ses supérieurs et des « bonnes familles », Pétain reste discret sur ses opinions, dans l'esprit de la « grande muette ». Sa carrière est lente dans l'armée assez aristocratique des années 1890. Lors de l’affaire Dreyfus, le capitaine Pétain n'est pas antidreyfusard ; ultérieurement, il affirme à son chef de cabinet civil Henry du Moulin de Labarthète : « J'ai toujours cru, pour ma part, à l'innocence de Dreyfus ». Il juge cependant que Dreyfus s’était mal défendu et que sa condamnation était logique : l'idée que Félix Gustave Saussier et Jean Casimir-Perier aient condamné Dreyfus en le sachant innocent l'aurait tourmenté, voire scandalisé d'après les deux ministres pétainistes, Henri Moysset et Lucien Romier. En tout cas, il ne participe pas à la souscription en vue du « monument Henry », ouverte par le journal antisémite La Libre Parole, d'Édouard Drumont, pour la veuve du colonel Henry, responsable par ses faux de la condamnation du capitaine Dreyfus,.
Philippe Pétain est promu dans la période de « républicanisation de l'armée » qui suit l'affaire Dreyfus : aide de camp de Joseph Brugère, général républicain nommé gouverneur militaire de Paris par le gouvernement de défense républicaine de Pierre Waldeck-Rousseau pour réduire l'influence antidreyfusarde dans l'armée, Pétain est également un proche du général Percin, officier républicain impliqué dans l'affaire des fiches.
Le militaire Pétain s'occupe fort peu de la vie politique de l'époque, et reste très discret sur ses opinions personnelles. Au contraire de beaucoup de militaires, il ne s’engage à aucun moment, pas plus lors de l'affaire des fiches en 1904 que lors des débats sur la séparation des Églises et de l'État en 1905.
Cette image d'un militaire républicain d'aucun parti perdure dans l'entre-deux-guerres. Il ne semble pas avoir eu d'expression antisémite avant 1938 (en 1919, il signe une pétition demandant de « venir au secours des masses juives opprimées en Europe orientale » et en 1938, une autre contre les persécutions en Allemagne).

### Première carrière
Au début de sa carrière militaire, Philippe Pétain est affecté à différentes garnisons et ne participe à aucune des campagnes coloniales.
En 1900, chef de bataillon, il est nommé instructeur à l’École normale de tir du camp de Châlons-sur-Marne. Il s’oppose à la doctrine officielle de l'époque qui veut que l'intensité du tir prime la précision et qui privilégie les attaques à la baïonnette pour l'infanterie et la poursuite à outrance pour la cavalerie. Il préconise au contraire l'utilisation des canons pour les préparations et les barrages d'artillerie, afin de permettre la progression de l'infanterie, laquelle doit pouvoir tirer précisément sur des cibles individuelles. Le directeur de l'école signale la « puissance de dialectique […] et l'ardeur […] » « avec lesquelles il défend des thèses aussi aventurées ».
En 1901, il occupe un poste de professeur adjoint à l’École supérieure de guerre, à Paris, où il se distingue par ses idées tactiques originales et sa clarté d'exposition. Il y est de nouveau de 1904 à 1907, puis de 1908 à 1911 reprenant sans ménagement le poste de titulaire de la chaire de tactique de l’infanterie à Adolphe Guillaumat.
Il s’élève alors violemment contre le dogme de la défensive prescrit par l’instruction de 1867, « l’offensive seule pouvant conduire à la victoire ». Il critique aussi le code d’instruction militaire de 1901 prônant la charge en grandes unités, baïonnette au canon, tactique en partie responsable des milliers de morts d’août et septembre 1914. Humiliés par la défaite de 1870, les états-majors se montrent volontiers bravaches et revanchards. À partir de 1911, l'État-major prône l'offensive à outrance. Pétain, lui, préconise la manœuvre, la puissance matérielle, le mouvement, l’initiative : « le feu tue ». Ainsi, il déclare à un élève officier : « Accomplissez votre mission coûte que coûte. Faites-vous tuer s'il le faut, mais si vous pouvez remplir votre devoir tout en restant en vie, j'aime mieux cela. » Parmi les officiers rangés sous ses ordres, il est le 20 octobre 1912, premier chef de corps de Charles de Gaulle, alors sous-lieutenant au 33e régiment d'infanterie stationnée à Arras.
En septembre 1913, devant commenter, devant les officiers réunis, un exercice conçu par le général Gallet, qui, lors de manœuvres, a fait charger à la baïonnette des nids de mitrailleuses, qui naturellement tiraient à blanc, le colonel Pétain répond que le général commandant la 1re division d'infanterie vient de montrer, afin de frapper les esprits, toutes les erreurs qu'une armée moderne ne doit plus commettre. Après avoir détaillé la puissance de feu des armes allemandes, il conclut par : « C’est par le feu qu’il faut détruire l’objectif avant de s’en emparer. Messieurs n’oubliez jamais que le feu tue ! »,.
Franchet d'Esperey est nommé en novembre 1913 commandant du 1er corps d'armée à Lille en remplacement du général anticlérical Henri Crémer. En janvier 1914, Franchet d'Esperey nomme le colonel Pétain pour assurer la vacance du général de Préval commandant la 3e brigade d'infanterie (2e division d'infanterie) à Arras qui quitte l'armée d'active pour des problèmes de santé.
Le 28 mars 1914, par permutation avec le général Deligny , Philippe Pétain est nommé au commandement de la 4e brigade de la 2e division d’infanterie, brigade composée de deux régiments, le 8e régiment d'infanterie en garnison à Saint-Omer, Calais et Boulogne et le 110e régiment d'infanterie en garnison à Dunkerque, Bergues et Gravelines. Le commandement du 33e régiment d'infanterie est repris par le lieutenant-colonel Stirn.
Arrivé à Saint-Omer, Philippe Pétain, pourtant excellent cavalier, fait une mauvaise chute de cheval. Le docteur Louis Ménétrel (père de Bernard Ménétrel) interdit l'amputation et sauve la jambe gauche de Pétain.
Adolphe Messimy, qui est redevenu ministre de la Guerre le 12 juin et qui a pris pour chef de cabinet militaire le général Guillaumat, adresse le 24 juillet un refus au général Anthoine, venu solliciter la nomination de Pétain au grade de général.
Ses biographes identifient ce manque de reconnaissance comme un des éléments structurant la personnalité de Pétain. À 58 ans, en juillet 1914, le colonel Philippe Pétain s’apprête à prendre sa retraite après une carrière relativement modeste.

### Promotion du général de la guerre de 1914-1918
Dès le début de la Première Guerre mondiale, le 3 août 1914, il se distingue à la tête de la 4e brigade d’infanterie en couvrant la retraite du général Lanrezac en Belgique. Il fait partie des officiers rapidement promus au début de la guerre pour remplacer ceux qui ont échoué : général de brigade le 31 août 1914 il commande la 6e division d'infanterie à la tête de laquelle il participe à la bataille de la Marne (durant laquelle il conseille l'usage de l'artillerie et de l'aviation).

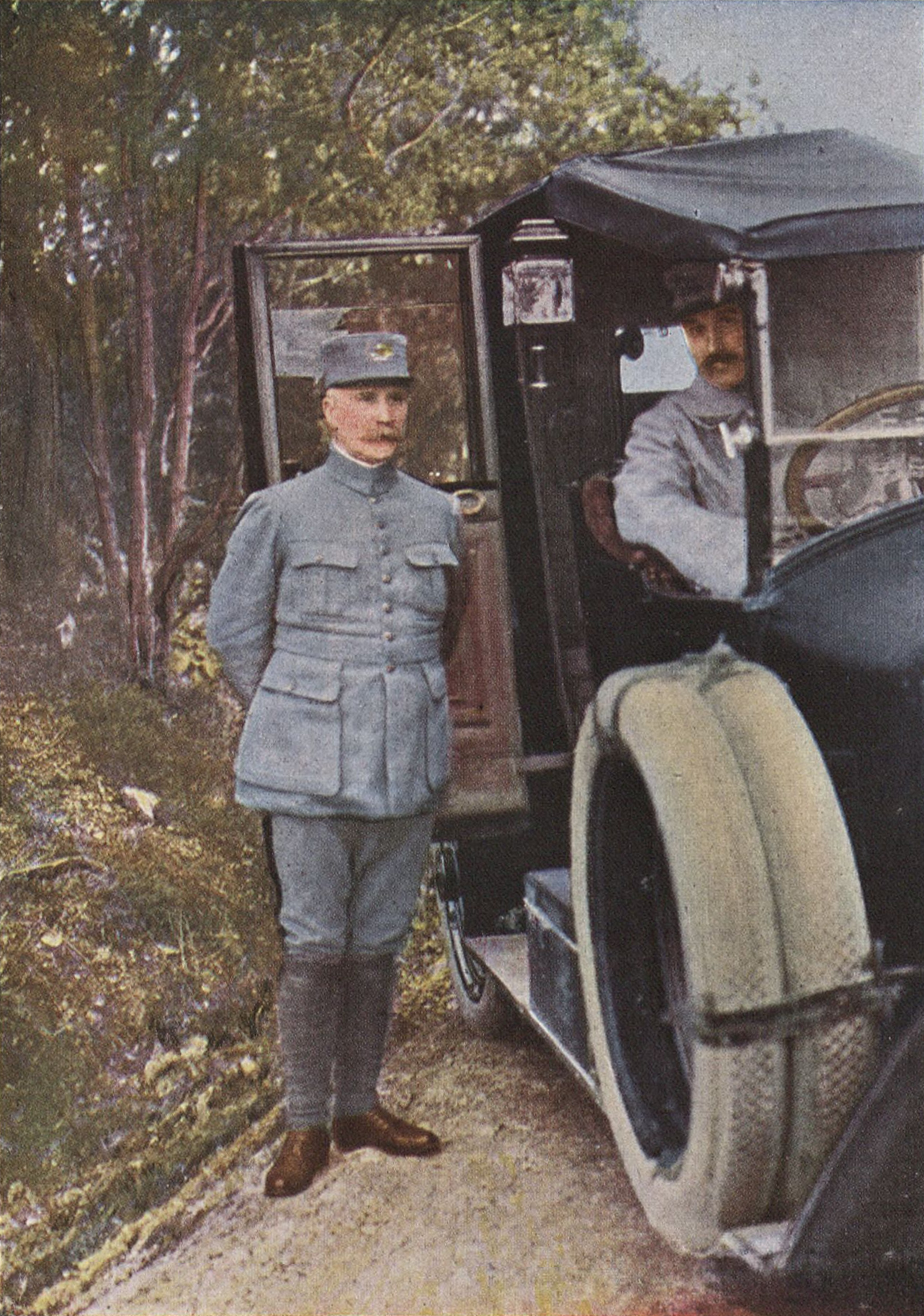
Philippe Pétain vers 1915.

Il devient général de division le 14 septembre.
Investi le 20 octobre 1914 de la fonction de général commandant de corps d'armée, il prend le commandement du 33e corps. Affecté au secteur du front où il a grandi, il réalise des actions d’éclat lors de l'offensive en Artois effectuant la seule percée le (9 mai 1915) qu'il juge, à raison, inexploitable. En juin 1915, investi de la fonction de général d'armée, il commande la IIe armée. Ayant pourtant désapprouvé ouvertement l'offensive de Joffre en Champagne, il est au commandement d'une des deux armées engagées. Il obtient les meilleurs succès et fait stopper l'offensive quand les pertes deviennent importantes. Son souci d’épargner leurs vies le rend populaire parmi ses hommes.

### Bataille de Verdun

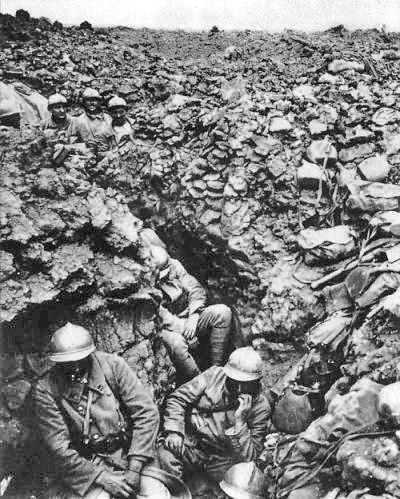
Soldats français à la bataille de Verdun.

Sous les ordres du futur maréchal Joffre et du général de Castelnau, il est l'un des 8 commandants à la bataille de Verdun, en poste du 25 février au 19 avril 1916. Son sens de l'organisation, soutenu par un réel charisme ne sont pas étrangers à l’issue victorieuse du combat, huit mois plus tard[réf. souhaitée], même si la ténacité de ses troupes, comme celle du commandant Raynal au fort de Vaux, en a été le facteur décisif. Sa vision stratégique de la bataille lui fait comprendre que le meilleur soldat du monde, s’il n’est pas ravitaillé, évacué en cas de blessure ou relevé après de durs combats, est finalement vaincu.
Pétain met en place une rotation des combattants. Il envoie au repos les régiments épuisés qu'il fait remplacer par des troupes fraîches. Il organise des norias d’ambulances, de camions de munitions et de ravitaillement sur ce qui devient la « Voie sacrée » (terme de Maurice Barrès). Comprenant la valeur de l’aviation dans les combats, il crée en mars 1916 la première division de chasse aérienne pour dégager le ciel au-dessus de Verdun. Il réaffirme cette vision dans une instruction de décembre 1917 : « L’aviation doit assurer une protection aérienne de la zone d’action des chars contre l’observation et les bombardements des avions ennemis […] ».
Il a tiré de cette période le titre de « vainqueur de Verdun », même si cette appellation a été surtout exploitée plus tard, sous le régime de Vichy. Ce célibataire reçoit plus de 4 500 lettres d'admiratrices durant le premier conflit mondial.
Toutefois, Joffre, Foch et Clemenceau attribuent la victoire de Verdun à Nivelle et à Mangin. Certains reprochent à Pétain son pessimisme,. En fait, comme la réputation de Pétain s'affirme auprès des soldats après les erreurs de Nivelle (en 1917), il existe deux traditions de la victoire de Verdun, comme l'écrit Marc Ferro, biographe de Pétain : « celle des chefs militaires et politiques, qui la mettent au crédit de Nivelle, et celle des combattants, qui ne connaissent que Pétain ».
Le 25 décembre 1916, le général Nivelle, auréolé de la reprise des forts de Vaux et de Douaumont, prend la tête des armées françaises, alors que Joffre, nommé maréchal, est évincé du commandement. Le général Pétain est nommé chef d'état-major général, poste spécialement recréé pour lui. Il s’oppose à Nivelle, peu économe du sang de ses hommes, dont la stratégie d’offensive à outrance contraste avec le pragmatisme de Pétain.

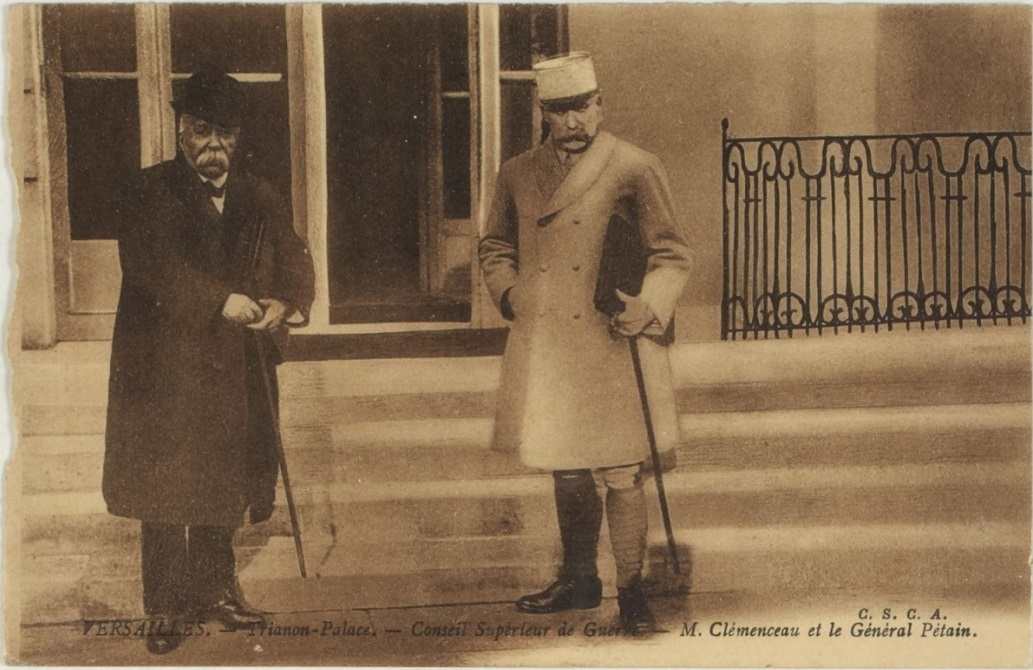
Clemenceau et Pétain au Conseil supérieur de la guerre (Trianon, novembre 1917 - novembre 1918).

Le commandement de Nivelle aboutit à la bataille du Chemin des Dames, à la mi-avril 1917 durant laquelle 100 000 hommes sont mis hors de combat du côté français en une semaine. Devant cet échec et le sentiment des soldats qu'ils sont menés à la mort pour rien, le mécontentement gronde, provoquant des mutineries dans de nombreuses unités. Nivelle est renvoyé, et Pétain se trouve en situation de lui succéder, par sa réputation à Verdun et ses prises de position visant à limiter les pertes.

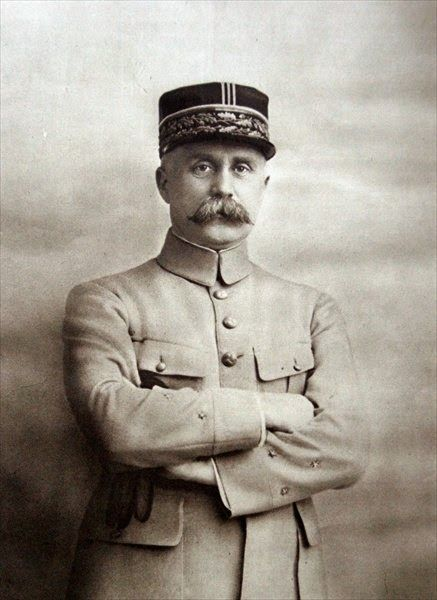
Philippe Pétain, alors général de division, photographié par Henri Manuel avant 1918.

### Les mini-offensives de Pétain
Le 15 mai 1917, Pétain est nommé commandant en chef des armées françaises.
Après le massacre du Chemin des Dames et les mutineries, il décide d'opérer un changement de stratégie afin de redonner confiance aux soldats et améliorer leurs conditions de vie.
Son commandement est ainsi marqué par une augmentation du nombre de permissions et la fin des offensives mal préparées. Dans le même temps, Pétain fait condamner les soldats qui se sont mutinés : plusieurs centaines d'entre eux sont condamnés à mort, mais seule une minorité de meneurs sont finalement fusillés, le pouvoir politique ayant commué la peine de la plupart des mutins.
Sur le front, il lance des offensives limitées mais toutes victorieuses afin de ne pas gaspiller la vie des soldats. Lors de la deuxième bataille de Verdun en août 1917, il reprend ainsi aux Allemands tout le terrain perdu en 1916, notamment le Mort-Homme. Lors de la bataille de la Malmaison en octobre 1917, il reprend par ailleurs la crête du Chemin des Dames.
Durant toutes ces attaques, il emploie de gros moyens d'artillerie et fait appel aux premiers chars d'assaut, à peine sortis des usines Renault, afin d'accompagner l'infanterie.
Malgré ces victoires, il refuse cependant de mener des projets d'offensives plus ambitieux, préférant attendre de disposer de chars en plus grand nombre ainsi que l'arrivée en première ligne des troupes américaines. « J'attends les chars et les Américains. » aurait déclaré Pétain.

### Remplacement par Foch

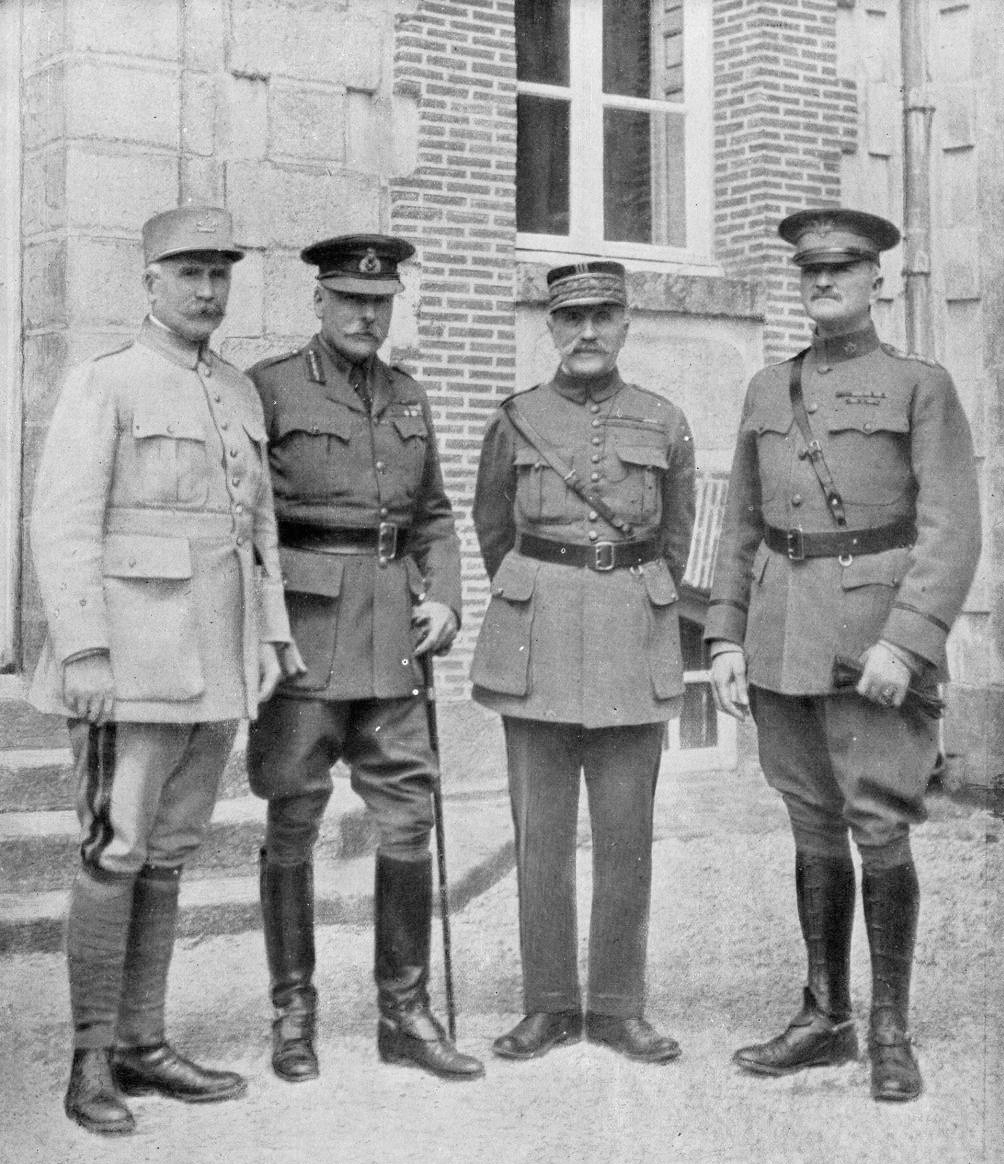
Le général Pétain, le maréchal Douglas Haig, le général Foch et le général Pershing, en 1918.

Le 21 mars 1918, les Allemands rompent le front britannique en Picardie, menaçant Amiens. Pétain est un candidat possible au titre de généralissime des troupes alliées, mais, avec l'appui des Britanniques, Clemenceau, qui le juge trop porté à la défensive et trop pessimiste, lui préfère Foch, partisan de l'offensive, lors de la conférence de Doullens du 26 mars. À cette conférence, Douglas Haig, représentant les Britanniques et soutenu par le représentant américain, exige et obtient que Pétain soit exclu de l'état-major inter-allié[réf. nécessaire]. Foch, à l’origine de la coordination des troupes alliées, en est désormais le chef suprême. Mais chaque commandant d'une armée nationale conserve le droit de faire appel de toute décision de Foch auprès de son gouvernement. Pétain conserve son rôle de général en chef des armées françaises, mais passe de fait sous les ordres de Foch.
Le 27 mai 1918, les Allemands percent le front français au Chemin des Dames, le général Duchêne, qui bénéficie de la protection de Foch, ayant refusé d'appliquer la doctrine défensive prescrite par Pétain consistant à transformer la première position défensive en ligne d’alerte et de désorganisation, afin de reporter la résistance ferme sur la deuxième position quelques kilomètres en arrière. L'armée française est contrainte de rétrograder sur la Marne. Pétain conseille la prudence, là où Foch choisit la contre-offensive, qui s'avèrera en juillet victorieuse. Foch, ne pouvant atteindre directement Pétain, fait limoger son major général, le général Anthoine. Le 22 juin 1918, le Comité de guerre retire à Pétain, qui a refusé de sanctionner Anthoine, son droit d'en appeler au gouvernement en cas de désaccord avec Foch. Le 30 juin, la nomination du général Buat au poste de major général est imposée par Foch et Clemenceau à Buat et Pétain afin de rendre plus souples et plus efficaces les relations entre les états-majors de Foch et de Pétain, dans l'espoir que l'armée française obéisse directement à Foch.

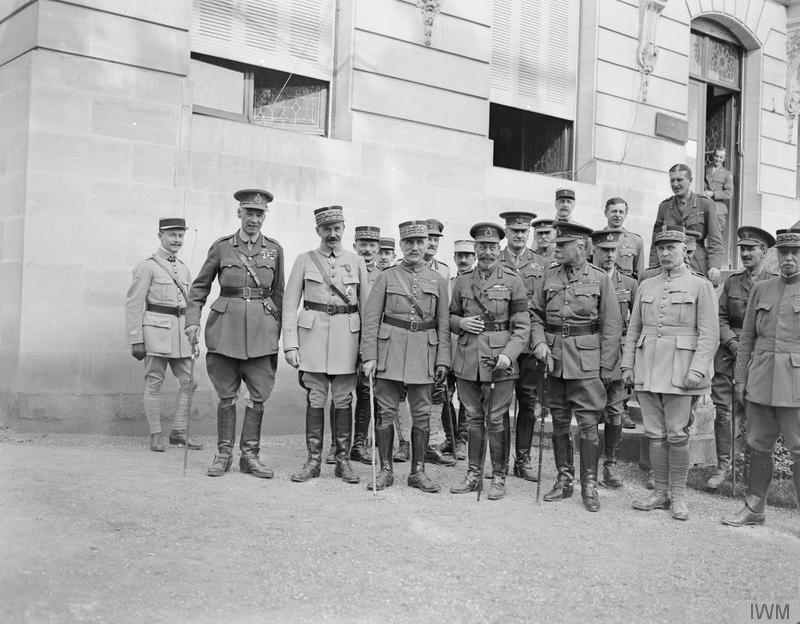
Groupe d'officiers britanniques et français photographiés au QG de la quatrième armée britannique à Flixecourt lors de la visite du roi George V, le 12 août 1918. De gauche à droite, au premier rang - le général Henry Rawlinson ; inconnu ; le général Maxime Weygand (au deuxième rang) ; le maréchal Ferdinand Foch ; le roi George V ; le maréchal Douglas Haig ; le maréchal Philippe Pétain ; inconnu.

En août 1918, la médaille militaire est attribuée à Pétain : « Soldat dans l’âme, n’a cessé de donner des preuves éclatantes du plus pur esprit du devoir et de haute abnégation. Vient de s’acquérir des titres impérissables à la reconnaissance nationale en brisant la ruée allemande et en la refoulant victorieusement ».
En octobre 1918, il prépare une grande offensive en Lorraine qui aurait mené les troupes franco-américaines jusqu’en Allemagne. Cette grande offensive, prévue à partir du 13 novembre, n’a pas lieu : contre son avis, Foch et Clemenceau ont accepté de signer le 11 novembre l’armistice demandé par les Allemands.

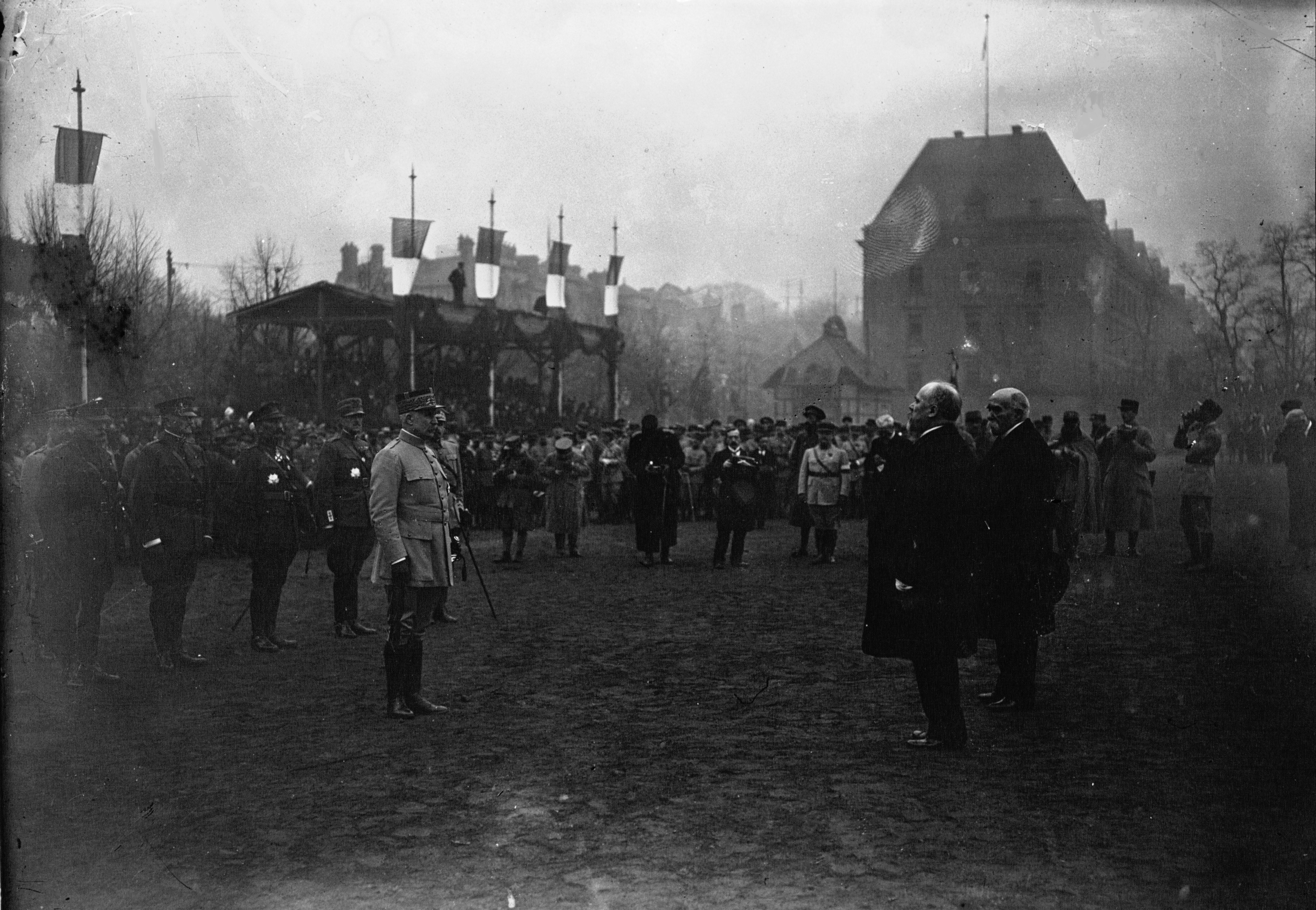
En présence de Clemenceau, le président Poincaré remet le bâton de maréchal à Pétain (Metz, 8 décembre 1918).

À la demande des officiers du GQG, le maréchal Foch fait, le 17 novembre 1918, une démarche auprès du président du conseil Georges Clemenceau. Le 19 novembre 1918, le général Pétain apprend à midi par téléphone qu'il va obtenir le bâton de maréchal puis, en début d'après-midi, assiste, impassible sur son cheval blanc suivi du général Buat et de vingt-cinq officiers du GQG, au défilé des troupes de la 10e armée entrant officiellement à Metz par la porte Serpenoise sous les vivats d'une foule en liesse.
Pétain est élevé à la dignité de maréchal de France par décret du 21 novembre 1918 (publié au Journal officiel le 22). Il reçoit à Metz son bâton de maréchal, le 8 décembre 1918.
Il est l'un des très rares acteurs militaires de premier plan de la Grande Guerre à n'avoir jamais voulu publier ses mémoires de guerre. En 2014 est publié un manuscrit inédit de Philippe Pétain qui retrace le conflit tel que Pétain l'avait vécu. Les différents témoignages à son sujet, « au-delà des inévitables références au grand soldat soucieux de la vie de ses hommes, soulignent son caractère secret, son manque d'humour, sa froideur, son apparence marmoréenne, terme qui revient souvent sous la plume des différents auteurs ». L'historien Jean-Louis Crémieux-Brilhac rappelle que « Pétain était, dès 1914-1918, un chef d'un pessimisme que Clemenceau jugeait intolérable, bien qu'il l'ait toujours couvert ».

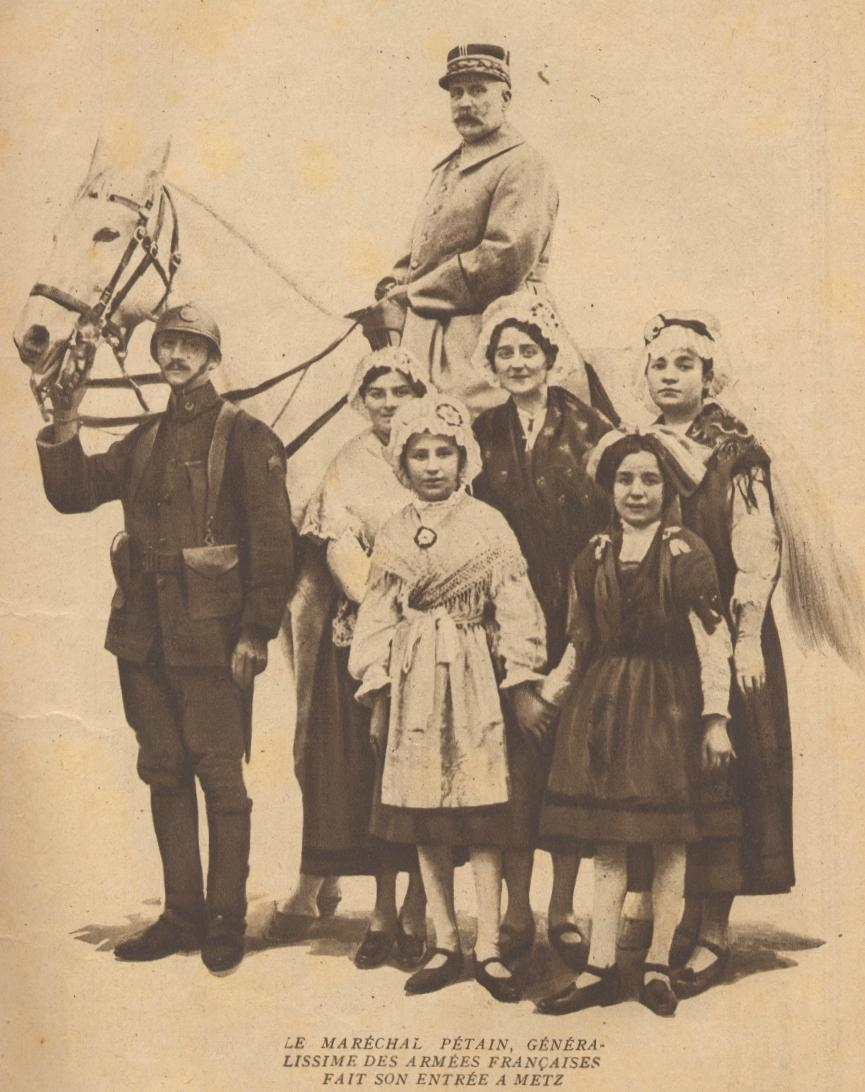
« Le maréchal Pétain, généralissime des armées françaises fait son entrée à Metz », image tirée du magazine Lectures pour tous du 1er janvier 1919

### Entre-deux-guerres
Populaire, couvert d'honneurs, (le 12 avril 1919, il est élu membre de l’Académie des sciences morales et politiques), marié (le 14 septembre 1920, à 64 ans, avec Eugénie Hardon, 42 ans,, sans descendance), Pétain devient progressivement la référence principale pour les anciens combattants pendant l'entre-deux-guerres, profitant de la mise à l'écart et des décès des autres maréchaux.
Il reste jusqu'en 1931 chef de l'armée (écartant Joffre puis Foch auquel il succède à l'Académie française), quelle que soit la majorité politique en place (en 1924, au moment du cartel des gauches il se serait opposé à l'hypothèse d'un coup d'État militaire envisagée par Lyautey qu'il écarte du Maroc en acceptant d'intervenir personnellement lors de la guerre du Rif). Il a une influence majeure sur la réorganisation de l'armée entouré d'un cabinet dont de Gaulle est l’une des plumes.
Toutefois à partir de 1929, son opposition à Maginot l'écarte de la tête des armées au profit de la génération des collaborateurs de Foch (Weygand). Il s'appuie sur sa popularité auprès des ligues d'extrême droite pour obtenir, après le 6 février 1934, le ministère de la Guerre, auquel il ne peut revenir en 1935 ni pendant le Front populaire. Le cabinet Chautemps le choisit comme ambassadeur auprès du dictateur Francisco Franco après la fin de la guerre d'Espagne jusqu'en mai 1940.

#### Général en chef de l'armée française et opposant à la ligne Maginot

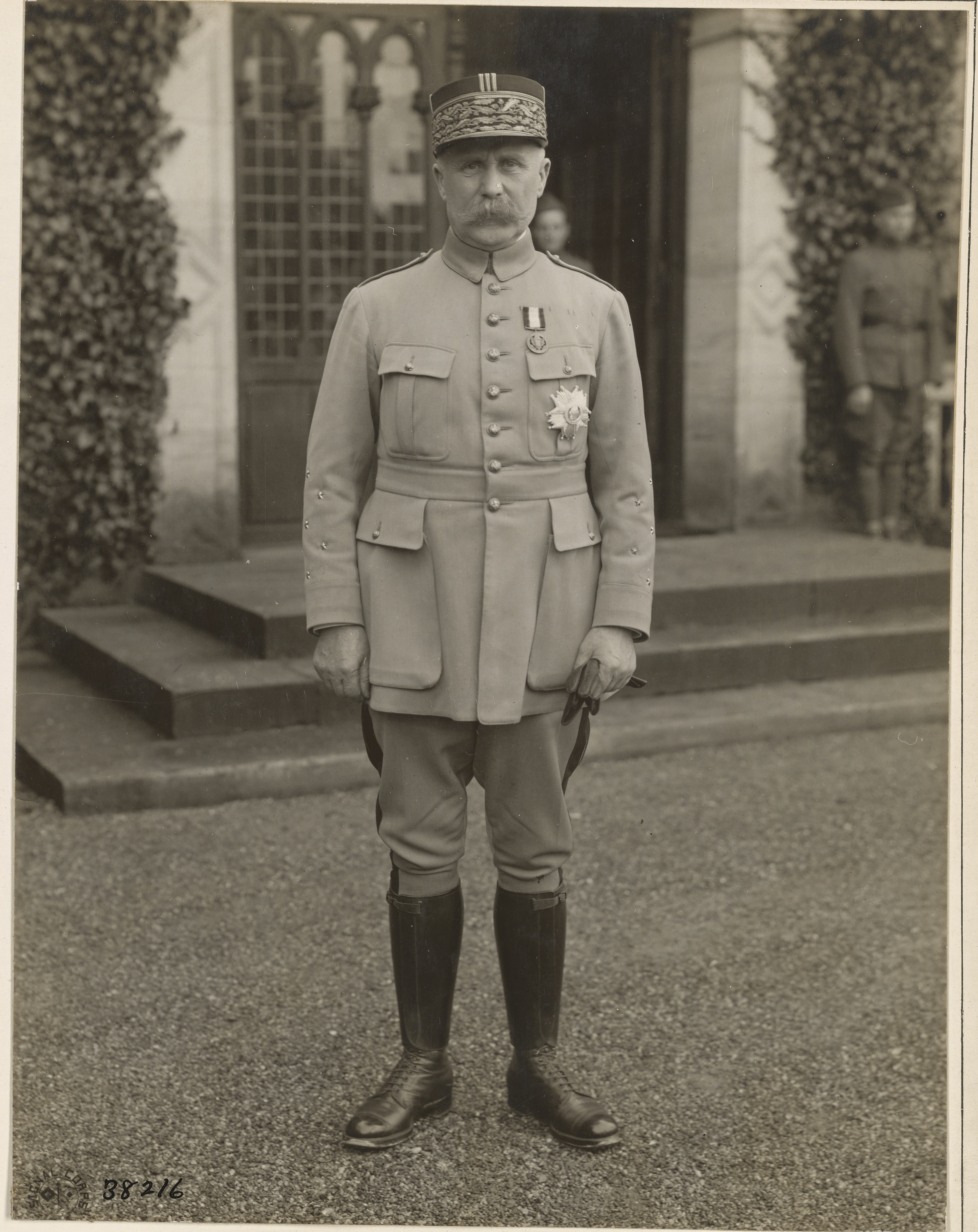
Philippe Pétain en 1918.

Général en chef de l’armée française (il le reste jusqu’au 9 février 1931), il estime en 1919 à 6 875 le nombre de chars nécessaires à la défense du territoire (3 075 chars en régiment de première ligne, 3 000 chars en réserve à la disposition du commandant en chef et 800 chars pour le remplacement des unités endommagées).

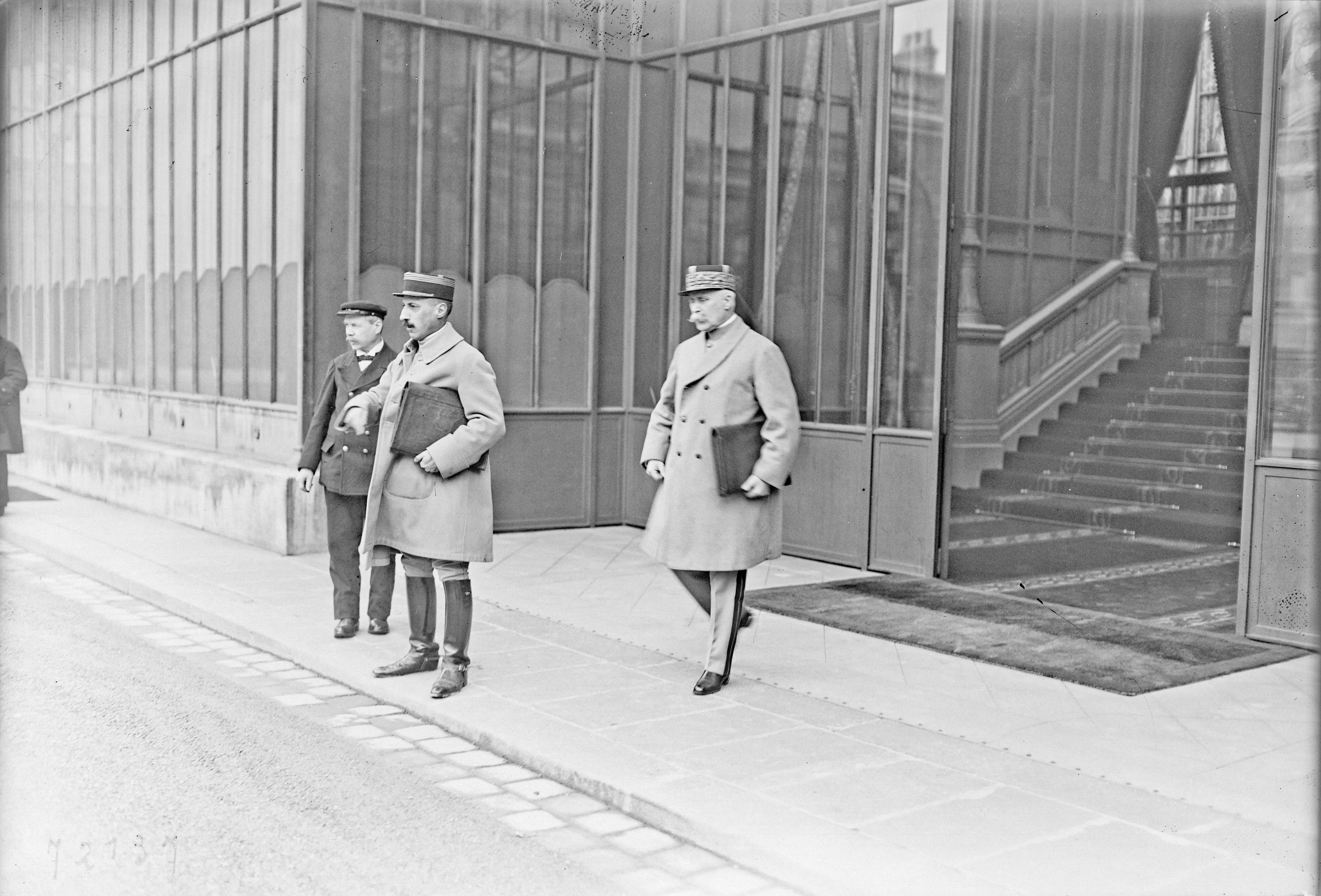
Pétain photographié à la sortie du Conseil supérieur de la guerre, en février 1922.

Il écrit : « C’est lourd, mais l’avenir est au maximum d’hommes sous la cuirasse ».
De 1919 à 1929, avec la présence d'un ami au poste de chef d'état-major des armées (le général Buat jusqu'en 1923, puis après sa mort le général Debeney), il s'oppose à la construction de fortifications défensives, préconisant au contraire la constitution d'un puissant corps de bataille mécanisé capable de porter le combat le plus loin possible sur le territoire ennemi dès les premiers jours de la guerre. Il parvient à rester l'instigateur principal de la stratégie, obtenant, en juin 1922, la démission du maréchal Joffre de la présidence de la Commission d'étude de l'organisation de la défense du territoire créée quinze jours plus tôt, et s'opposant, lors de la séance du Conseil supérieur de la guerre du 15 décembre 1925, à la construction d’une ligne défensive continue. Il y prône des môles défensifs sur les voies d’invasion.
Lors de la séance du 19 mars 1926, et contre l’avis de Foch, qui estime que Pétain donne à tort aux chars une importance capitale, il préconise et obtient l’étude de trois prototypes de chars (léger, moyen et lourd).
Il doit, cependant, finir par s'incliner et accepter la construction de la ligne Maginot, lorsque André Maginot, alors ministre de la Guerre, déclare, lors du débat parlementaire du 28 décembre 1929 : « ce n'est pas Pétain qui commande, mais le ministre de la Guerre ».

#### Guerre du Rif

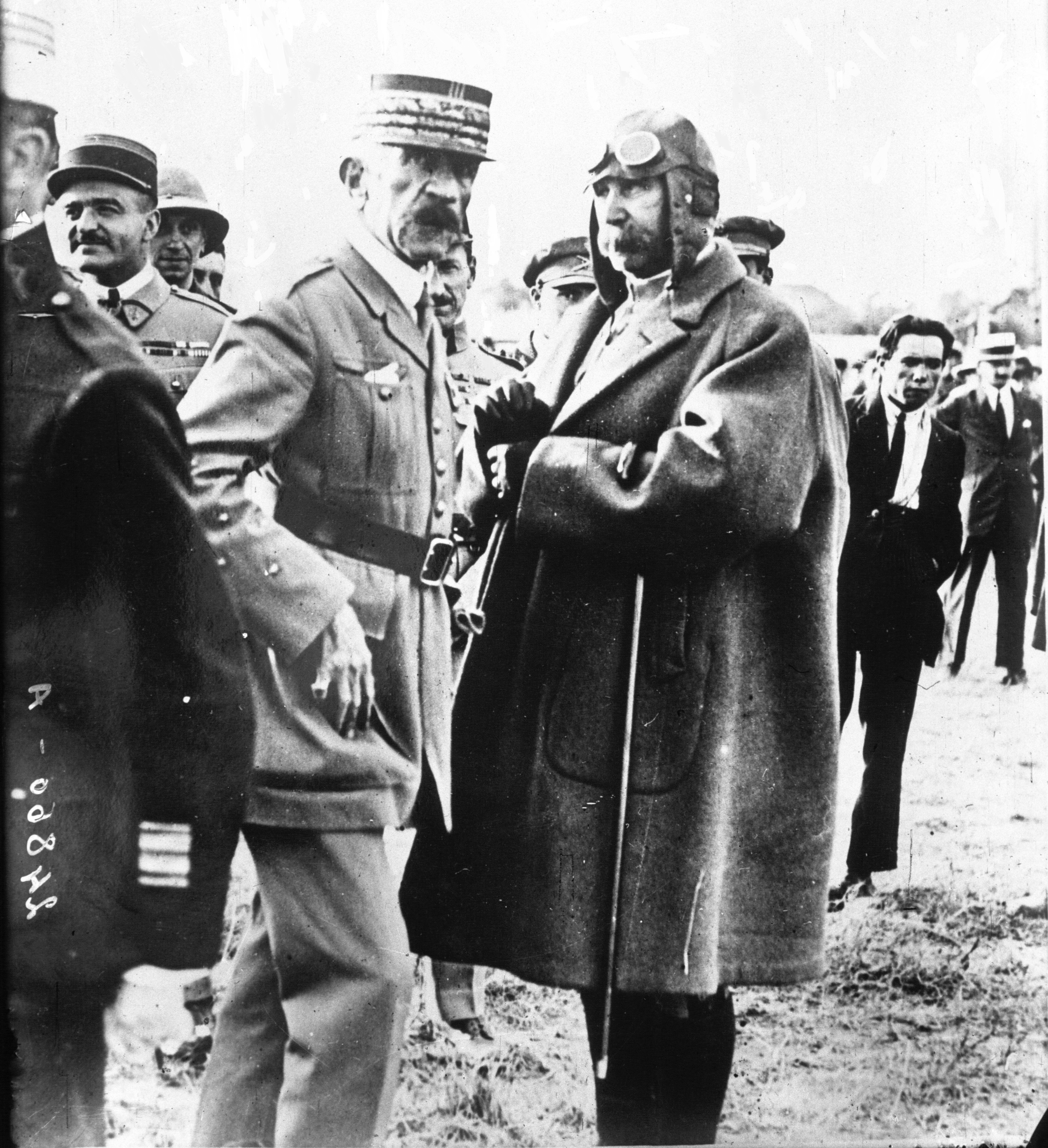
Durant la guerre du Rif, le maréchal Lyautey accueille au Maroc le maréchal Pétain à sa descente d'avion
(photographie agence Meurisse, 17 juillet 1925).

En 1925 et 1926, Pétain combat la révolte des forces d’Abd el-Krim, chef de la très jeune république du Rif, au Maroc, contre leurs voisins espagnols. Pétain remplace avec peu d'égards le maréchal Lyautey, et commande les troupes françaises en campagne avec l'armée espagnole (450 000 hommes au total), dans laquelle se trouve Franco. La campagne est victorieuse, en partie grâce à l'emploi par les Espagnols d'armes chimiques sur les populations civiles,. Abd el-Krim se plaignit à la Société des Nations de l'utilisation par l'aviation française de gaz moutarde sur les douars et les villages.

#### Relations avec de Gaulle

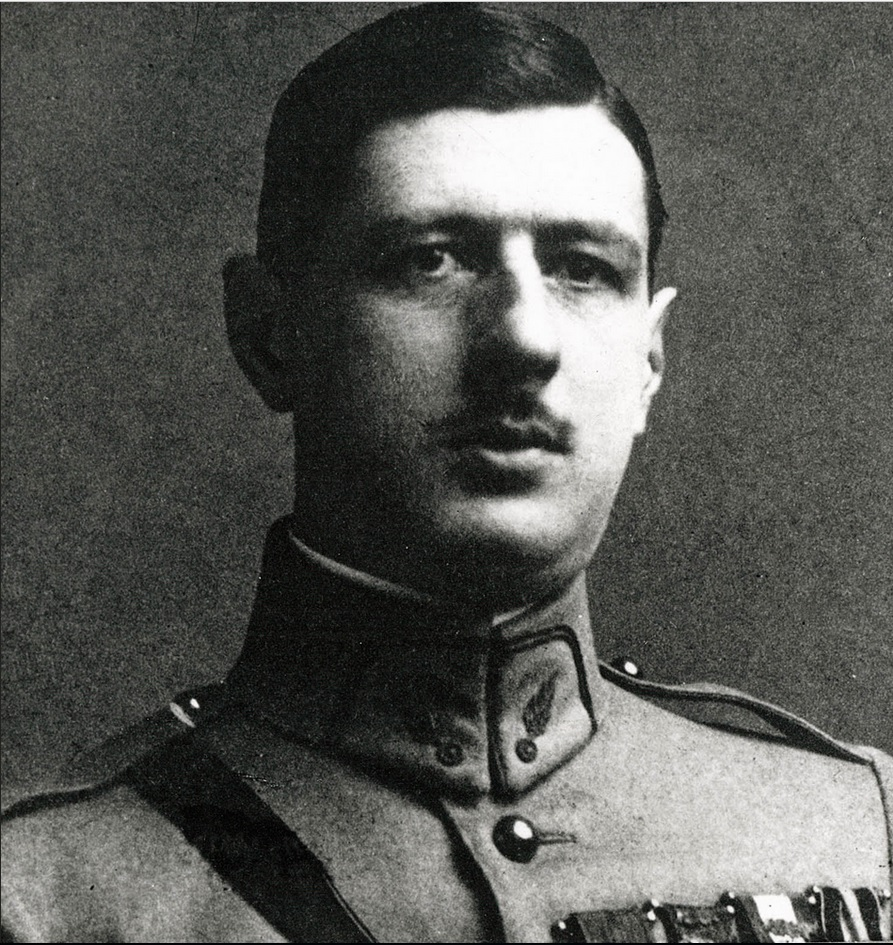
Le capitaine Charles de Gaulle à l'École supérieure de guerre, (1922-1924).

À partir de l’affectation de Charles de Gaulle au 33e régiment d’infanterie commandé par Philippe Pétain, alors colonel, le destin des deux hommes s'est régulièrement croisé. Charles de Gaulle est affecté à ce régiment le 9 octobre 1912 à sa sortie de Saint-Cyr avec un grade de sous-lieutenant. En 1924, à l'occasion d'une visite à l'École de guerre, Pétain s'étonne de la faiblesse des notes attribuées à de Gaulle. Ses professeurs appréciaient peu l'indépendance de celui-ci, trait de caractère qu'il partageait avec Pétain. L'intervention de Pétain a probablement conduit à une rectification à la hausse des dites notes.
En 1925, Charles de Gaulle est détaché à l'état-major de Philippe Pétain, vice-président du Conseil supérieur de la Guerre. Pétain briguait l'Académie française et avait pu apprécier la qualité de la plume de De Gaulle en lisant La discorde chez l'ennemi, publié en 1924. Il lui demande de préparer la rédaction d'un ouvrage sur l'histoire du soldat pour l'aider à soutenir sa candidature. De Gaulle prépare le livre, Le Soldat à travers les âges, qui est quasiment fini à la fin de l'année 1927 lorsque de Gaulle tient à l'École de guerre trois conférences remarquées, respectivement intitulées : « L'action de guerre et le chef », « Du caractère » et « Du prestige » en présence du Maréchal. Mais son opinion envers Pétain change en raison de l'attitude du Maréchal vis-à-vis de Lyautey au moment de son éviction. Lorsqu'en janvier 1928 Pétain veut faire retoucher le livre par un autre de ses collaborateurs, de Gaulle proteste énergiquement. En 1929, Pétain succède à Foch à l'Académie française sans avoir eu besoin du livre. Pétain demande à de Gaulle d'écrire l'éloge de son prédécesseur sous la coupole, mais n'utilise pas le texte proposé.
En 1931, au retour du Liban, de Gaulle qui souhaitait une chaire d'enseignement à l'École de guerre est affecté contre son vœu au Secrétariat général de la Défense nationale (SGDN) à Paris. Sollicité, Pétain répond à de Gaulle : « vous y serez employé à des travaux qui pourront certainement vous aider à faire mûrir vos idées ». De Gaulle est en décalage stratégique et en conflit littéraire avec son supérieur ; Pétain, lui, considère qu'il a aidé au mieux son subalterne qui fait montre d'un peu trop d'orgueil. En 1932, de Gaulle dédie au maréchal Pétain son ouvrage Le Fil de l'épée : « Car rien ne montre mieux que votre gloire, quelle vertu l'action peut tirer des lumières de la pensée ». En 1938, de Gaulle réemploie le texte du Soldat à travers les âges pour rédiger son livre La France et son armée. Pétain s'oppose à la publication de l'ouvrage, puis finit par y consentir après une explication de vive voix avec son ancien porte-plume, qui corrige toutefois la dédicace proposée par le maréchal. Celui-ci en garde une rancune tenace contre de Gaulle qu'il tient pour « orgueilleux, ingrat et aigri ».

#### Élection à l'Académie française

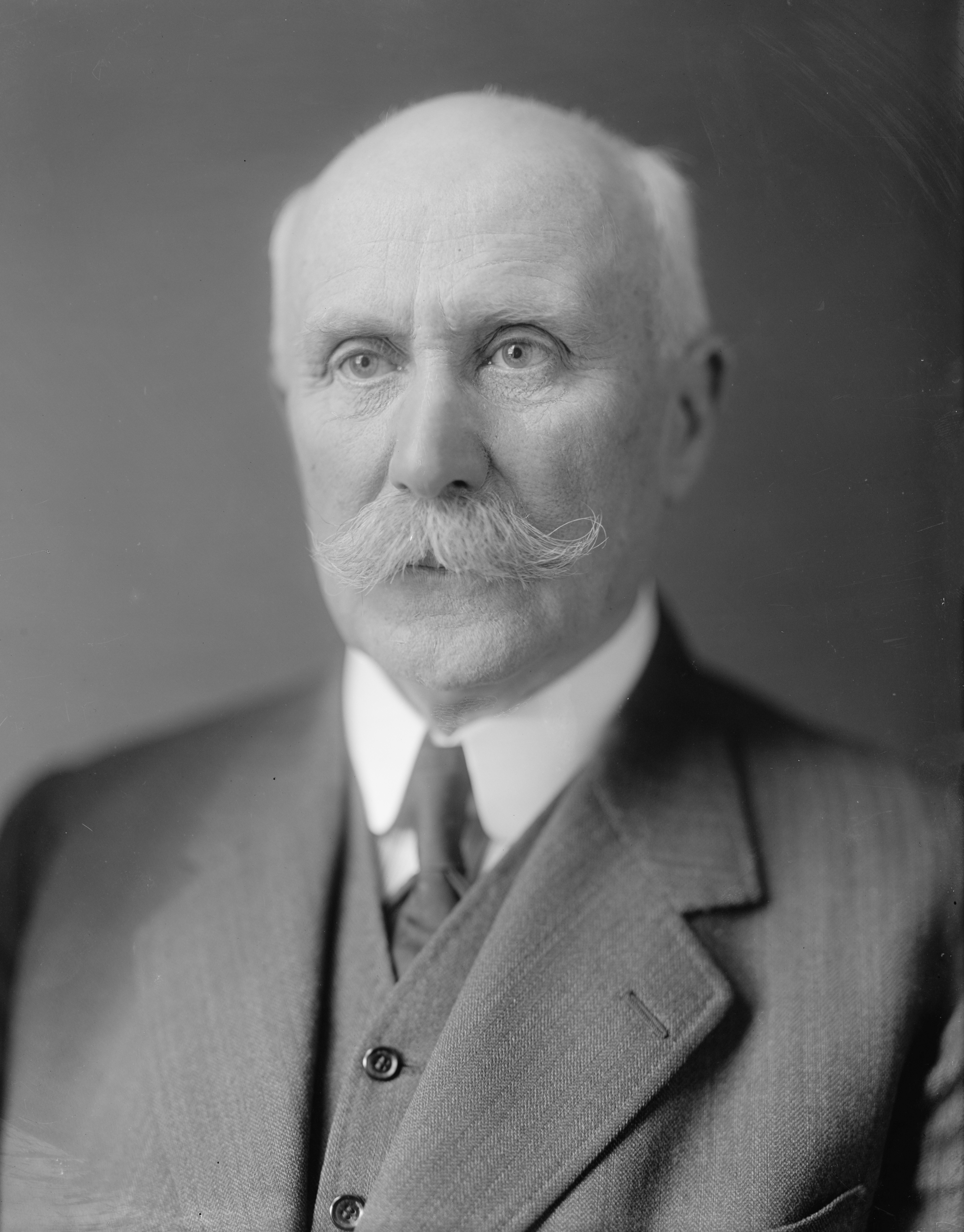
Philippe Pétain vers 1930.

Le 20 juin 1929, il est élu à l’unanimité membre de l’Académie française, au 18e fauteuil, où il succède au maréchal Foch.
Le 22 janvier 1931, il est reçu à l'Académie française par Paul Valéry, dont le discours de réception, qui retrace sa biographie, rappelle et développe une phrase sur laquelle insistait Pétain, « le feu tue » et comporte des considérations sur la façon dont « la mitrailleuse a modifié durablement les conditions du combat à terre » et les règles de la stratégie. Le discours rappelle aussi les désaccords, dans le respect mutuel, entre Pétain et Joffre. Le discours de réception du maréchal Pétain est un hommage au maréchal Foch auquel il succède.
Selon Jacques Madaule, Philippe Pétain s'opposa à l'élection à l'Académie française de Charles Maurras, qui sera un de ses plus grands défenseurs, et il félicita François Mauriac d'avoir fait campagne contre lui.
Philippe Pétain n'était pas ouvertement antisémite avant d'accéder au pouvoir : ainsi, il critiqua fermement Louis Bertrand, qui avait protesté contre l'élection d'André Maurois, un Juif, à l'Académie française, Maurois lui en fut reconnaissant. Néanmoins, dans ses échanges de correspondance privée avec le couple Pardee, voisin américain de sa maison du Var, Philippe Pétain se plaignait des Juifs.

#### Inspecteur général de la défense aérienne
Le 9 février 1931, il est remplacé par le général Weygand au poste de vice-président du Conseil supérieur de la guerre (correspondant à la fonction de commandant suprême de l’armée), et nommé inspecteur général de la défense aérienne du territoire.
À ce titre, il écrit le 2 décembre 1931 à Pierre Laval, alors président du Conseil, pour lui demander la création d’une force aérienne puissante de défense et d’attaque, indépendante de l’armée de terre et de la marine. Il préconise pour cela de prélever 250 millions de francs sur les crédits alloués à la construction de la ligne Maginot.
Il reste influent dans le monde militaire et politique, et actif dans le mouvement antiparlementaire le Redressement français, qui souhaite un exécutif fort.

#### Ministre de la Guerre

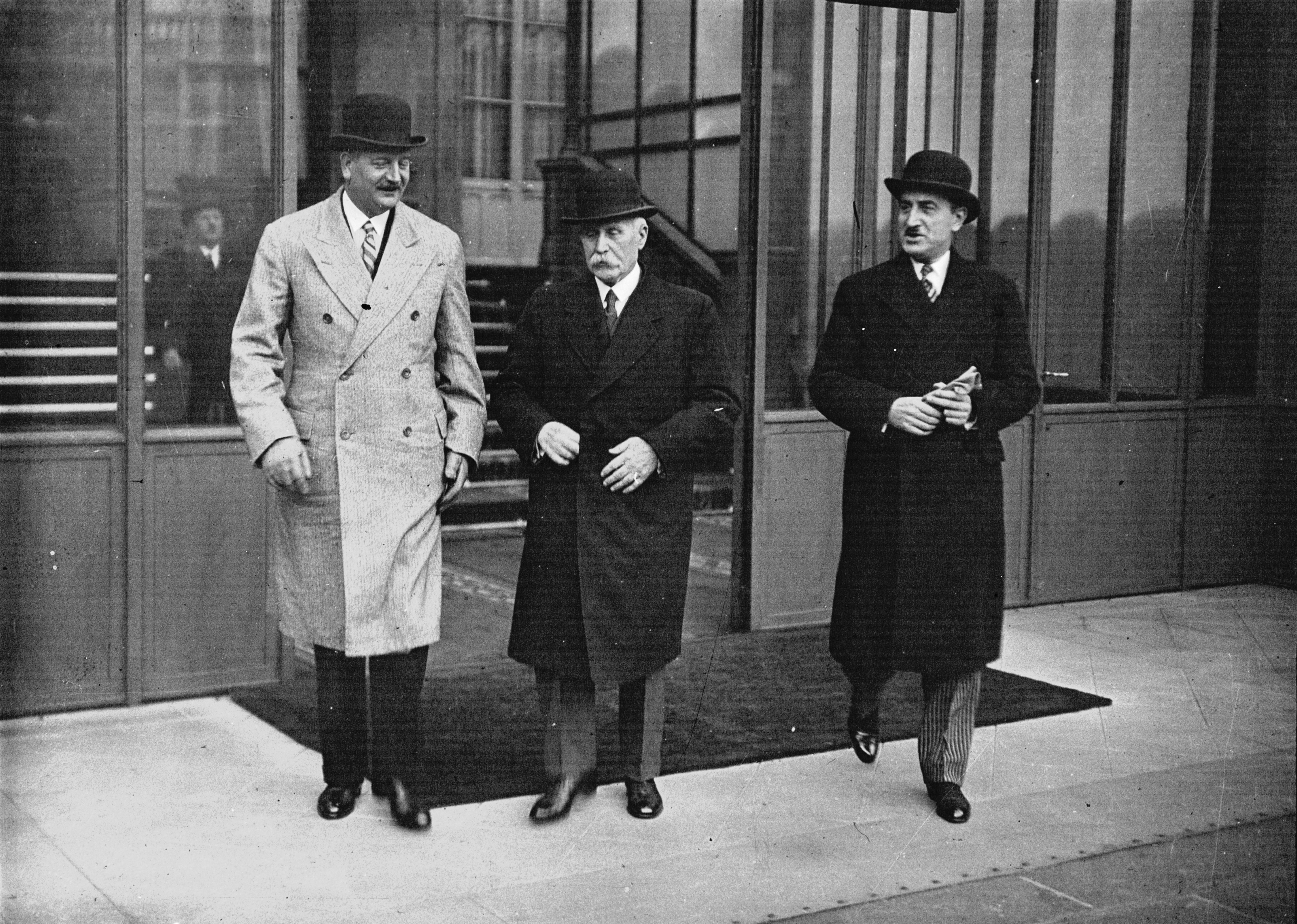
De gauche à droite, Pierre-Étienne Flandin, Pétain et Adrien Marquet en 1934.

Après la crise du 6 février 1934, le 9 février 1934, Philippe Pétain est nommé ministre de la Guerre dans le gouvernement Doumergue de tendance radicale, fonction qu’il occupe jusqu’au renversement du cabinet le 8 novembre 1934.
Sa présence, populaire parmi les anciens combattants qui avaient défilé, contribue à l'image d'union nationale voulue par Doumergue. Elle est symbolique de la fin du second cartel des gauches : les gouvernements des deux années 1934/36 sont, le plus souvent une alliance des radicaux et des partis de centre-droit. Ils conduisent des politiques sensiblement déflationnistes, visant à réduire les déficits en diminuant les dépenses.
Puis, l'arrivée au pouvoir de Hitler conduit la France à abandonner progressivement sa politique de désarmement, même si simultanément les choix budgétaires contribuent à maintenir une pression à la baisse sur les crédits militaires. Les choix stratégiques défensifs absorbent en outre une forte partie des crédits. La polémique des années 1940 sur les responsables du retard du réarmement français (que Pétain attribuera lors du procès de Riom à Édouard Daladier et Léon Blum, ce dernier dénonçant en réplique que les dépenses militaires ont augmenté sous le Front populaire sans avoir jamais été aussi importantes sous les gouvernements précédents, et que dans le gouvernement Doumergue qui incluait Pétain comme ministre de la guerre, Pétain avait réduit de 20% les crédits militaires quand Hitler affichait ses ambitions guerrières), et celle sur les choix stratégiques qui conduisirent à la défaite, expliquent la diversité des points de vue de l'historiographie évaluant le passage de Pétain au gouvernement.

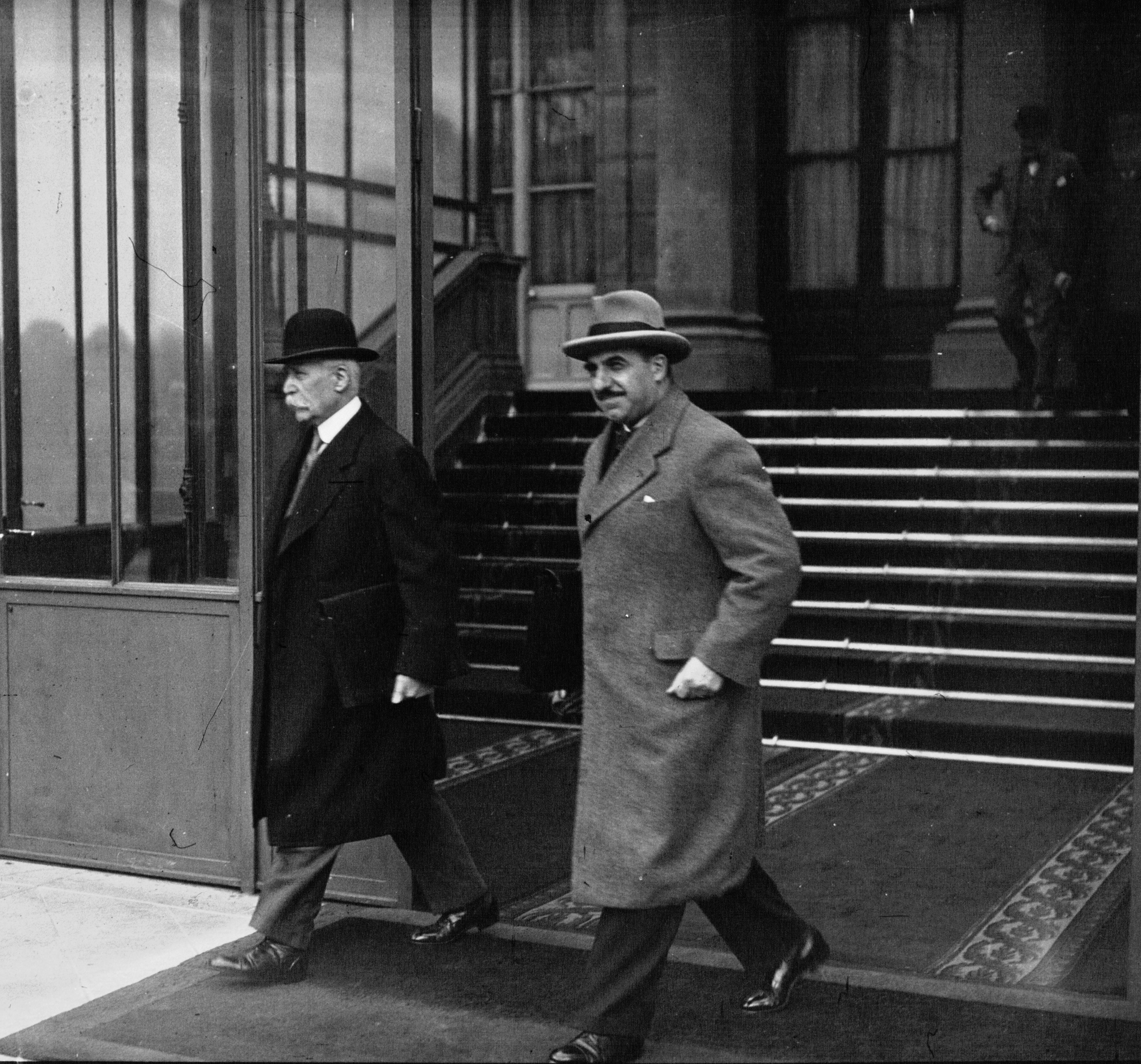
Pétain et Victor Denain en 1934.

La date du changement de politique budgétaire militaire est présentée avec des nuances : ainsi pour François Paulhac, entre 1934 et 1935, sous les gouvernements de centre droit, les dépenses d'armement sont réduites de 32 %, tandis que les crédits militaires n'augmentent qu'à partir de 1936, votés sans grande opposition, mis à part celle d'une partie de la droite. Pour Robert Frank, elles connaissent — après celui de 1924-1930/31 — un « second envol […] pendant la période de réarmement proprement dit, dès 1935, et surtout de 1936-1937 jusqu'à la guerre ». Jean-Luc Marret estime pour sa part que les réductions budgétaires ont cessé en 1934, sans qu'il y ait pour autant cette année-là d'importante augmentation de l'effort de défense. Le gouvernement de Gaston Doumergue — où Pétain est ministre de la Guerre — fait ainsi voter des crédits militaires de trois milliards de francs.
Pour Guy Antonetti, la reprise des dépenses — qu'il situe en 1935 — est consécutive à l'inflexion de la politique étrangère, plus offensive, d'alliances renouées, entamée sous le gouvernement de Gaston Doumergue (1934) et son ministre des Affaires étrangères Louis Barthou puis sous le gouvernement de Pierre Laval (1935). Un article de Philippe Garraud en 2005 consacré à la question du réarmement, estime que d'une manière générale, « le bilan de la politique d'armement de 1919 à 1935 est extrêmement limité et, durant toute cette période, les effectifs et le fonctionnement absorbent la plus grande part de budgets réduits » et que « le réarmement commence réellement en 1936 avec la mise en œuvre du programme partiel de 1935 et le plan des 14 milliards », tout en précisant qu'« au terme de cette période transitoire, l’année 1935 paraît néanmoins particulièrement importante, et même charnière : d’une part elle marque le début du réarmement français, même si la hausse du budget est encore limitée ; d’autre part, elle voit la mise au point de nombreux prototypes, qui commenceront à faire l’objet de commandes importantes l’année suivante ». Concernant le réarmement, Jean-Luc Marret en situe les « premiers indices » à l'occasion de la réorientation de la politique étrangère française par Louis Barthou (en 1934) et par Pierre Laval (en 1935).
Pétain limite les travaux de la ligne Maginot, en estimant que les Ardennes sont une barrière naturelle difficilement franchissable par les Allemands. Le 15 juin 1934, il obtient le vote d’un crédit supplémentaire de 1,275 milliard de francs pour la modernisation de l’armement,.
Partisan des chars de combat, il décide avant avril 1934 de l’adoption du char B1 dont il avait fait faire les prototypes pendant son commandement. La même année, il décide aussi de l’adoption du char D2 et de l’étude d’un char léger. Soucieux de la formation des officiers supérieurs, il ordonne que tous les postulants à l’École supérieure de guerre effectuent des stages préalables dans des unités de chars et d’aviation,.
Le 31 mai 1934, convoqué devant la Commission des finances, il exprime ses vues sur la fortification et renouvelle ses réserves sur l’efficacité de la ligne Maginot. Il explique ce qu’est pour lui la fortification : le béton est un moyen pour économiser les effectifs, l’essentiel consistant dans une armée puissante, sans laquelle elle n’est qu’une fausse sécurité. Le but de la fortification est de permettre le regroupement des troupes pour l’offensive ou la contre-offensive. Il aura cette phrase : « la ligne Maginot ne met pas à l’abri d’une pénétration de l’ennemi, si l’armée n’est pas dotée de réserves motorisées aptes à intervenir rapidement ». Il soutient pourtant le principe de cette ligne. Selon Robert Aron, les conceptions stratégiques qu'il défend à cette époque sont conformes à son expérience de la Grande Guerre, ainsi :

« […] Entre les deux guerres, les conceptions stratégiques qu’il va défendre et imposer à l’Armée française sont encore strictement conformes à son expérience du début de l’autre conflit : il ne croit pas au rôle offensif des tanks ni aux divisions blindées. Il préconise l’édification de la ligne Maginot, derrière laquelle nos combattants de 1939 vont se croire à l’abri et attendront paisiblement l’offensive allemande, qui se déclenchera ailleurs. »

Le 27 octobre 1934, il convainc Louis Germain-Martin, ministre des Finances, de signer le « plan Pétain pour 1935 » d'un montant de 3,415 milliards de francs, qui prévoit notamment la construction de 1 260 chars. La chute du Gouvernement, et le remplacement du maréchal Pétain par le général Maurin, partisan de chars lourds et lents, retarderont la mise en œuvre de ce plan de plusieurs mois.
Après son expérience ministérielle, Pétain jouit d’une très grande popularité, à droite comme à gauche. En témoigne en 1935, la célèbre campagne lancée par Gustave Hervé (alors d'extrême droite) intitulée « C’est Pétain qu’il nous faut ».

#### Membre du Conseil supérieur de la guerre
Il participe par la suite au Conseil supérieur de la guerre, où il soutient la politique de guerre offensive promue par le colonel de Gaulle, qui fut un temps son « porte-plume », préconisant la concentration de chars dans des divisions blindées.
Il écrit dans la Revue des Deux Mondes du 15 février 1935 : « Il est indispensable que la France possède une couverture rapide, puissante, à base d’avions et de chars […] ». Et lors d'une conférence à l’École de Guerre en avril 1935 : « Les unités mécanisées sont capables de donner aux opérations un rythme et une amplitude inconnus jusqu’ici […] L’avion, en portant la destruction jusqu’aux centres vitaux les plus éloignés fait éclater le cadre de la bataille […] On peut se demander si l’avion ne dictera pas sa loi dans les conflits de l’avenir […] ». Ainsi que dans la préface d'un ouvrage du général Sikorsky : « Les possibilités des chars sont tellement vastes qu’on peut dire que le char sera peut-être demain l’arme principale ».
Le 6 avril 1935, il dit, devant le président Lebrun, dans un discours à l’École supérieure de Guerre : « Il est nécessaire de tenir le plus grand compte des perspectives ouvertes par l’engin blindé et par l’aviation. L’automobile, grâce à la chenille et à la cuirasse, met la vitesse au service de la puissance […] La victoire appartiendra à celui qui saura le premier exploiter au maximum les propriétés des engins modernes et combiner leur action ». En 1938, il préface le livre du général Louis Chauvineau Une invasion est-elle encore possible, qui prônait l'utilisation de l'infanterie et des fortifications comme moyens de défense, face au « front continu ». Dans cette préface, Pétain considérait que l'utilisation des chars et des avions ne modifiaient pas les données de la guerre : « Cela tient à ce qu'il s'est appuyé sur la base solide et inattaquable de données positives fournies par la technique : le front continu est une réalité qu'il y a péril à méconnaître (…) On perçoit encore certaines tendances à reprendre la doctrine de la guerre de mouvement dès le début des opérations, suivant les idées en honneur avant 1914. L'expérience de la guerre a été payée trop cher pour qu'on puisse revenir impunément aux anciens errements ».
Pétain est recruté à l'École libre des sciences politiques en 1938 pour diriger un cycle d'études sur la défense nationale et les affaires militaires. Il y donne un cours d'histoire militaire, où il promeut les cuirassés et sa doctrine militaire sur la base de récits de la Première Guerre mondiale.
À l’instigation des grands chefs militaires (Foch, Joffre), les gouvernements de la fin des années 1920 vont affecter d’importants efforts budgétaires à la construction de lignes de défense. Cette stratégie est symbolisée par la coûteuse, et de surcroît incomplète ligne Maginot car interrompue à la frontière belge.
Winston Churchill, dans son ouvrage sur la Seconde Guerre mondiale, émet l'avis que la ligne Maginot aurait pu être d'une très grande utilité si elle avait été correctement exploitée. Elle lui paraissait justifiée compte tenu, en particulier, du rapport numérique entre les populations de la France et de l'Allemagne. Winston Churchill juge « extraordinaire qu'elle n'ait été prolongée au moins le long de la Meuse » et indique : « […] Mais le maréchal Pétain s'était opposé à cette extension […]. Il soutenait avec force que l'on devait exclure l'hypothèse d'une invasion par les Ardennes en raison de la nature du terrain. En conséquence, on écarta cette éventualité ».
Après le succès de la guerre-éclair menée par les Allemands via les Ardennes, Pétain ne pouvait plus ignorer que la débâcle de 1940 était aussi due aux « grands chefs militaires », dont les autorités gouvernementales n’avaient fait que suivre les orientations stratégiques. Il fit pourtant juger les hommes politiques en charge avant 1940 comme « responsables » exclusifs de la défaite.

#### Ambassadeur en Espagne

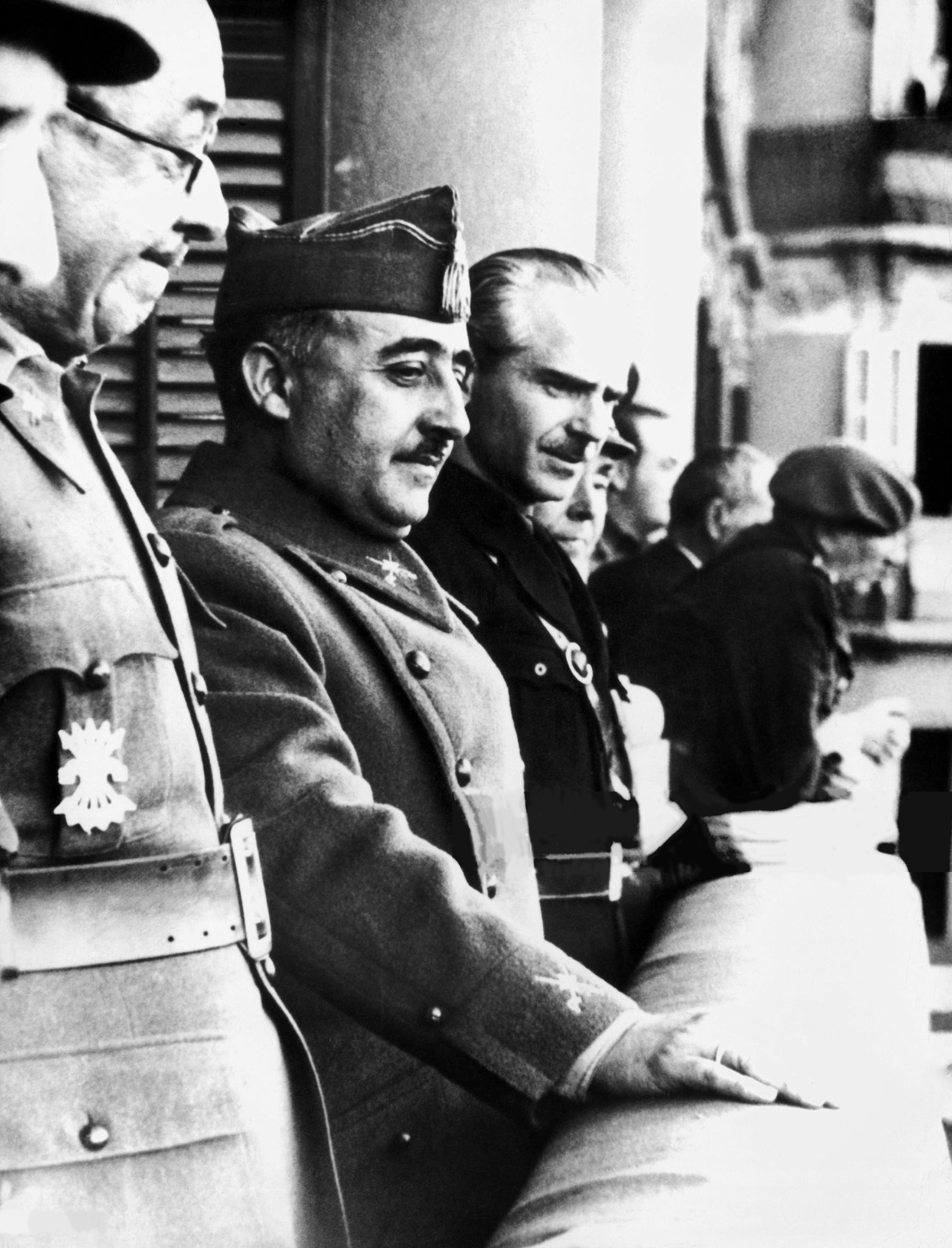
Le général Franco, entouré par José Moscardó et Ramón Serrano Súñer, en 1938.

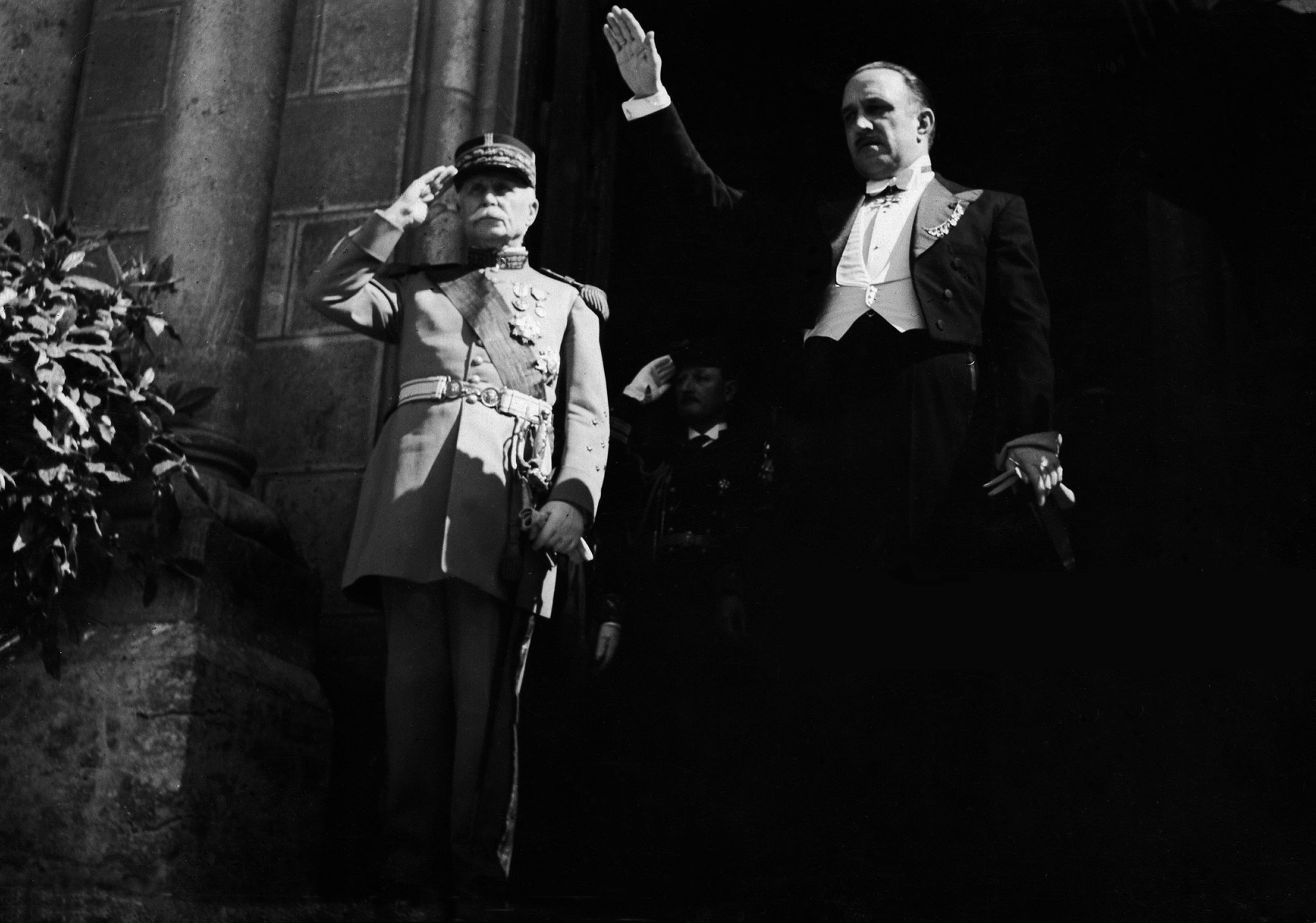
L'ambassadeur Philippe Pétain et le baron de las Torres, interprète de Franco, sortant d'une entrevue avec le Caudillo à Burgos en mars 1939.

La France reconnaît officiellement le nouveau gouvernement franquiste le 27 février 1939. Le 2 mars 1939, Pétain est nommé ambassadeur de France en Espagne. Hostile aux nationalistes espagnols, la gauche française proteste au nom de la réputation « républicaine » du maréchal. L'Humanité honore ce dernier en regard du « général félon » Franco tandis que dans Le Populaire du 3 mars 1939, Léon Blum décrit Pétain comme « le plus noble, le plus humain de nos chefs militaires », formule qui sera largement exploitée et décontextualisée après la Seconde Guerre mondiale par les partisans de la réhabilitation de l'ancien « chef de l'État français ». Pour l'heure, la nomination de Pétain — qui jouit d'un grand prestige en Espagne — vise à améliorer l'image de la République française en atténuant le souvenir du soutien hexagonal aux républicains espagnols pendant la guerre civile.
Le 24 mars 1939, le maréchal présente ses lettres de créance au ministre de l'Intérieur, Serrano Súñer, qui le reçoit très froidement. Selon l'historien Michel Catala, Pétain gardera le souvenir de ce mauvais accueil et ses liens vis-à-vis de Franco resteront très critiques, malgré la propagande ultérieure dépeignant des rapports privilégiés entre le régime de Vichy et la dictature du Caudillo. Dans l'immédiat, Pétain a pour mission d'assurer la neutralité de l'Espagne en vue du prochain conflit européen. Au nom du rapprochement diplomatique de la France avec l’Espagne, il lui incombe de superviser, dans le cadre des accords Bérard-Jordana, le rapatriement à Madrid des réserves d'or de la Banque d’Espagne, de l'armement républicain ainsi que des œuvres d'art que l’ancienne République espagnole avait transférés à l'abri en France durant la guerre civile. L'ambassadeur de France sait s'entourer d'une équipe de qualité mêlant personnel diplomatique chevronné et officiers militaires dévoués. En quelques mois, le maréchal se réconcilie avec l'élite espagnole. Sa présence active dans le pays a pour conséquence un renforcement de l'image de la France, en dépit d'une presse espagnole très francophobe.

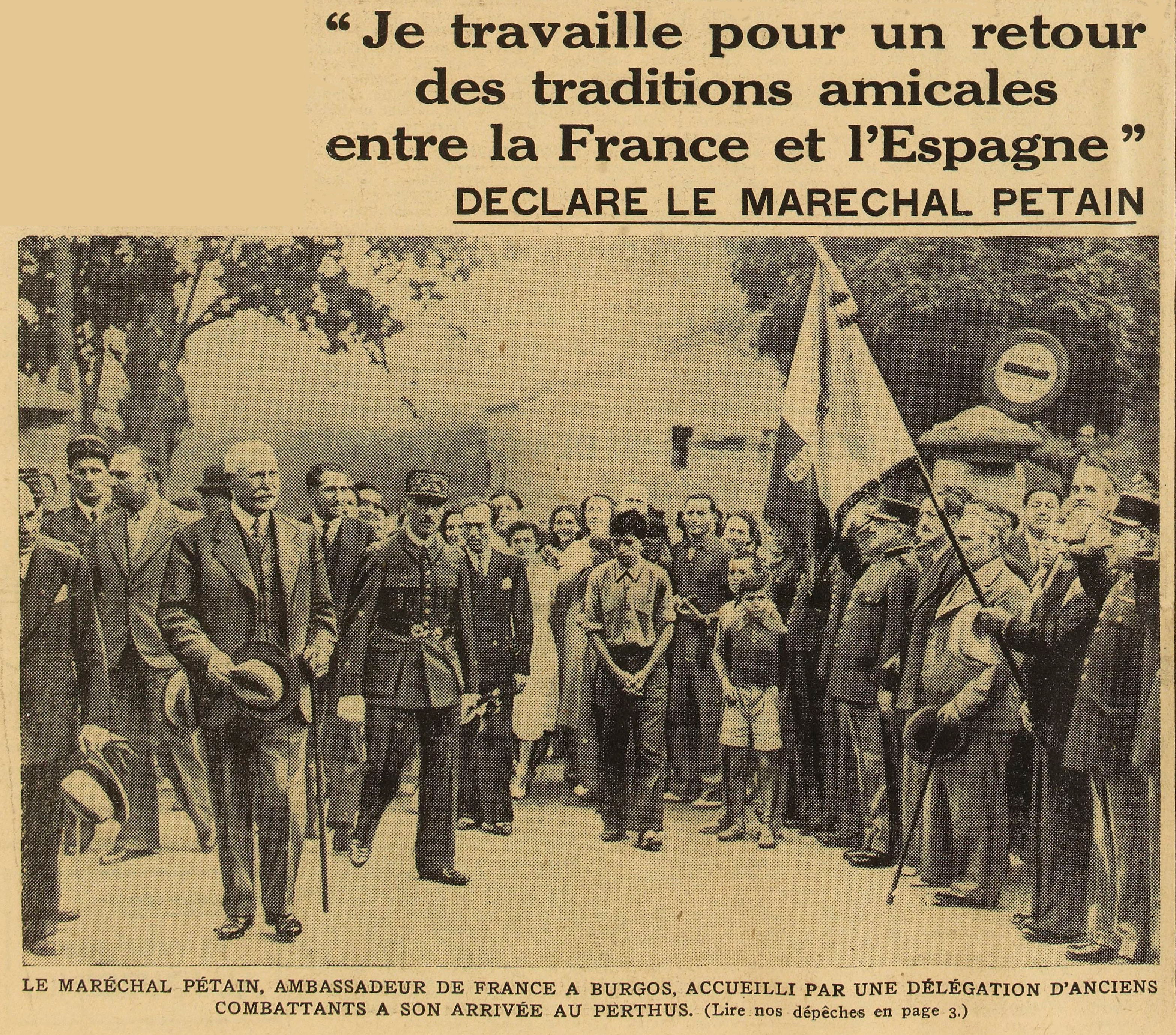
Philippe Pétain, ambassadeur de France à Burgos, est accueilli par une délégation d'anciens combattants à son arrivée au Perthus.
Une du journal Excelsior, 26 juillet 1939.

Malgré de nombreuses réticences du côté français, notamment en raison de tensions militaires franco-espagnoles au Maroc en mars-avril 1939, Pétain engage son autorité auprès du président du Conseil Daladier afin de réaliser les accords Bérard-Jordana, condition sine qua non exigée par les autorités franquistes. La France finit par céder, sans obtenir de contreparties significatives. La déclaration officielle de neutralité de l'Espagne le 4 septembre 1939 semble couronner les efforts français, mais résulte davantage du réalisme de Franco tenant compte des faibles capacités militaires espagnoles consécutives à la guerre civile. La « détente de façade de l'été 1939 » masque l'échec de la politique de conciliation française visant à obtenir des relations de bon voisinage et un accord militaire entre les deux pays. Si le Caudillo incline prudemment vers une neutralité de fait, il ne desserre pas pour autant ses liens avec le Troisième Reich et l'Italie fasciste.
Conscient de la fragilité de la neutralité espagnole, Pétain affirme que celle-ci « dépendra beaucoup » de l'attitude de la France. Son « objectif stratégique principal » demeure la réconciliation « à n'importe quel prix avec l'Italie et l'Espagne afin de concentrer tous les efforts de la France contre l'Allemagne », souligne Michel Catala. Du reste, le maréchal exprime depuis août 1939 son souhait d'abandonner sa mission plénipotentiaire. Le rétablissement partiel des rapports commerciaux et culturels franco-espagnols dans les derniers mois de 1939 et les premiers mois de 1940 ne modifie pas l'ambiguïté de la position franquiste vis-à-vis de l'Axe et de la France. Tout au plus Pétain peut-il être crédité d'une amorce de normalisation — « superficielle et éminemment provisoire » — des relations franco-espagnoles.
En dépit de l'insuccès de sa stratégie vis-à-vis de Franco, « la réussite personnelle de Pétain est indéniable » puisqu'il confirme son autorité sur les militaires français et établit son aptitude à imposer ses vues au gouvernement, en sus d'acquérir une réputation de fin diplomate. Or Michel Catala doute que le maréchal ait réalisé le fiasco de sa mission d'ambassadeur, eu égard à sa future politique allemande à Vichy où il fera « preuve de la même obstination et du même aveuglement à poursuivre une politique de concessions afin d'obtenir des améliorations des conditions d'armistice ».

### Homme du recours à l'armistice

#### Pendant la drôle de Guerre: un recours possible

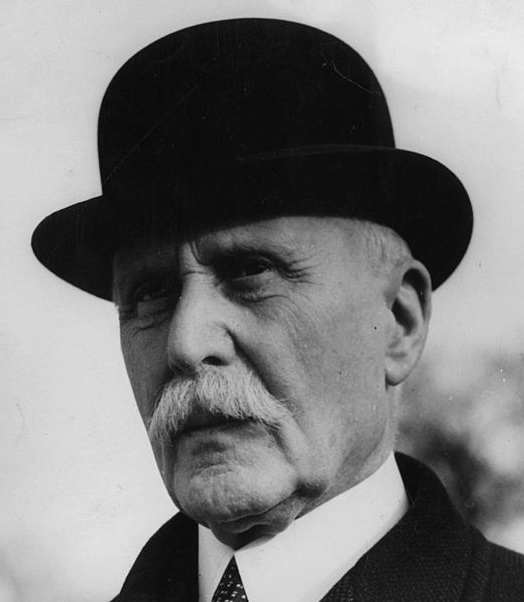
Philippe Pétain vers 1940.

À la déclaration de guerre, en septembre 1939, le maréchal Pétain, depuis Madrid, refuse une proposition du président du Conseil Édouard Daladier d'entrer au gouvernement, et il se tient prudemment à l'écart des sollicitations officielles. Cette proposition avait été inspirée par le président de la Chambre des députés, le radical-socialiste Édouard Herriot, comme condition à son acceptation éventuelle du ministère des Affaires étrangères.
Cependant, Pétain ne fait nullement mystère de son hostilité personnelle à la guerre contre Hitler. « Autant il est certain qu'il n'a eu aucune part dans les intrigues tramées en vue d'une paix de compromis, autant il est manifeste qu'il a, depuis le début, son rôle dans les calculs de Laval et de certains membres du complot de la paix », souligne l'historien Jean-Louis Crémieux-Brilhac.
Chef de file des parlementaires « défaitistes », Pierre Laval songe ainsi précocement à un gouvernement Pétain dont il serait le chef réel, et expose fin octobre 1939 à l'un de ses interlocuteurs : « Je n'ai pas, comme on dit, partie liée avec Pétain, mais je sais son prestige. […] Qu'est-ce qu'on lui demandera ? D'être un dessus de cheminée, une statue sur un socle. Son nom ! Son prestige ! Pas davantage ».
Le 3 novembre 1939, un rapport de l'ambassadeur d'Italie note que « le maréchal Pétain fait figure de représentant de la politique de paix en France […] Pétain croit que, même en cas de victoire, la France n'en recueillerait pas les fruits. Si la question de la paix devenait aiguë en France, Pétain y jouerait un rôle ».
Arrivé au pouvoir le 21 mars 1940, la situation militaire se dégradant, le président du Conseil Paul Reynaud songe également à utiliser le prestige du maréchal Pétain auprès des Français et lui propose en vain, début mai, d'entrer au gouvernement. Jugeant la situation favorable pour lui, Pétain accepte de revenir à Paris et d'intégrer le gouvernement note l'historien Gérard Boulanger[réf. souhaitée].
Au moment de retourner aux responsabilités, le maréchal « partage le mépris de la droite antiparlementaire pour le régime qui l'a couvert d'honneurs. […] La France selon son cœur est la France paysanne dont il est issu, respectueuse des hiérarchies et de l'ordre établi, telle qu'il souhaitera la faire revivre à Vichy. Ses vues politiques sont courtes : il ne supporte pas les bavardages politiciens ; il reproche aux instituteurs socialistes d'avoir favorisé l'antipatriotisme, comme au Front populaire d'avoir favorisé le désordre. Son bon sens proverbial va de pair avec une grande ignorance et des vues simplistes en matière de politique étrangère. […] Il ne voit rien de plus en Hitler qu'un Guillaume II plébéien ; il ne doute pas qu'on puisse s'accommoder avec lui moyennant quelques sacrifices », analyse Jean-Louis Crémieux-Brilhac. De surcroît, l'action de Pétain est marquée par une anglophobie et un défaitisme déjà sensibles en 1914-1918.

#### Vice-président du Conseil pendant l'invasion de 1940

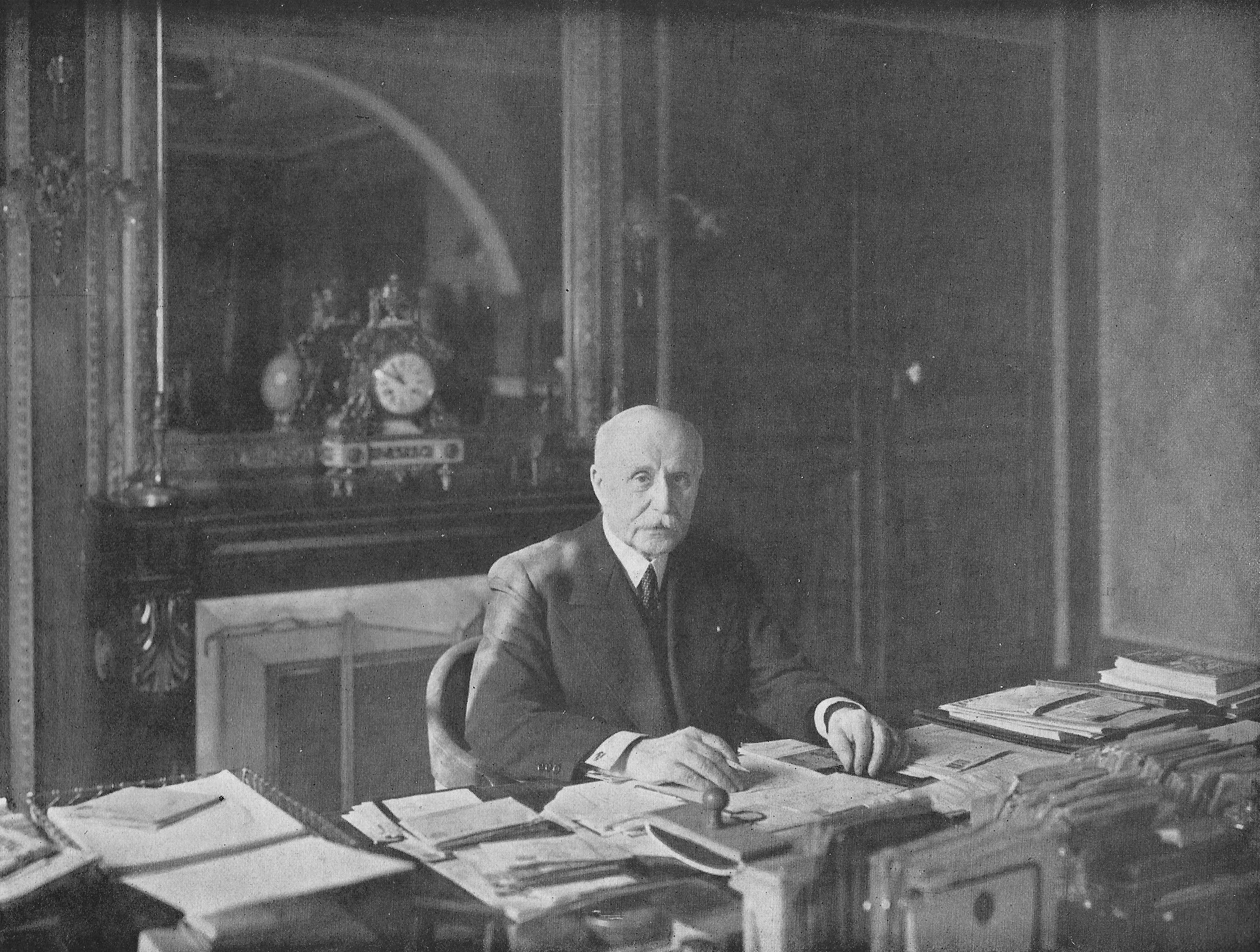
Pétain, vice-président du Conseil, dans son bureau en mai 1940.

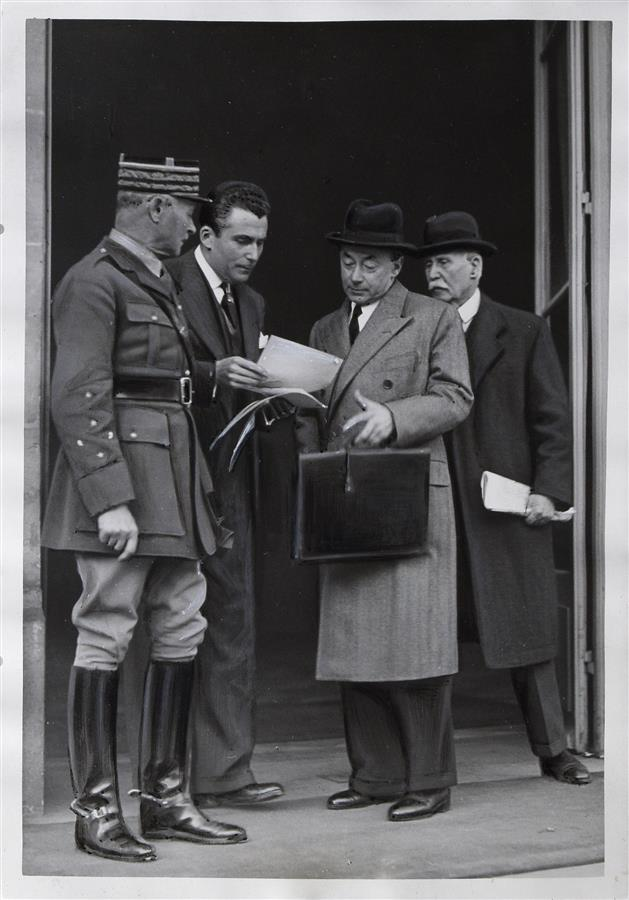
De gauche à droite : Maxime Weygand, Paul Baudouin, Paul Reynaud et Philippe Pétain (mai 1940).

Le 17 mai 1940, une semaine après l'offensive allemande, Pétain, alors âgé de 84 ans, est nommé vice-président du Conseil dans le gouvernement de Paul Reynaud. Franco lui avait conseillé de ne pas accepter d’apporter sa caution à ce gouvernement. Pour Reynaud, il s'agit de remonter le moral des Français, de resserrer les rangs et de renforcer sa propre image au parlement. Cette nomination est bien accueillie dans le pays, au Parlement et dans la presse, quoiqu'elle reçoive moins de publicité que celle de Weygand comme généralissime, ou que celle de Georges Mandel, partisan de la résistance à tout prix, comme ministre de l'Intérieur.
Comme la plupart de ses ministres ou des parlementaires, Paul Reynaud sous-estime le vieil homme initialement taciturne et passif qu’est Pétain, et il n’imagine pas qu’il puisse jouer plus qu’un rôle purement symbolique.
Cependant, dès le 26 mai, dans une note à Paul Reynaud, Pétain refuse de considérer les chefs militaires comme responsables de la défaite, et rejette la responsabilité du désastre sur « les fautes que [le pays] a et que nous avons tous commises, ce goût de la vie tranquille, cet abandon de l'effort qui nous ont amenés là où nous sommes ». Cette interprétation moraliste de la défaite n'est pas sans annoncer les appels à la contrition nationale et la politique d'ordre moral qui caractériseront le régime de Vichy.
Le 4 juin, il fait preuve d’anglophobie et de pessimisme devant l’ambassadeur américain Bullit. Accusant l'Angleterre de ne pas fournir une aide suffisante à la France en péril, il lui explique qu'en cas de défaite « le gouvernement français doit faire tout son possible pour venir à composition avec les Allemands, sans se préoccuper du sort de l’Angleterre ». Le 6, il ne réagit pas lorsque le général Spears, représentant de Churchill auprès du gouvernement français, l'avertit que si la France s'entendait avec l'Allemagne, « elle ne perdrait pas seulement son honneur, mais, physiquement, elle ne s’en relèverait pas. Elle serait liée à une Allemagne sur la gorge de laquelle nos poings ne tarderont pas à se refermer ».
À partir du 13 juin, alors que la bataille de France est perdue et le gouvernement replié en Touraine, Pétain se fait ouvertement l'un des avocats les plus constants de l’armistice au sein du gouvernement. Ce jour-là, il lit au Conseil des ministres une note dans laquelle il déclare qu’il n’est aucunement question pour lui de quitter la France pour poursuivre la lutte.
Le 14 juin 1940, Paris est occupé par l’armée allemande. Le Gouvernement, le président de la République et les Assemblées sont alors réfugiés à Bordeaux. Pétain s'y confirme comme le chef de file des partisans de l’armistice, et met sa démission dans la balance.
Pétain s'oppose au projet de fusion entre les gouvernements britannique et français.

### Président du Conseil et armistice
Le 16 juin 1940, se croyant en minorité au sein du Conseil des ministres, à tort semble-t-il,, Paul Reynaud présente la démission du Gouvernement et suggère, suivi en cela par les présidents du Sénat et de la Chambre des députés, de confier la présidence du Conseil au maréchal Pétain, choix aussitôt approuvé par le président de la République Albert Lebrun (voir gouvernement Philippe Pétain). Il semble avoir espéré qu'un échec de Pétain à obtenir l’armistice lui permette de revenir très vite au pouvoir.
Le 17 juin 1940, suivant le conseil énoncé le 12 juin par le général Maxime Weygand, chef d’état-major des armées, Pétain fait demander aux Allemands, par l'intermédiaire du gouvernement espagnol, les conditions d'un armistice.

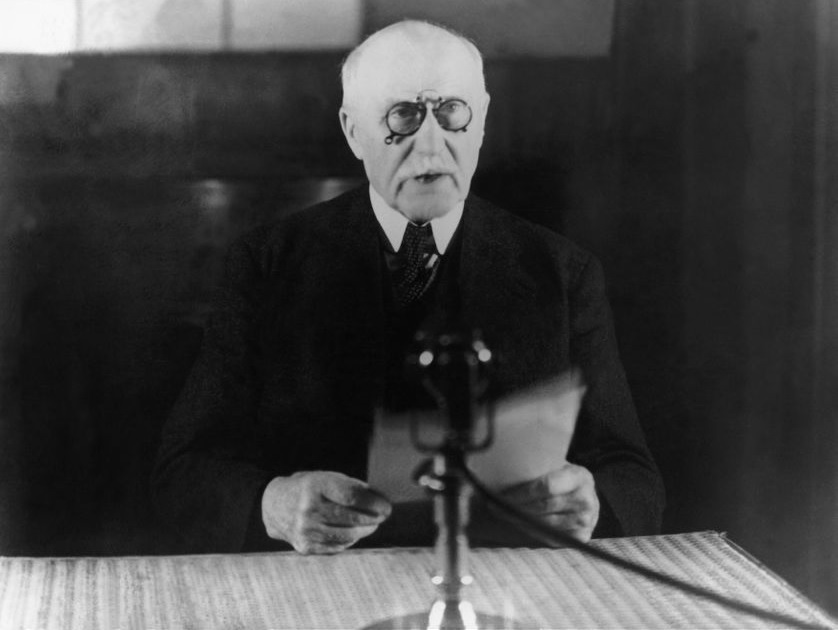
Pétain lisant un discours radiodiffusé, vers 1940-1944.

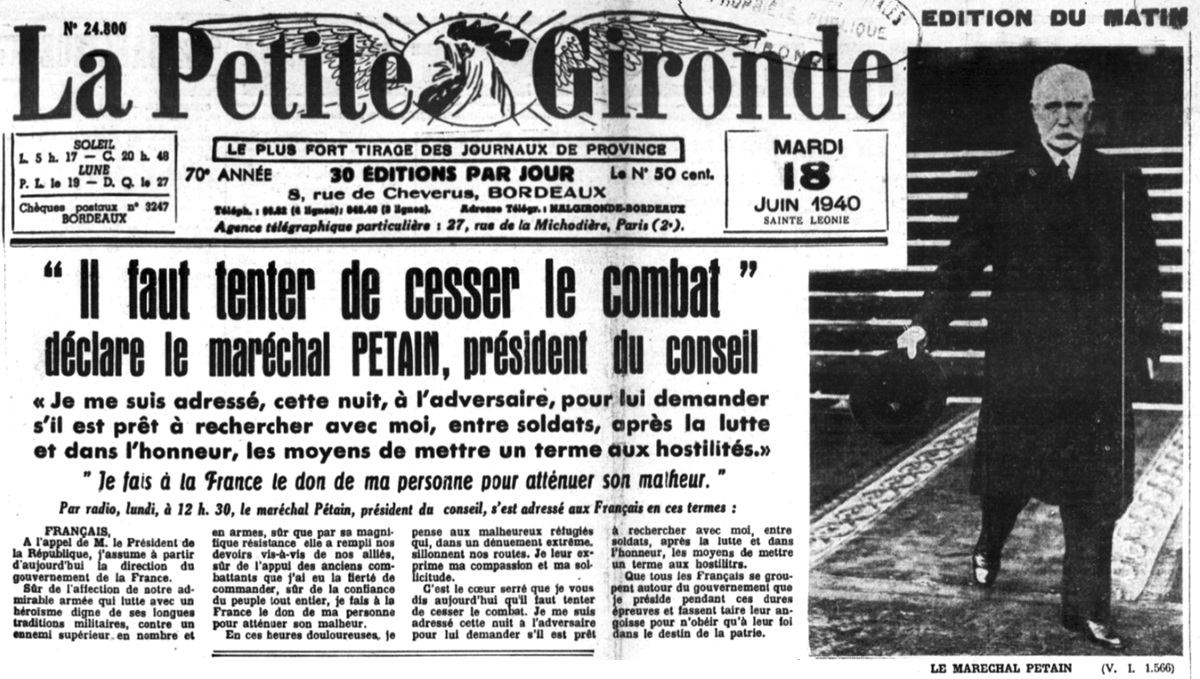
Une de La Petite Gironde rapportant le discours de Pétain du 17 juin 1940.

Depuis le micro de la radio Lafayette du lycée Longchamps de Bordeaux, il enregistre un discours radiodiffusé où il déclare, alors qu'il n'a fait que demander les conditions d'un armistice et que les négociations n'ont pas commencé : « C’est le cœur serré que je vous dis aujourd'hui qu’il faut cesser le combat »,,. Le discours a un effet désastreux sur le moral des troupes et précipite de fait l’effondrement des armées françaises. Du 17 juin à l’entrée en vigueur de l’armistice le 25, les Allemands font ainsi plus de prisonniers que depuis le début de l’offensive le 10 mai.
Dans le même discours, Pétain anticipe la création de son propre régime en déclarant qu’il fait « don de sa personne à la France ». Le 20 juin 1940, dans un nouveau discours rédigé, tout comme le premier, par l'intellectuel de religion juive Emmanuel Berl, il annonce les tractations en vue de l'armistice. Il en détaille les motifs, ainsi que les leçons que, selon lui, il faudra en tirer. Il y fustige « l'esprit de jouissance » : « […] Depuis la victoire [de 1918], l'esprit de jouissance l'a emporté sur l'esprit de sacrifice. On a revendiqué plus qu'on n'a servi. On a voulu épargner l'effort ; on rencontre aujourd'hui le malheur ».
L’armistice est finalement signé le 22 juin 1940 dans la clairière de Compiègne, après avoir été approuvé par le Conseil des ministres et le président de la République.
Le 25 juin 1940, Pétain annonce les conditions « sévères » de l'armistice et décrit les territoires qui seront sous contrôle allemand. La démobilisation fait partie de ces conditions. Il annonce : « C'est vers l'avenir que désormais nous devons tourner nos efforts. Un ordre nouveau commence […] ». Les causes de la défaite sont à rechercher selon lui dans l'esprit de relâchement : « Notre défaite est venue de nos relâchements. L'esprit de jouissance détruit ce que l'esprit de sacrifice a édifié […] »,,.
Le 29 juin 1940, le Gouvernement s’installe dans la région de Clermont-Ferrand puis, en raison des capacités d’hébergement limitées, déménage à nouveau le 1er juillet pour Vichy, en zone non occupée par l’armée allemande. Cette ville présentait les avantages d’un réseau téléphonique extrêmement performant et de la présence d’une multitude d’hôtels qui furent réquisitionnés pour abriter les différents ministères et les ambassades.

### Chef du régime de Vichy

#### Vote des pleins pouvoirs

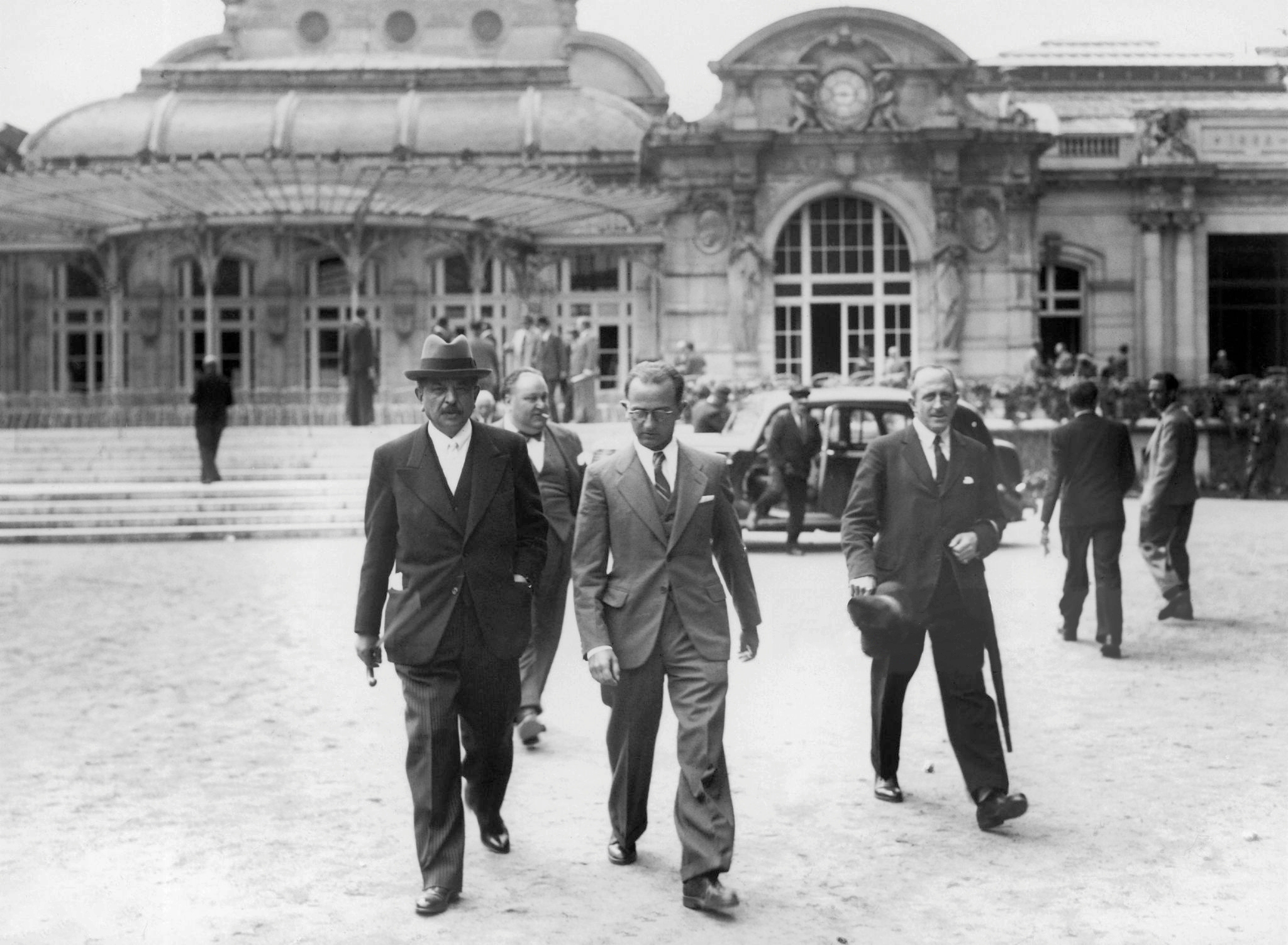
Pierre Laval devant l'opéra du Grand Casino de Vichy le jour du vote de la loi constitutionnelle du 10 juillet 1940.

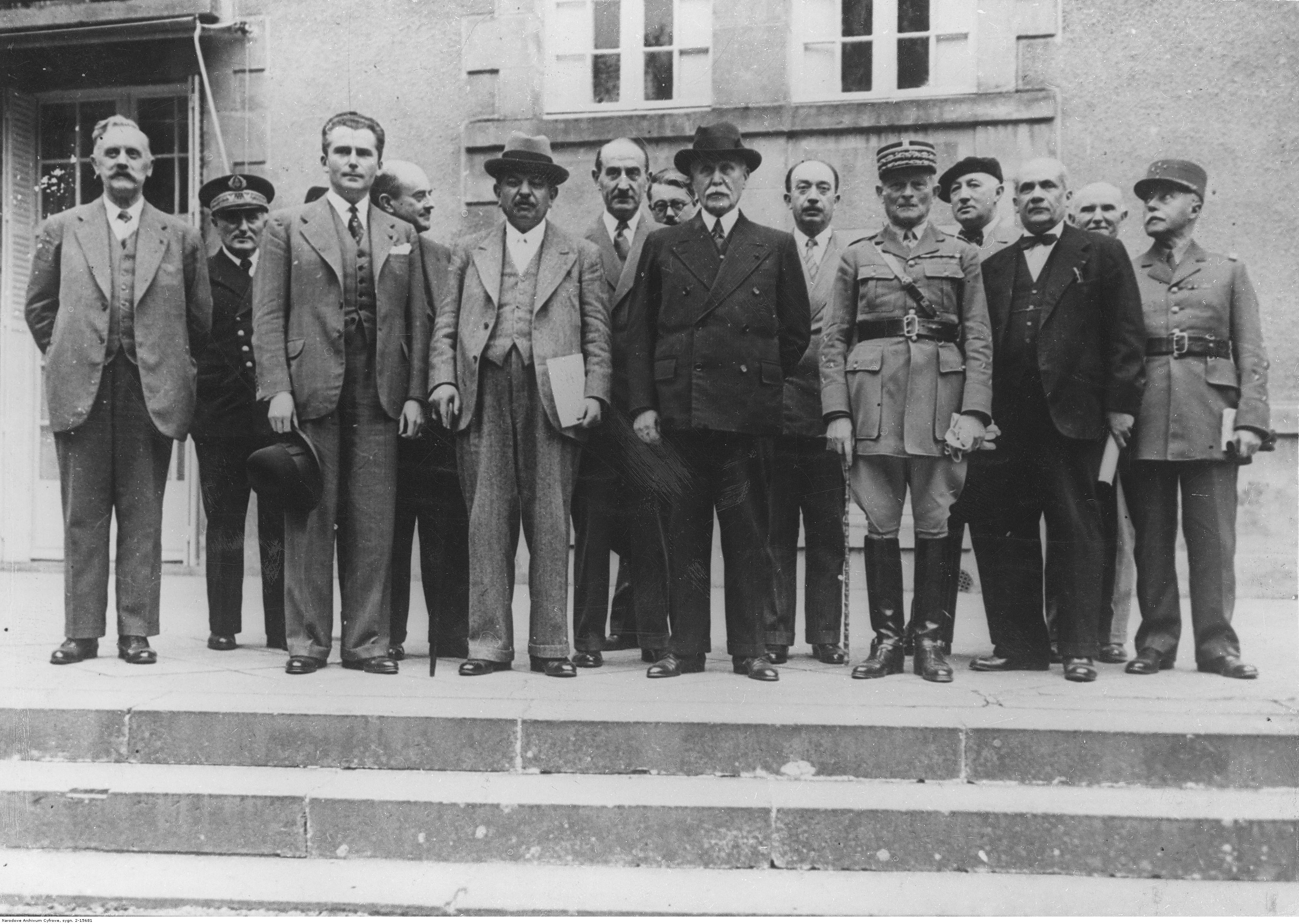
Le chef de l'État français et le premier gouvernement du régime de Vichy en juillet 1940. De gauche à droite : Pierre Caziot, François Darlan, Paul Baudouin, Raphaël Alibert, Pierre Laval, Adrien Marquet, Yves Bouthillier, Philippe Pétain, Émile Mireaux, Maxime Weygand, Jean Ybarnégaray, Henry Lémery, François Piétri, Louis Colson.

Le 10 juillet 1940, une loi, dite « constitutionnelle »,, votée par les deux Chambres (569 voix pour, 80 voix contre, 20 abstentions, 176 absents et 1 ne prenant pas part au vote) réunies en Assemblée nationale au casino de Vichy « donne tous pouvoirs au gouvernement de la République, sous l'autorité et la signature du maréchal Pétain », sans contrôle de l’Assemblée, avec pour mission la promulgation d’une nouvelle Constitution. Celle-ci ne verra jamais le jour.
L'« État français » (nouveau nom officiel de la France, remplaçant la dénomination « République française ») allait donc demeurer un État provisoire.
La constitutionnalité de cette réforme fut contestée pour plusieurs motifs, dont le fait que la Constitution ne peut pas être modifiée sous la menace directe d'un ennemi. Surtout, la confusion de tous les pouvoirs (constituant, législatif, exécutif et judiciaire) entre les mêmes mains était contraire aux fondements même des lois constitutionnelles de 1875, fondées sur une séparation des pouvoirs. Il en résulta un régime anti-démocratique, sans constitution et sans contrôle parlementaire.
Ce régime sera qualifié de « dictature pluraliste » par Stanley Hoffmann, qui démontre, entre autres, les aspects dictatoriaux dans une publication parue en 1956. D'autres auteurs, comme Robert Aron, Robert Paxton et Marc Ferro, évoquent, au sujet de Pétain, des dictateurs tels que Salazar,, et son régime, Franco,, voire Mussolini. Pour Aron : « La première [période du pouvoir de Vichy], qui va de l'armistice au 13 décembre 1940, est celle où Pétain peut encore avoir l'illusion d'être un chef d'État autoritaire, qui ne doit rien à personne et dont le pouvoir en France est presque l'équivalent de celui des dictateurs Salazar au Portugal, Franco en Espagne, ou Mussolini en Italie ».
Selon Paxton, « Pétain lui-même se trouvait plus de points communs avec Franco et Salazar qu'avec Hitler », tandis que pour Ferro c'est l'exemple de Salazar qui inspire le programme du maréchal, ainsi : « le régime [qu'il] institue évoque effectivement plutôt le salazarisme […] » et : « Les régimes de Kemal, Horthy, Franco, avaient ses préférences par rapport à celui de Mussolini du fait de la dualité Mussolini-Victor-Emmanuel III et selon l'idée qu'il se fait de son pouvoir : « le Maréchal n'a de compte à rendre qu'à sa conscience », mais de loin il préférait celui de Salazar […] ».

#### Installation du régime

##### Pouvoir personnel
| |  |  |
| Acte constitutionnel numéro 2 fixant les pouvoirs du chef de l'État français, signé par Pétain le 11 juillet 1940, Archives nationales de France. |  |  |

Dès le 11 juillet 1940, par trois « actes constitutionnels », Pétain se proclame chef de l'État français et s'arroge tous les pouvoirs,,.
Par son acte constitutionnel no 1 du 11 juillet 1940, il abroge l'article 2 de la loi constitutionnelle du 25 février 1875, ce qui consiste à détruire le fondement même de la République, sachant que cet article de loi — non modifiable depuis la révision du 14 août 1884 — est celui qui établissait le régime républicain en France.
Pierre Laval lui dit un jour : « Connaissez-vous, Monsieur le Maréchal, l'étendue de vos pouvoirs ? […] Ils sont plus grands que ceux de Louis XIV, parce que Louis XIV devait remettre ses édits au Parlement, tandis que vous n'avez pas besoin de soumettre vos actes constitutionnels au Parlement, parce qu'il n'est plus là », Pétain répondit : « C'est vrai ».
Aux traditionnels attributs régaliens (droit de grâce, nominations et révocations des ministres et des hauts fonctionnaires), Pétain ajoute en effet des droits tout à fait inédits, même du temps de la monarchie absolue. Il peut ainsi rédiger et promulguer seul une nouvelle Constitution, il peut désigner son successeur (qui est le vice-président du Conseil), il « a la plénitude du pouvoir gouvernemental, il nomme et révoque les ministres et secrétaires d'État, qui ne sont responsables que devant lui » et il « exerce le pouvoir législatif, en conseil des ministres […] ». Les lois, adoptées de sa seule autorité, sont promulguées sur la formule : « Nous, maréchal de France, le Conseil des ministres entendu, décidons… ». Par prudence, par contre, Pétain évite de s’attribuer le droit de déclarer la guerre seul : il doit pour cela consulter les éventuelles assemblées.

Drapeau français durant le régime de Vichy[131],[132].
La francisque, emblème personnel de Philippe Pétain, utilisée comme symbole officieux du régime de Vichy[133].
Marque de commandement de Philippe Pétain, chef de l’État français, ornée de la francisque et de ses sept étoiles de maréchal de France.

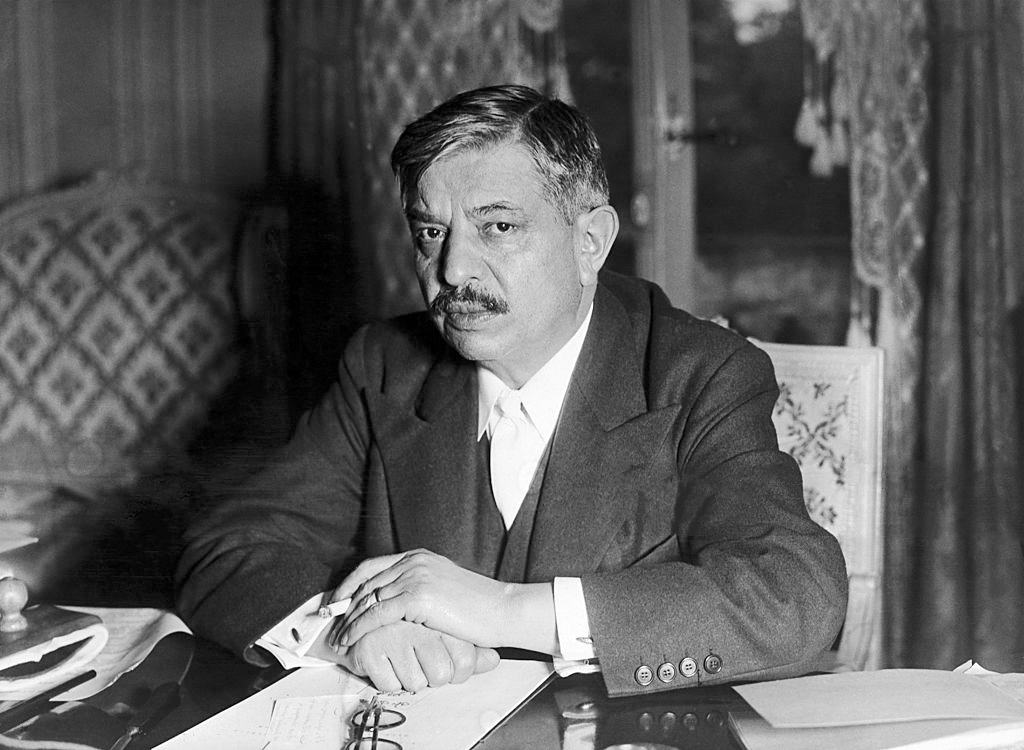
Pierre Laval.

Jusqu’en avril 1942, Pétain reste à la fois chef de l’État et chef du gouvernement en titre, Pierre Laval, Pierre-Étienne Flandin et l'amiral François Darlan n’étant que vice-présidents du Conseil. Il gouverne de manière autoritaire.
Ainsi, le 13 décembre 1940, il évince brusquement Pierre Laval du pouvoir, non par désaveu de la politique de collaboration avec l’Allemagne nazie menée par ce dernier, mais par irritation devant sa manière trop indépendante de la conduire. Il est remplacé par Flandin. Parallèlement, Pétain signe la révocation de nombreux maires, préfets et hauts fonctionnaires républicains, dont le préfet d'Eure-et-Loir, Jean Moulin, et le président de la Cour des comptes Émile Labeyrie.
Le Maréchal supprime précocement tous les contre-pouvoirs institutionnels à son autorité, et tout ce qui rappelle trop le régime républicain, désormais honni. Le mot même de République disparaît. Les libertés publiques sont suspendues, tout comme les partis politiques, à l’exception de ceux des collaborationnistes parisiens, qui subsistent en zone nord. Les centrales syndicales sont dissoutes, les unions départementales subsistantes unifiées dans une organisation corporatiste du travail. La franc-maçonnerie est mise hors-la-loi.
Toutes les assemblées élues sont mises en sommeil ou supprimées, les Chambres aussi bien que les conseils généraux. Des milliers de municipalités, dont les maires qui n'ont pas voulu signer un serment d'allégeance (non pas à l'État, mais à Pétain lui-même) sont destituées, et remplacées par des « délégations spéciales », nommées par décret du pouvoir central, et dont la présidence revient à des personnalités présentant les garanties exigées du maréchal. Des juridictions d’exception sont mises en place.

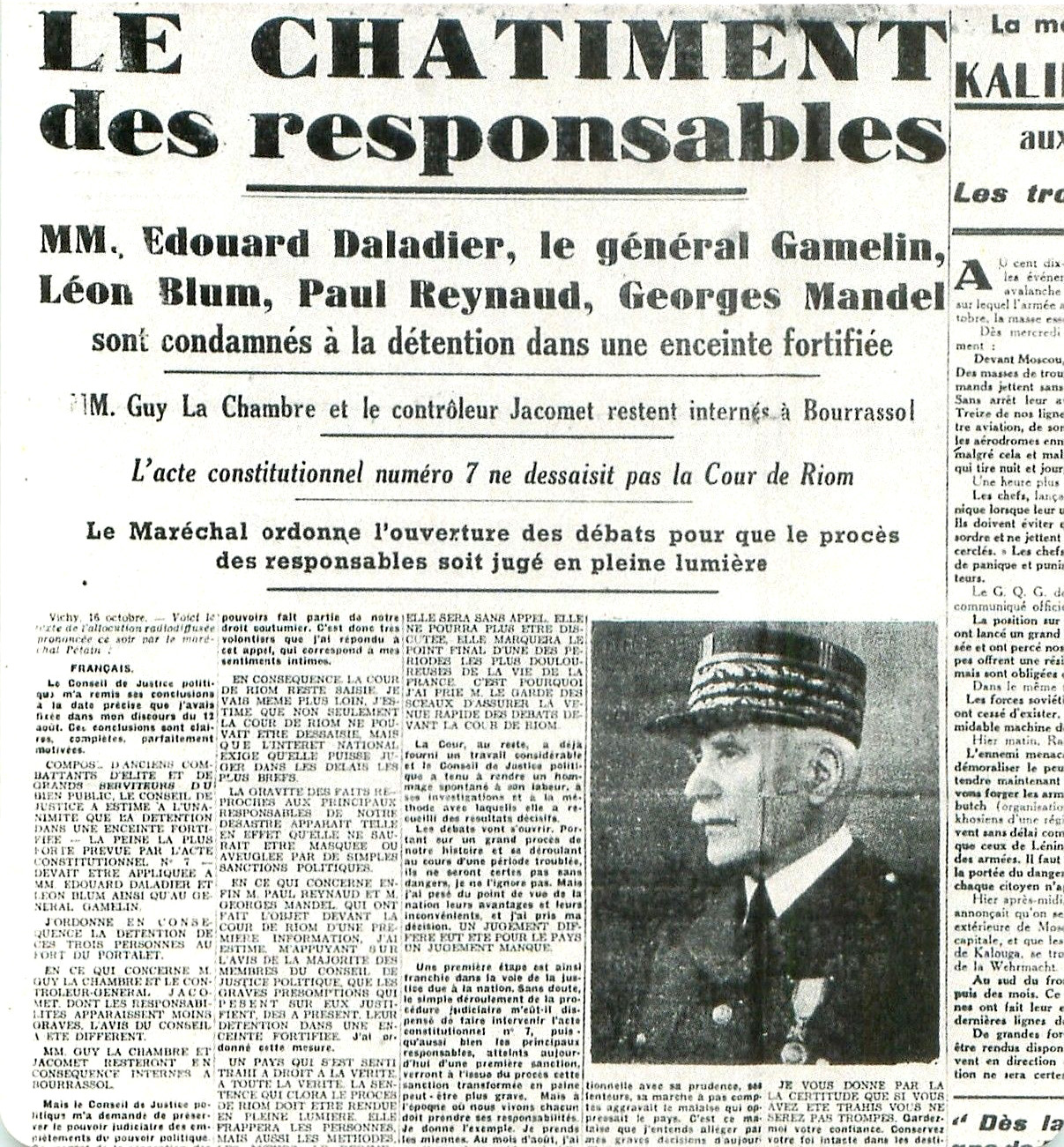
Par ordre de Pétain, les journaux reçoivent la consigne d'annoncer, en gros caractères et sur 5 colonnes, le châtiment des responsables présumés de la défaite (octobre 1940).

Le 30 juillet 1940, Pétain promulgue la création de la Cour suprême de justice (dite « cour de Riom »), juridiction d'exception chargée de conduire le procès des hommes politiques et du général Maurice Gamelin que le maréchal estime responsables de l'impréparation et de la défaite militaires du pays. Léon Blum, Édouard Daladier et le général Gamelin sont ainsi arrêtés. De surcroît, Pétain envisage de faire condamner Paul Reynaud et Georges Mandel mais ceux-ci, également incarcérés, ne peuvent pas être inclus dans la procédure de Riom. Censé servir la propagande vichyste en jugeant les ministres du Front populaire et, au-delà, les institutions démocratiques de la Troisième République comme seuls comptables de la débâcle, le procès de Riom tourne à la confusion des accusateurs, devenus à leur tour accusés. Blum et Daladier bousculent les juges par leur connaissance des dossiers relatifs à la défense nationale, rappelant notamment la responsabilité du gouvernement Doumergue, dont Pétain faisait partie en tant que ministre de la Guerre, dans la réduction des crédits militaires en 1934,. Somme toute, le 11 avril 1942, Pétain reporte le procès sine die par un « décret laconique ». Les accusés, toujours en instance de jugement, demeurent internés. Fin mars 1943, le régime de Vichy cède devant les exigences des autorités allemandes qui, sous prétexte d'empêcher une tentative de libération américaine, transfèrent les prisonniers sur le territoire du Reich,.
Par ailleurs, dès le 2 août 1940, Vichy fait condamner à mort par contumace Charles de Gaulle (même si Pétain prétend qu'il veillera à ce que la sentence ne soit pas appliquée,,) puis ses compagnons, qui sont déchus de la nationalité française avec ceux qui les rejoignent. Des procès iniques sont intentés à diverses personnalités républicaines, ainsi à Pierre Mendès France, condamné en juin 1941 à Clermont-Ferrand pour une prétendue « désertion » (l'affaire du Massilia, bateau-piège), avec Jean Zay et quelques autres.
À l’automne 1941, grâce à des lois ouvertement antidatées, Vichy envoie à la guillotine plusieurs prisonniers communistes, dont le député Jean Catelas, en représailles à des attentats anti-allemands.

##### Culte du chef et popularité

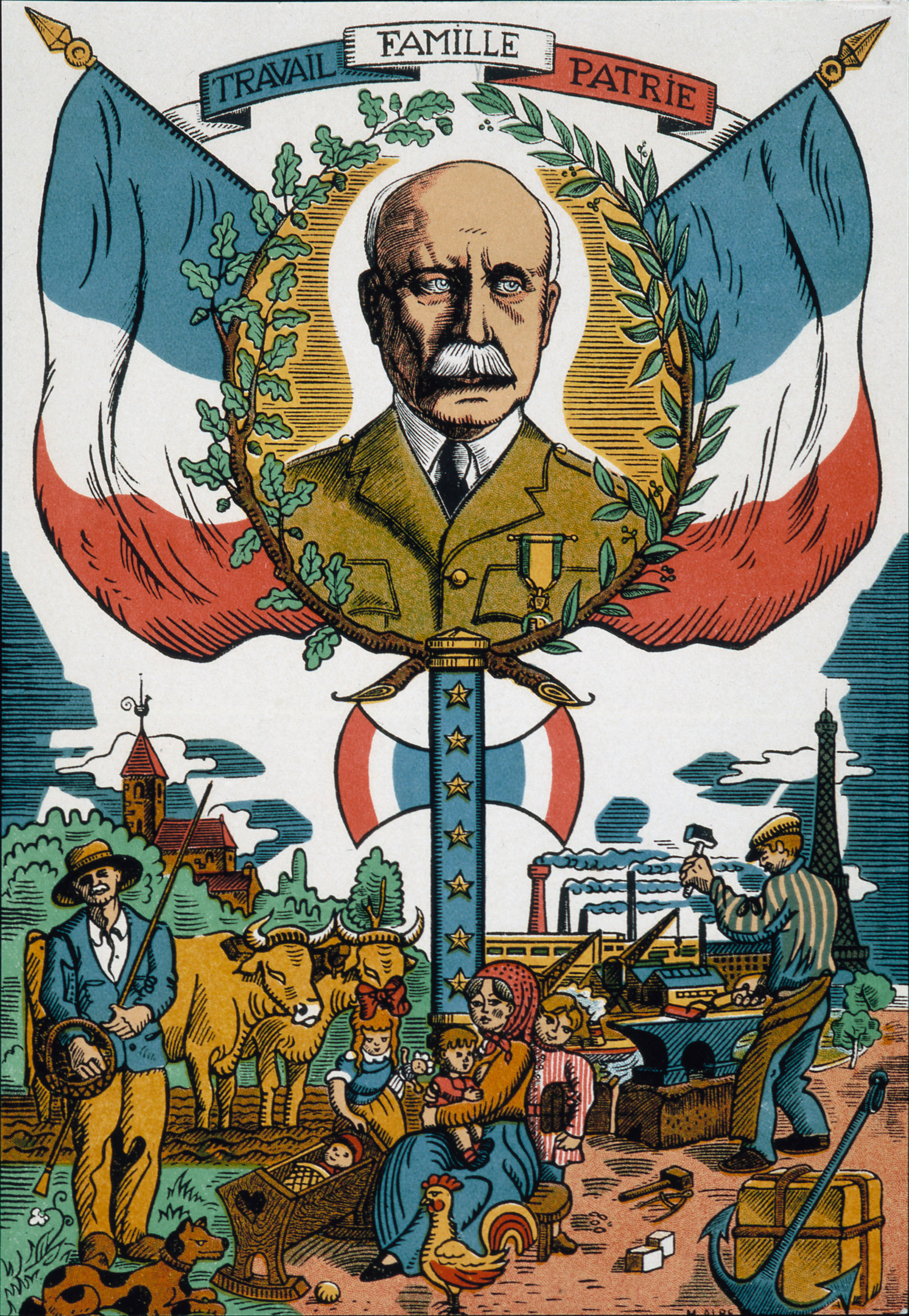
Imagerie de propagande : sous la devise « Travail, Famille, Patrie », le portrait de Pétain en médaillon soutenu par une francisque au-dessus d'une scène représentant la France rurale et industrielle, 1942.

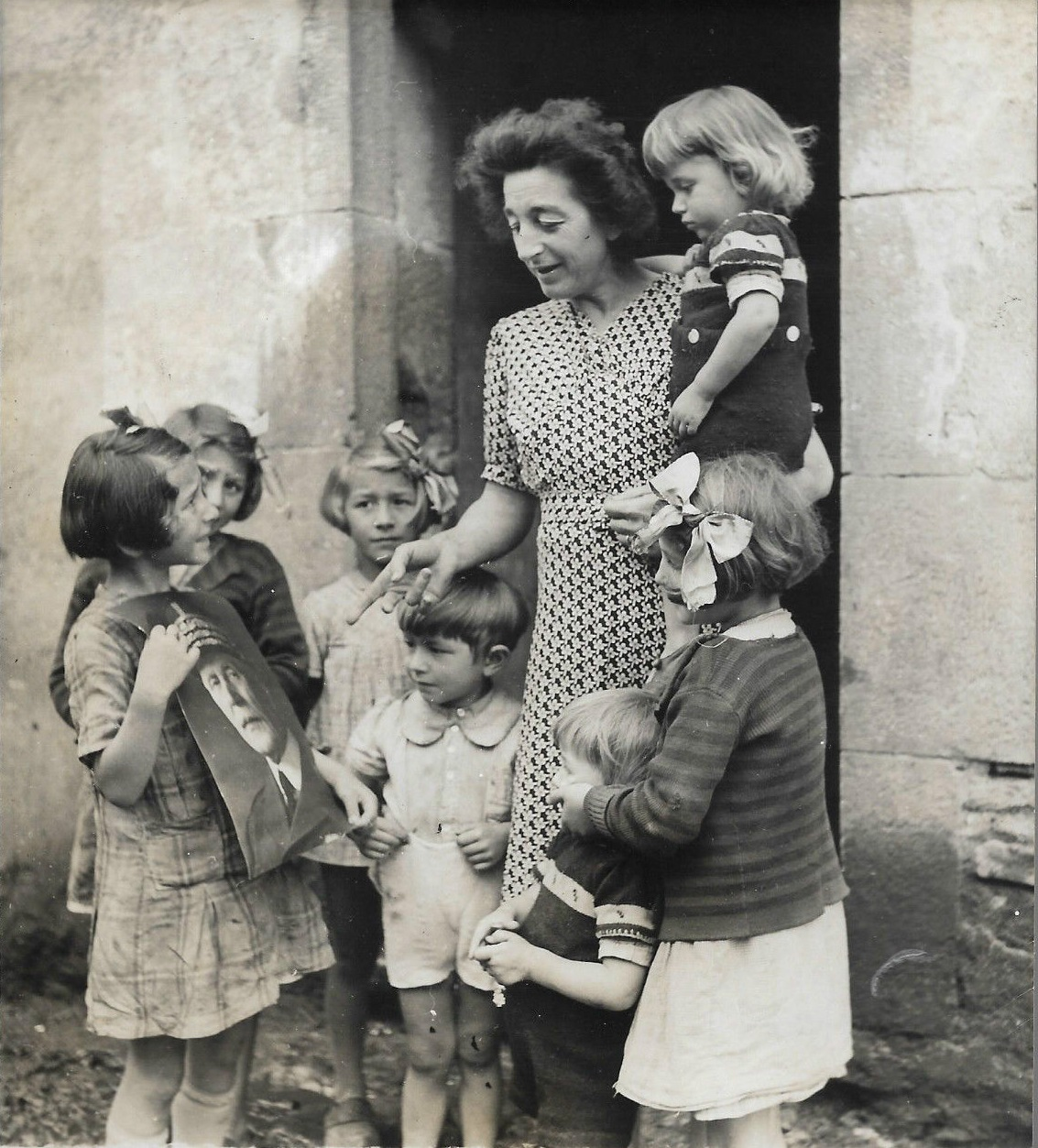
Une mère de famille avec des enfants tenant le portrait de Pétain.

Jouant le plus possible sur la réputation du « vainqueur de Verdun », le régime exploite le prestige du maréchal et diffuse un culte de la personnalité omniprésent : les photos du maréchal figurent dans les vitrines de tous les magasins, sur les murs des cités, dans toutes les administrations, ainsi qu’aux murs des classes dans tous les locaux scolaires et dans ceux des organisations de jeunesse. On le retrouve jusque sur les calendriers des PTT. Le rôle de Bernard Ménétrel, médecin et secrétaire particulier du maréchal est prédominant dans cette action de communication et de propagande.
Le visage du chef de l’État apparaît aussi sur les timbres et les pièces de monnaie, tandis que les bustes de Marianne sont retirés des mairies. La Saint-Philippe, chaque 3 mai, est célébrée à l’instar d’une fête nationale. Un hymne à sa gloire, le célèbre Maréchal, nous voilà !, est interprété dans de nombreuses cérémonies en lieu et place de La Marseillaise. En-dehors des nombreuses rues débaptisées car promouvant des hommes ou des valeurs honnies par le régime, de 750 à 1000 rues et places sont renommées en l’honneur du maréchal, jamais de façon imposée mais jamais non plus de façon spontanée.
À qui douterait, des affiches de propagande proclament : « Êtes-vous plus Français que lui ? » ou encore « Connaissez-vous mieux que lui les problèmes de l’heure ? ».

Pétain exige aussi un serment de fidélité des fonctionnaires d'État à sa propre personne. L'acte constitutionnel no 7 du 27 janvier 1941 oblige déjà les secrétaires d'État, les hauts dignitaires, et les hauts fonctionnaires à jurer fidélité au chef de l'État.

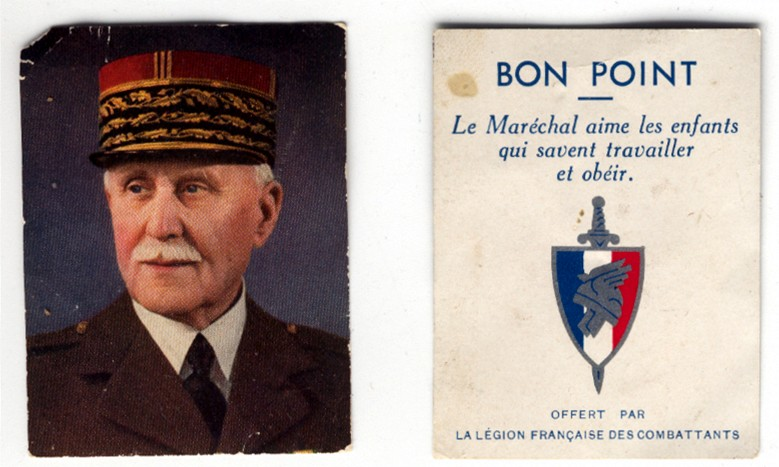
Bon point à l'effigie du Maréchal Pétain distribué par la Légion française des combattants (1940-1944).

Après son discours du 12 août 1941 (discours dit du « vent mauvais »,, où il déplore les contestations croissantes de son autorité et de son gouvernement), Pétain étend le nombre de fonctionnaires devant lui prêter serment. Les actes constitutionnels no 8 et no 9 du 14 août 1941 concernent respectivement les militaires et les magistrats. Le serment est prêté par tous les juges à l’exception d’un seul, Paul Didier, aussitôt révoqué et interné au camp de Châteaubriant. Puis c'est l’ensemble des fonctionnaires qui doit jurer fidélité au chef de l'État par l’acte constitutionnel no 10 du 4 octobre 1941. Il concernera donc les instituteurs jusqu'aux postiers. Néanmoins, en zone occupée, où l'autorité de Vichy est moins assurée, de hauts fonctionnaires nommés avant 1940 éviteront discrètement de prêter serment à Pétain et, après la guerre, pourront ainsi conserver leur poste.

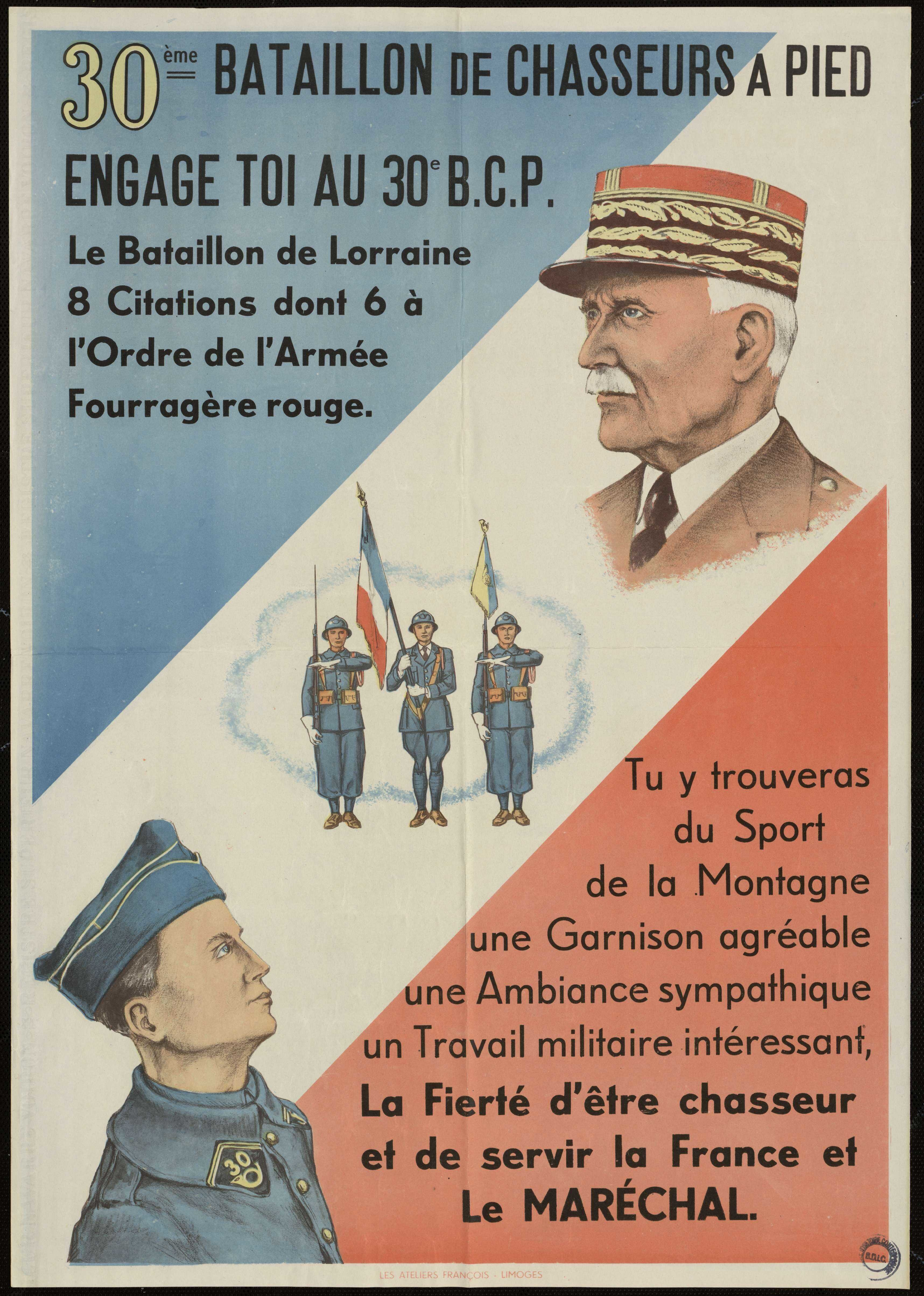
Affiche de recrutement de l'Armée de Vichy - 30e bataillon de chasseurs à pied, entre 1940 et 1942.

Toute une littérature, relayée par la presse sous contrôle et par maints discours officiels ou particuliers, trouve des accents quasi-idolâtres pour exalter le maréchal comme un sauveur messianique, pour célébrer son « sacrifice », pour le comparer à Jeanne d'Arc ou à Vercingétorix, pour vanter l’allant et la robustesse physique du vieillard, ou encore la beauté de ses célèbres yeux bleus. Un chêne pluri-centenaire reçoit son nom en forêt de Tronçais. De nombreuses rues sont débaptisées et prennent son nom sur ordre.
Le serment prêté par les titulaires de la Francisque prévoit : « Je fais don de ma personne au maréchal Pétain comme il a fait don de la sienne à la France. » Henri Pourrat, salué par le prix Goncourt en 1941 pour son livre Vent de Mars, devient le chantre officiel du nouveau régime et se fait l'hagiographe du chef de l'État français avec la sortie de son livre Le Chef français publié par Robert Laffont en 1942.

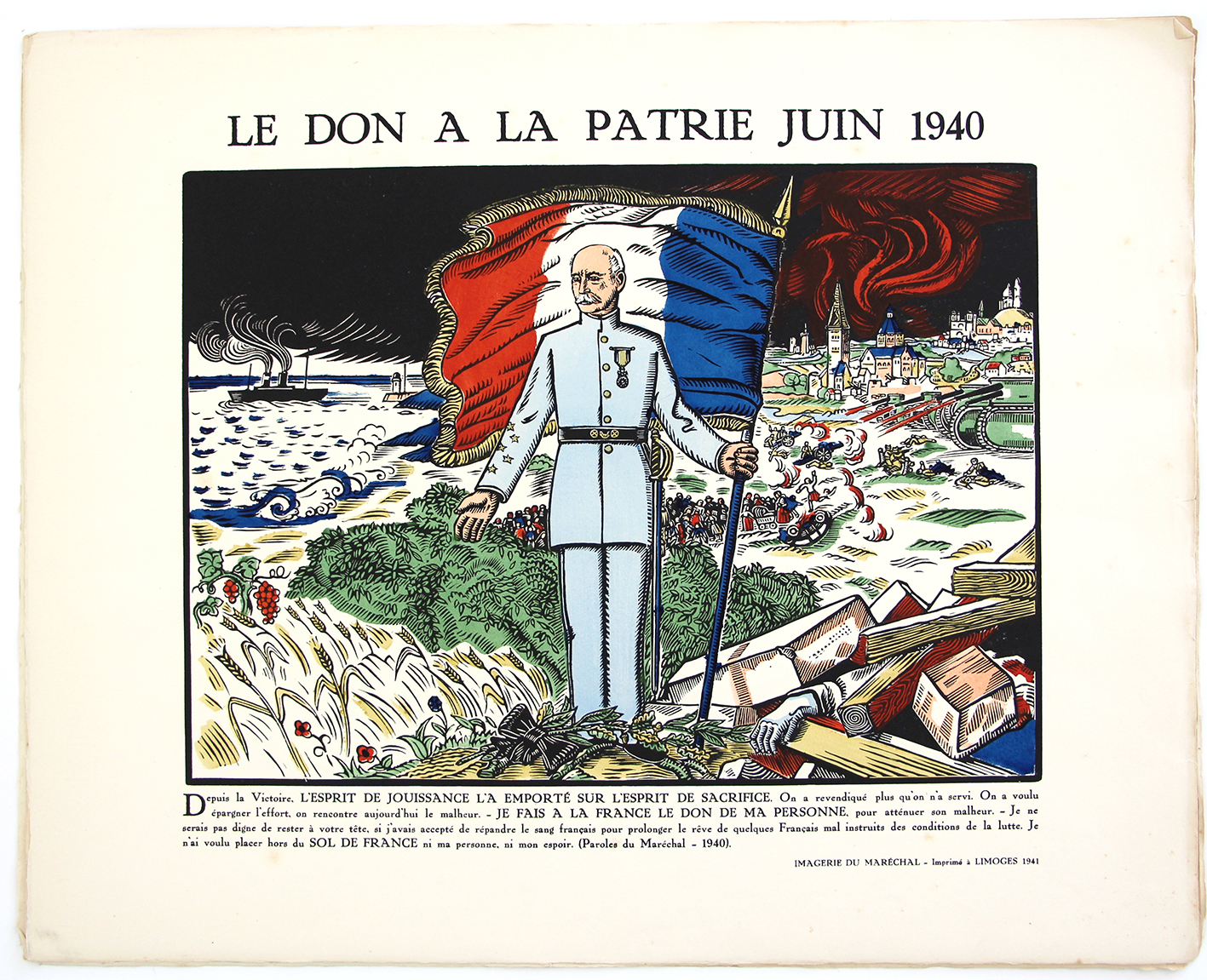
Affiche vichyste - Le don à la patrie juin 1940.

La popularité du maréchal ne repose cependant nullement sur le seul appareil de propagande. L’intéressé sait l’entretenir par de nombreux voyages à travers toute la zone sud, surtout en 1940-1942, où des foules considérables viennent l’acclamer. Il reçoit de nombreux présents de partout ainsi qu'un abondant courrier quotidien, dont des milliers de lettres et de dessins des enfants des écoles. Pétain entretient aussi le contact avec la population par un certain nombre de réceptions à Vichy, ou surtout par ses fréquents discours à la radio. Il sait employer dans ses propos une rhétorique sobre et claire, ainsi qu’une série de formules percutantes, pour faire mieux accepter son autorité absolue et ses idées réactionnaires : « La terre, elle, ne ment pas », « Je hais ces mensonges qui vous ont fait tant de mal » (août 1940), « Je vous ai parlé jusqu’ici le langage d’un père, je vous parle à présent le langage d’un chef. Suivez-moi, gardez confiance en la France éternelle » (novembre 1940).

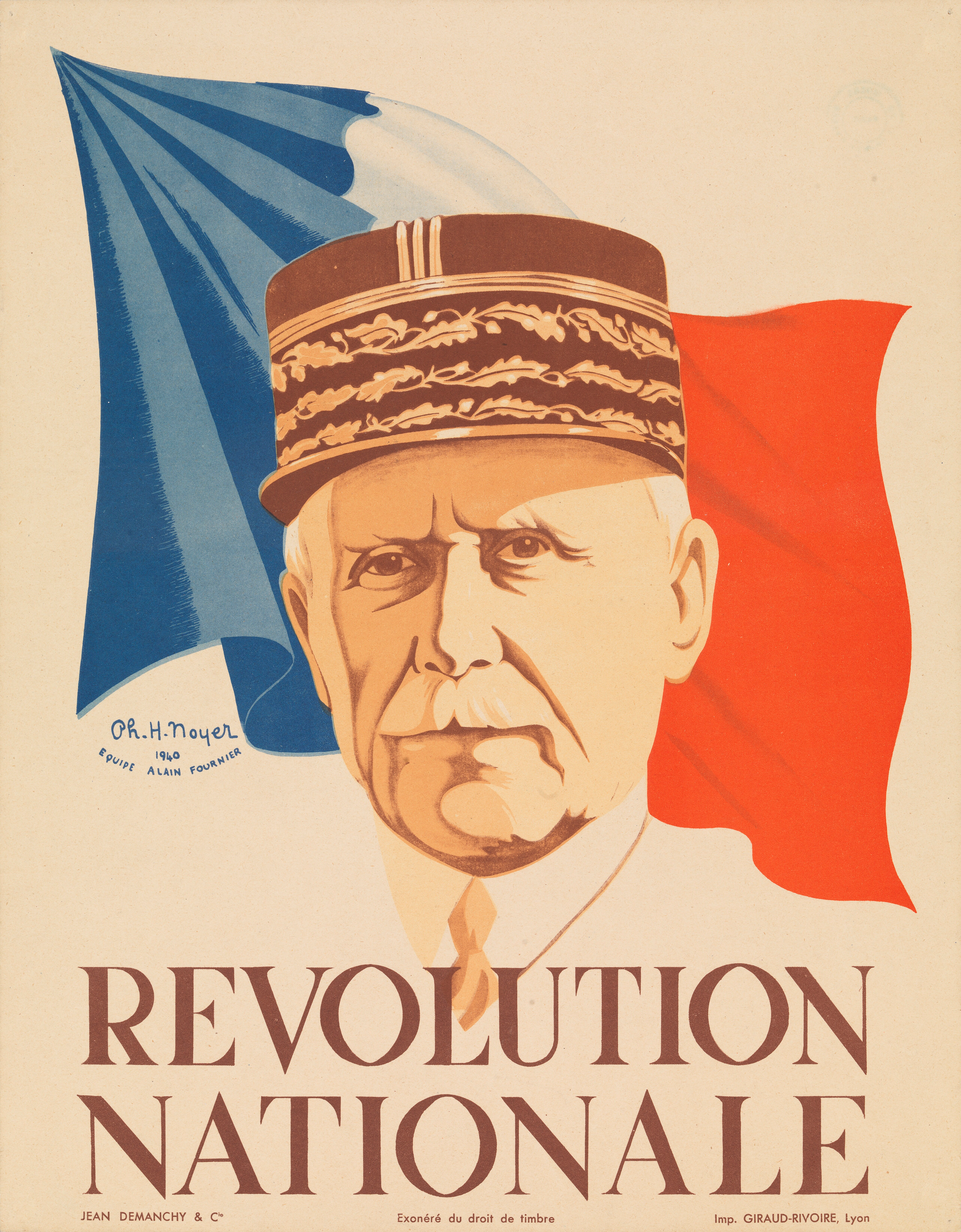
Revolution nationale : affiche de 1940

Par ailleurs, de nombreux évêques et hommes d’Église mettent leur autorité morale au service d’un culte ardent du maréchal, salué comme l’homme providentiel. Le 19 novembre 1940, le primat des Gaules, le cardinal Gerlier, proclame ainsi, à la primatiale Saint-Jean de Lyon, en présence du maréchal : « Car Pétain, c'est la France et la France, aujourd'hui, c'est Pétain ! ». L’Assemblée des cardinaux et archevêques de France, en 1941, assure le chef de l’État de sa « vénération », dans une résolution sans équivalent au XXe siècle. Mais de nombreux Français de tous bords et de toutes croyances communient pareillement dans la confiance au Maréchal. En particulier, le vieux chef monarchiste Charles Maurras salue son arrivée comme une « divine surprise ».

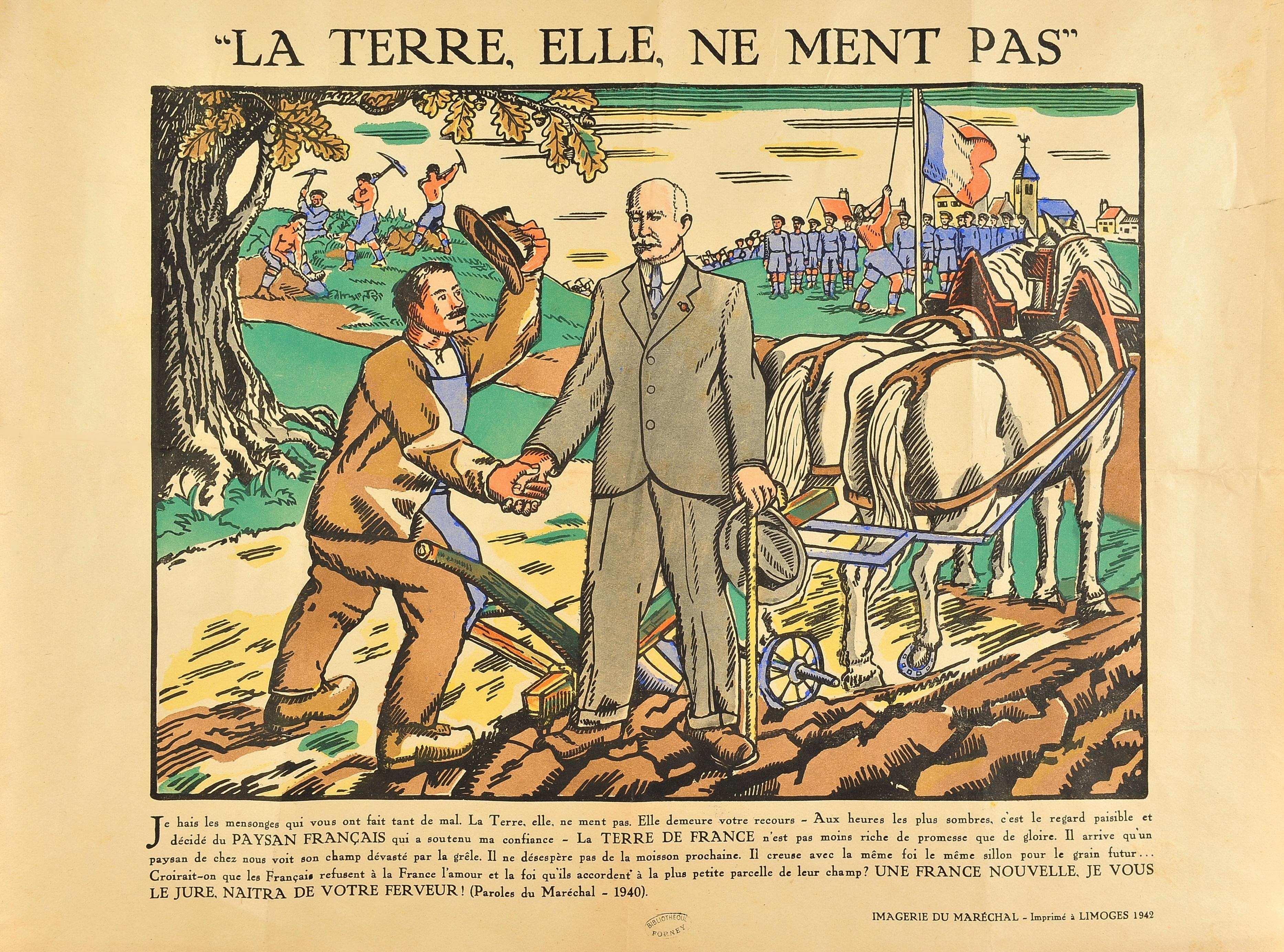
La terre, elle, ne ment pas.
Imagerie de propagande du régime de Vichy.

Basés à Paris, les « ultras de la Collaboration » se montrent généralement hostiles à Vichy et à la révolution nationale, qu’ils jugent trop réactionnaires et pas engagés assez loin dans l’appui à l’Allemagne nazie. Cependant, à la suite de Philippe Burrin et Jean-Pierre Azéma, l’historiographie récente insiste davantage sur les passerelles qui existent entre les hommes de Vichy et ceux de Paris.
Un ultra-collaborationniste comme le futur chef de la Milice française, Joseph Darnand, est ainsi pendant toute l’Occupation un inconditionnel fervent du Maréchal. Le chef fasciste français Jacques Doriot proclame quant à lui jusqu’à fin 1941 qu’il est « un homme du Maréchal ». Son rival Marcel Déat a essayé en 1940 de convertir Pétain à son projet de parti unique et de régime totalitaire, s’attirant de ce dernier une fin de non-recevoir (« un parti ne peut pas être unique ») ; déçu, Déat quitte définitivement Vichy et agonit désormais Pétain d'attaques dans son journal L’Œuvre, à tel point que le maréchal, en 1944, se débrouille pour ne jamais contresigner sa nomination comme ministre. D'autres entourent Pétain de leur vénération sans bornes, tels Gaston Bruneton, chargé de l’action sociale auprès des travailleurs français en Allemagne (volontaires et forcés) en étroite collaboration avec le DAF (Front allemand du travail), ou encore se voient confier des fonctions importantes par Vichy.

#### Programme de révolution nationale

##### Choix prioritaire du maréchal Pétain

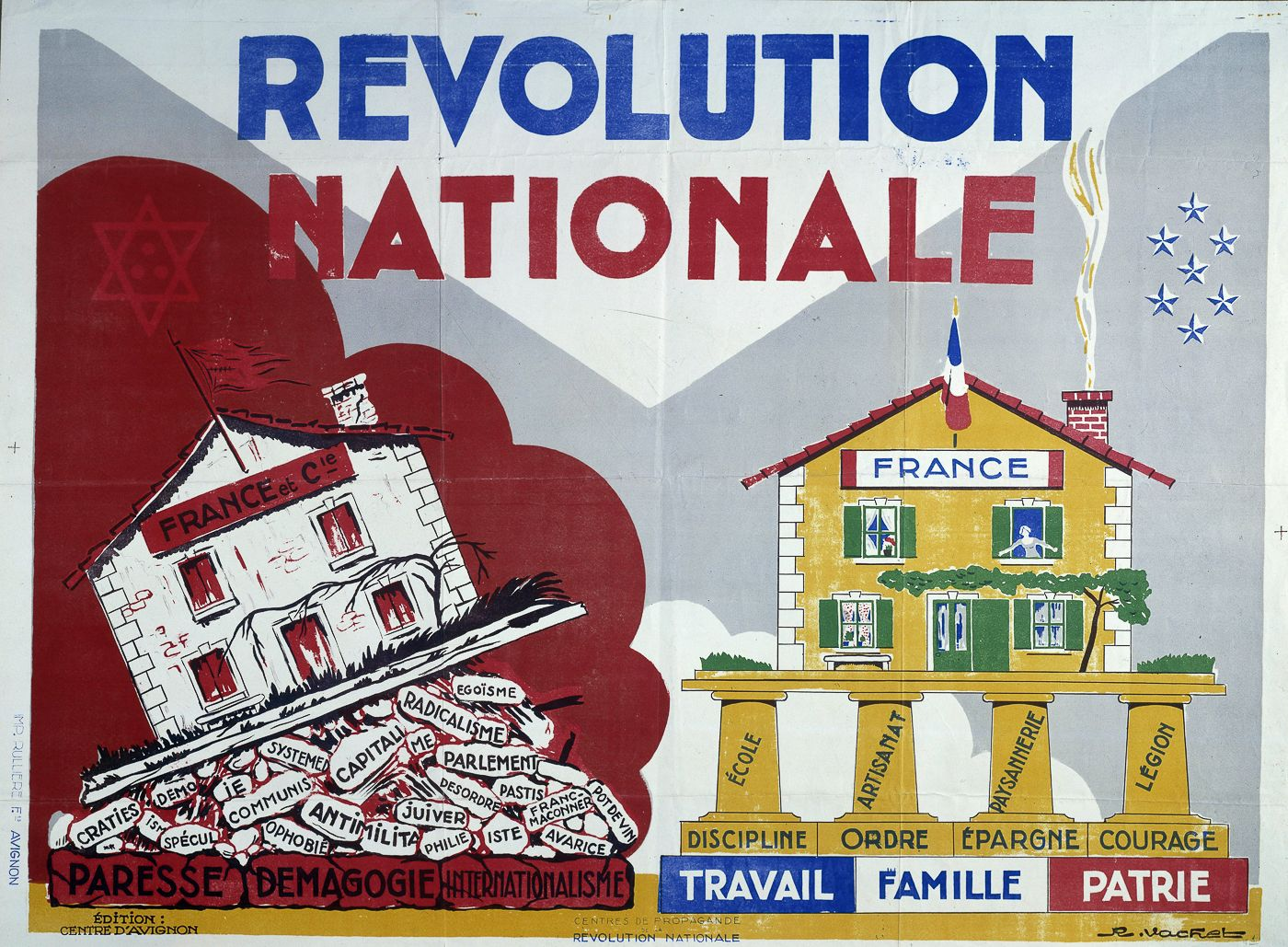
Projet d'affiche conçu pour promouvoir la révolution nationale et stigmatiser la Troisième République prétendument en proie au capitalisme, au communisme, à l'affairisme, aux juifs et aux francs-maçons. Illustration de R. Vachet, Centre de propagande de la révolution nationale d'Avignon.

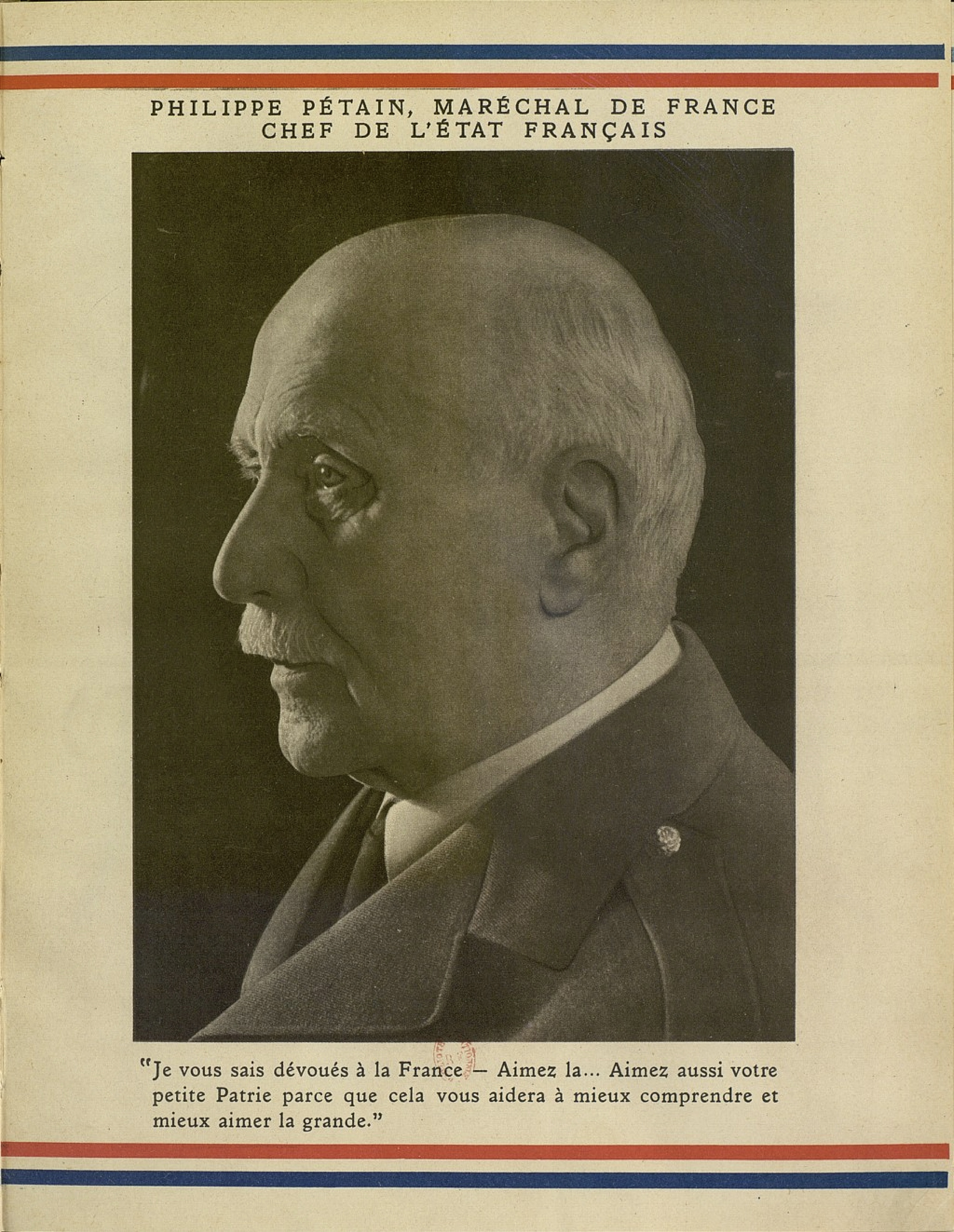
Page de Hymnes & pavillons dʼIndochine, une brochure illustrée sur les dirigeants, les drapeaux et les hymnes nationaux de la France de Vichy (État français) et de ses colonies en Indochine française, publiée par Les Presses de Imprimerie d'Extrême Orient (IDEO) à Hanoï dans l'actuel Viêt Nam, pendant la Seconde Guerre mondiale en décembre 1941. Figure une citation de Pétain sous son portrait : Je vous sais dévoués à la France — Aimez la… Aimez aussi votre petite Patrie parce que cela vous aidera à mieux comprendre et mieux aimer la grande.

Instaurant un régime contre-révolutionnaire et autoritaire, le régime de Vichy veut réaliser une « révolution nationale », à fortes consonances antisémites, qui rompt avec la tradition républicaine et instaure un ordre nouveau fondé sur l’autorité, la hiérarchie, le corporatisme, l’inégalité entre les citoyens. Sa devise « Travail, Famille, Patrie », empruntée aux « Croix-de-Feu », remplace le triptyque « Liberté, Égalité, Fraternité ». Dès l’été 1940, un discours du maréchal Pétain prévient que le nouveau régime « sera une hiérarchie sociale. Il ne reposera plus sur l'idée fausse de l'égalité naturelle des hommes, mais sur l'idée nécessaire de l'égalité des « chances » données à tous les Français de prouver leur aptitude à « servir ». »,,.

La révolution nationale est la priorité de Pétain, dont il fait son affaire personnelle, et qu'il encourage par ses discours et ses interventions en Conseil des ministres. Cependant, dès août 1941, il avoue à la radio « la faiblesse des échos qu’ont rencontré » ses projets, parmi la masse de la population. À partir du retour au pouvoir de Laval en avril 1942, la révolution nationale n’est plus à l’ordre du jour.

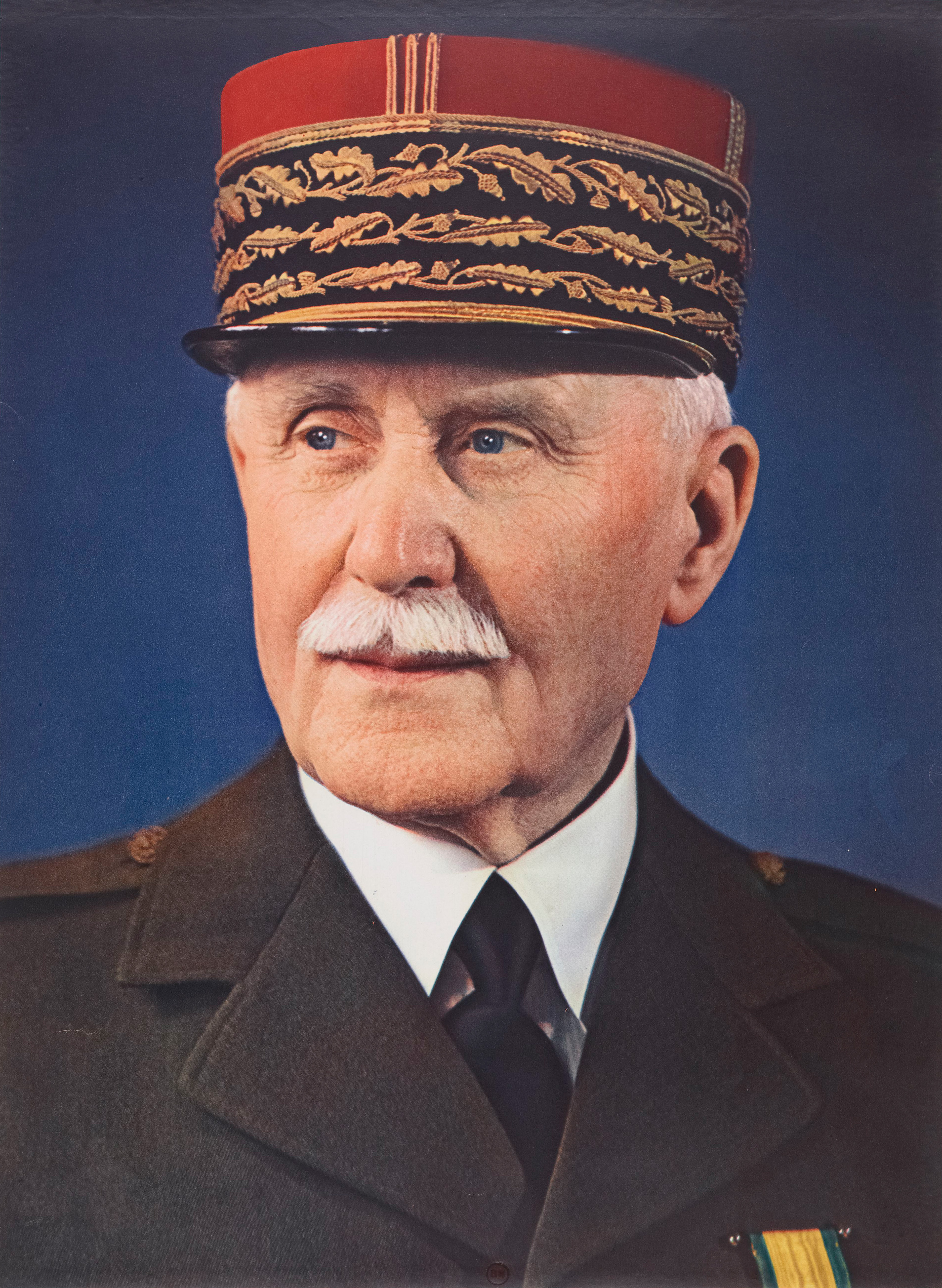
Philippe Pétain. Photographie officielle couleur titrée sur papier, imprimerie Draeger, vers 1941.

L’historiographie récente, depuis les travaux d'Henri Michel, Robert Paxton ou Jean-Pierre Azéma, tend à montrer que le désir de pouvoir enfin « redresser » la France à sa façon a poussé largement Pétain, en juin 1940, à retirer la France de la guerre par l’armistice. Cette thèse est également développée par Henri Guillemin, pour qui Pétain poursuivait dès 1934 des objectifs de politique intérieure. C’est également lui qui le pousse à accepter l’entente avec le vainqueur : la révolution nationale ne peut prospérer que dans une France défaite, car c'est la défaite qui rend caduques les institutions républicaines qui l'ont provoquée et justifie la nécessité d'une telle révolution. Pour les pétainistes, une victoire alliée signifierait de plus le retour des Juifs, des francs-maçons, des républicains et des communistes.
Selon ces historiens, Pétain néglige aussi le péril et la contradiction qu’il y a à entreprendre ses réformes sous le regard de l’occupant. Cette illusion est d’ailleurs dénoncée dès l’époque par la France libre du général de Gaulle, mais également par nombre de résistants, dont certains avaient pu au départ être tentés par le programme de Pétain, mais qui estiment dangereux de se tromper sur les priorités et vain d'entreprendre des réformes, tant que les Allemands ne sont pas chassés du pays.
En août 1943, François Valentin, le chef de la Légion française des combattants, nommé à ce poste par Pétain lui-même, rejoint Londres, enregistre et fait diffuser à la BBC un message retentissant dans lequel il fait son autocritique et dénonce la faute grave du maréchal et de ses fidèles : « On ne reconstruit pas sa maison pendant qu’elle flambe ! »
Mais, si les historiens ont déterminé les intentions de Pétain, ce n'était pas toujours le cas des personnes vivant à l'époque, et, si Pétain conduisit par exemple une politique antisémite, ceux qui l'admiraient n'avaient pas forcément de telles idées. Enfin, les « vichysto-résistants », souvent séduits par la révolution nationale mais hostiles à la collaboration et à l'occupant, furent nombreux.

##### Réformes, contrôles et exclusions

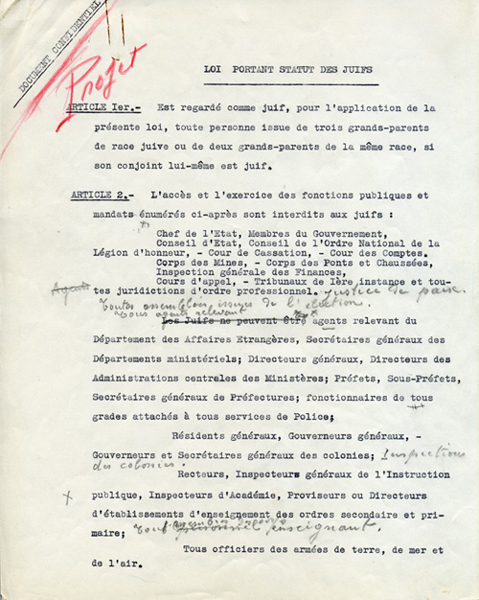
Texte du statut des Juifs, annoté de la main de Pétain (page 1). Archives Mémorial de la Shoah.

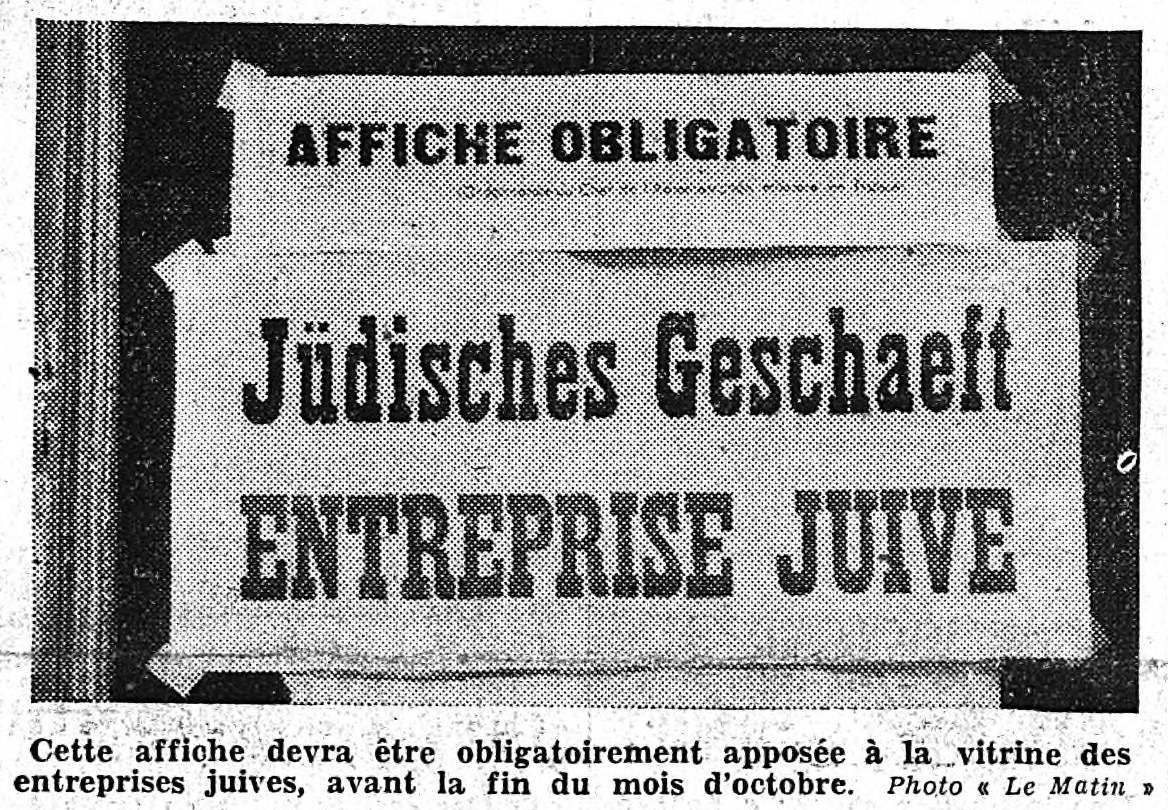
Marque obligatoire bilingue allemand-français à afficher sur la devanture des entreprises juives, France, octobre 1940.

Les premières mesures sont prises par la loi du 13 août 1940 qui dissout les sociétés secrètes et interdit la franc-maçonnerie en France et dans toutes les colonies et territoires sous mandat français.
Par décret pris quelques jours après la loi, les sièges des obédiences sont occupés par la police et les lieux d'exercice (temples maçonniques) sont fermés. En septembre 1940, le gouvernement oblige tous les agents publics à faire une déclaration, afin de servir le nouveau régime, certifiant qu'ils ne sont pas francs-maçons ; s'ils le sont, ils se retrouvent exclus de la fonction publique ou de l'armée.
Les secondes mesures sont notamment dirigées contre les Juifs dès la loi du 3 octobre 1940, bien que le maréchal semble avoir été imperméable à l'antisémitisme avant la guerre : il soutint la candidature d'André Maurois à l'Académie française, fut représenté à l'enterrement d'Edmond de Rothschild en 1934, fut témoin au mariage de l'économiste israélite Jacques Rueff en 1937 et le parrain de sa fille en 1938.

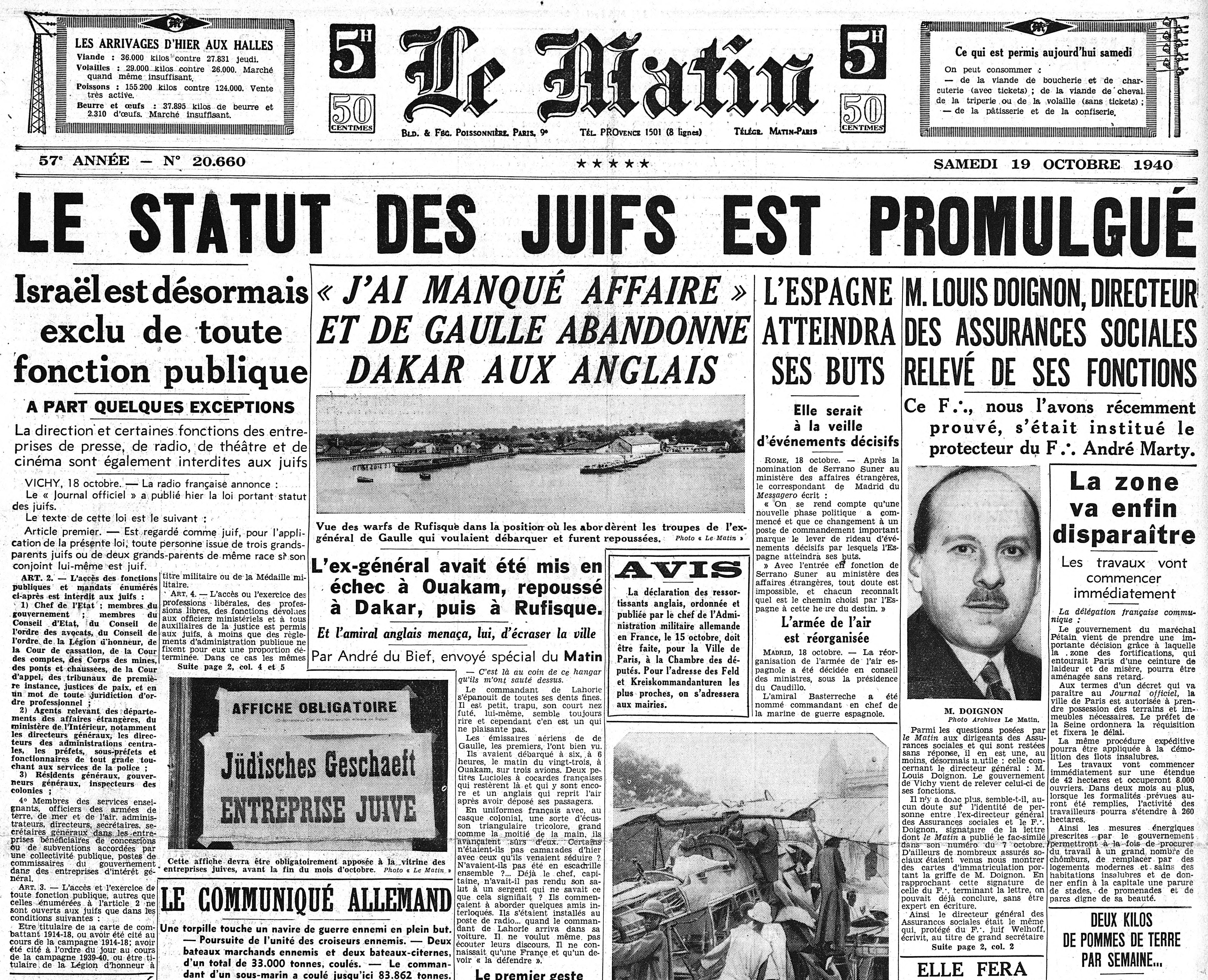
Une du journal Le Matin du 19 octobre 1940, annonçant la promulgation du statut des Juifs ainsi que la révocation du franc-maçon Louis Doignon.

Dès la troisième semaine de juillet 1940, ainsi, des mesures sont prises pour écarter des fonctionnaires juifs, et une commission est fondée pour réviser et annuler des milliers de naturalisations accordées depuis 1927. En octobre 1940, sans aucune demande particulière de la part des Allemands, des lois d’exclusion adoptées à la hâte contre les Juifs sont promulguées (voir l’article : régime de Vichy).
Selon le témoignage du ministre des Affaires étrangères Paul Baudouin, Pétain a personnellement participé à la rédaction du statut des Juifs et insisté pour qu’ils soient par exemple davantage exclus du milieu médical et de l'enseignement. Le brouillon originel de ce texte, qui est redécouvert en octobre 2010, annoté de la main du maréchal, prouvant ainsi son implication personnelle, confirme bien que Pétain a durci la version première et fait étendre l'exclusion à la totalité des Juifs de France, alors qu'elle ne devait concerner d'abord que les Juifs ou descendants de Juifs naturalisés après 1860.
Les textes discriminatoires du 3 octobre 1940 sont durcis le 2 juin 1941 : ils excluent ainsi les Français de « race juive » (déterminée par la religion des grands-parents) de la plupart des fonctions et activités publiques. Des quotas sont fixés pour l’admission des Juifs au barreau, dans le monde universitaire ou médical. Lors du statut du 2 juin, la liste des métiers interdits s’allonge démesurément.
Dans le même temps par une loi du 29 mars 1941, promulguée par le maréchal, est créé un « Commissariat général aux questions juives ».
Auprès du maréchal se pressent des hommes de tous bords, mêlant de façon baroque, au sein de sa « dictature pluraliste », des technocrates modernistes et d'ex-révolutionnaires déçus du marxisme aussi bien que des maurrassiens et des réactionnaires, mais ce sont dans l'ensemble principalement des hommes venus des droites – en particulier de « la droite extrême », selon l'historien Jean-Pierre Azéma. Pétain manifeste personnellement des orientations proches de L’Action française (seul journal qu’il lise quotidiennement[réf. nécessaire]) et cite surtout en exemple à ses proches les régimes conservateurs et cléricaux de Salazar et de Franco, qu’il connaît personnellement depuis 1939.
Parallèlement au développement d’un pouvoir centralisé, le maréchal se consacre au « relèvement de la France » : rapatriement des réfugiés, démobilisation, ravitaillement, maintien de l’ordre. Mais loin de se limiter à gérer les affaires courantes et à assurer la survie matérielle des populations, son régime est le seul en Europe à développer un programme de réformes intérieures, indépendant des demandes allemandes.
Certaines mesures prises à cette époque ont survécu, comme la création d’un ministère de la Reconstruction, l’unification du permis de construire, la transformation du service géographique des armées en IGN en juillet 1940, l’étatisation des polices municipales par une loi en avril 1941 en vue de faciliter le contrôle des populations, ou encore une politique familiale, déjà amorcée par la IIIe République finissante et prolongée sous la IVe République. D’autres dispositions sont adoptées : campagne contre l’alcoolisme, interdiction de fumer dans les salles de spectacle, inscription de la fête des Mères au calendrier. D’autres encore portent la marque des projets réactionnaires du chef de l’État, comme la pénalisation des relations homosexuelles avec des personnes mineures. De nombreux étrangers supposés « en surnombre dans l’économie française » sont incorporés de force dans des Groupes de travailleurs étrangers (GTE). Les Écoles normales, bastion de l’enseignement laïc et républicain, sont supprimées à la fin de l'année 1940 et le baccalauréat devient alors obligatoire pour pouvoir enseigner dans l'enseignement primaire, le futur instituteur se formant alors « sur le tas » en étant en stages pendant plus d'une année, dans les écoles maternelles ou élémentaires. Les lois des 11 et 27 octobre 1940 contre l’emploi des femmes en renvoient des milliers au foyer de gré ou de force. Le divorce est rendu nettement plus difficile, et le nombre de poursuites judiciaires et de condamnations pour avortement explose littéralement par rapport à l’entre-deux-guerres. En septembre 1941, apparaît le premier statut général des fonctionnaires civils. Rompant avec l'usage existant depuis près de cinquante ans qui accordait la grâce présidentielle aux femmes condamnées à mort, il la refuse à Élisabeth Lamouly qui est guillotinée en janvier 1941, quatre autres femmes seront ainsi châtiées dont l'avorteuse, Marie-Louise Giraud, qui sera guillotinée en juillet 1943. Autre rupture avec la IIIe République, les rapports étroits noués avec les Églises : Pétain, personnellement peu croyant, voit comme Maurras en la religion un facteur d’ordre, et ne manque pas d’assister à chaque messe dominicale à l’église Saint-Louis de Vichy.

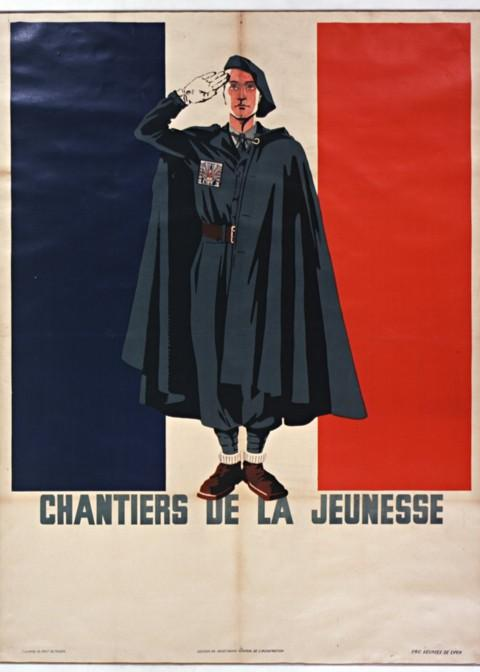
Affiche des Chantiers de la jeunesse française, 1941.

Dans l’optique de la « restauration » de la France, le régime de Vichy crée très tôt, sous la direction de Joseph de La Porte du Theil, un fidèle très proche du maréchal Pétain, des camps de formation qui durent six mois et qui deviendront plus tard les Chantiers de la jeunesse française. L’idée est de réunir toute une classe d’âge (en remplacement du service militaire interdit par les Allemands), et, à travers une vie au grand air, par des méthodes proches du scoutisme, leur inculquer les valeurs morales du nouveau régime (culte de la hiérarchie, rejet de la ville industrielle corruptrice), ainsi que la vénération à l’égard du chef de l’État.
D’autres moyens de contrôle sont également mis en place dans le domaine économique, comme les Comités professionnels d’organisation et de répartition, ayant un pouvoir de juridiction sur leurs membres ou un pouvoir de répartition des matières premières, pouvoir capital en ces temps de restrictions généralisées.

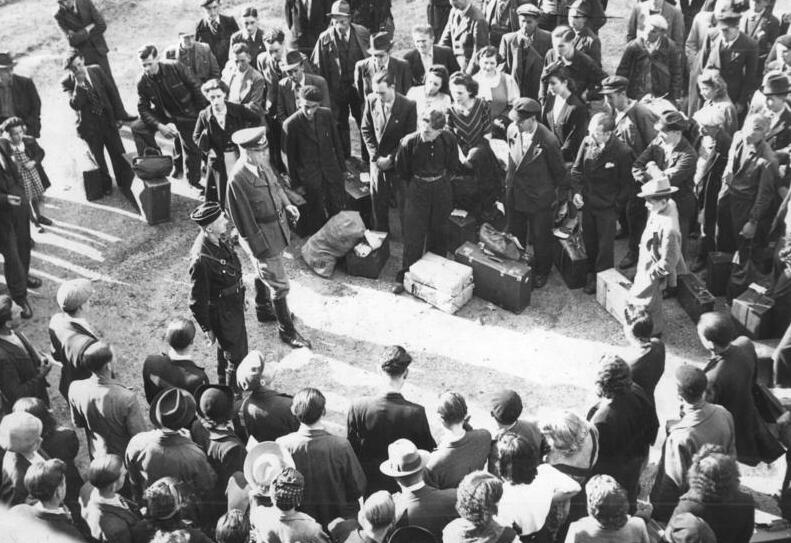
À Paris, l'armée d'occupation allemande sélectionne les futurs travailleurs du Service du travail obligatoire.

À destination des ouvriers, Pétain prononce le 1er mai 1941 un important discours à Saint-Étienne, où il expose sa volonté de mettre fin à la lutte des classes en prohibant à la fois le capitalisme libéral et la révolution marxiste. Il énonce les principes de la future Charte du travail, promulguée en octobre 1941. Celle-ci interdit à la fois les grèves et le lock-out, instaure le système du syndicat unique et le corporatisme, mais met aussi en place des comités sociaux (préfiguration des comités d'entreprise) et prévoit la notion de salaire minimum. Si la Charte séduit quelques syndicalistes et théoriciens (René Belin, Hubert Lagardelle), les syndicalistes opposés à ce corporatisme sont plus nombreux, tels Léon Jouhaux et Christian Pineau (ils s'expriment dès novembre 1940 avec le Manifeste des douze). Mais la Charte peine à entrer en application, et ne tarde pas à se briser sur l’hostilité de la classe ouvrière au régime et à ces idées, l’aggravation des pénuries, l’instauration du Service du travail obligatoire (STO) en septembre 1942, et enfin sur la lutte menée contre elle par les syndicats clandestins de la Résistance intérieure française.
Véritables enfants chéris de Vichy, les paysans passent cependant longtemps pour les vrais bénéficiaires du régime de Pétain. Lui-même propriétaire terrien en sa résidence de Villeneuve-Loubet, un vaste domaine agricole qu'il gère lui-même, le maréchal affirme que « la terre, elle, ne ment pas », et encourage le retour à la terre — politique soldée sur un échec, moins de 1 500 personnes en quatre ans tentant de suivre ses conseils. La Corporation paysanne est fondée par une loi du 2 décembre 1940,,. Une partie des membres se détache du régime fin 1943 et lui font aussi servir de base à la création d'un syndicalisme paysan clandestin fin 1943, la Confédération générale de l'agriculture (CGA) qui voit le jour officiellement le 12 octobre 1944, lors de la dissolution de la Corporation paysanne par les autorités et qui se prolongera sous la forme de la FNSEA en 1946.
Développant fréquemment et complaisamment la vision doloriste d’une France « décadente » qui expie maintenant ses « fautes » antérieures, Pétain entretient les Français dans une mentalité de vaincu : « Je ne cesse de me rappeler tous les jours que nous avons été vaincus » (à une délégation, mai 1942), et manifeste un souci particulier pour les soldats prisonniers, images mêmes de la défaite et de la souffrance : « Je pense à eux parce qu’ils souffrent […] », (Noël 1941). Selon son chef de cabinet, Henry du Moulin de Labarthète, le tiers du temps de travail quotidien du maréchal était consacré aux prisonniers. De ces derniers, Vichy rêvait de faire les propagateurs de la révolution nationale à leur retour.

##### De la Légion à la Milice

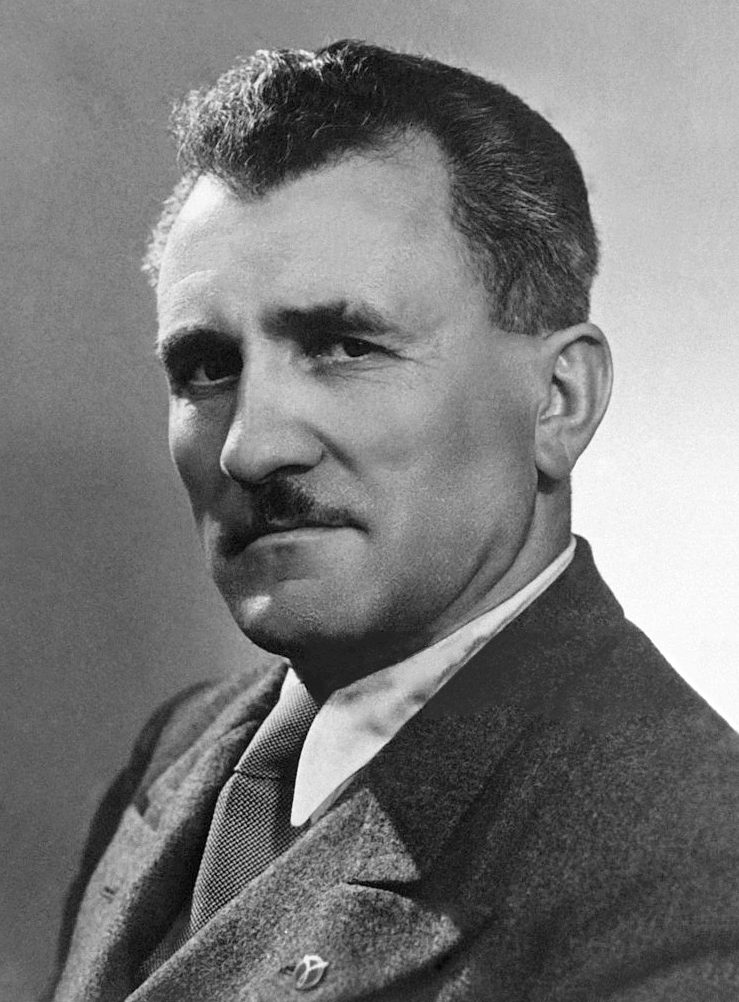
Joseph Darnand, secrétaire général de la Milice.

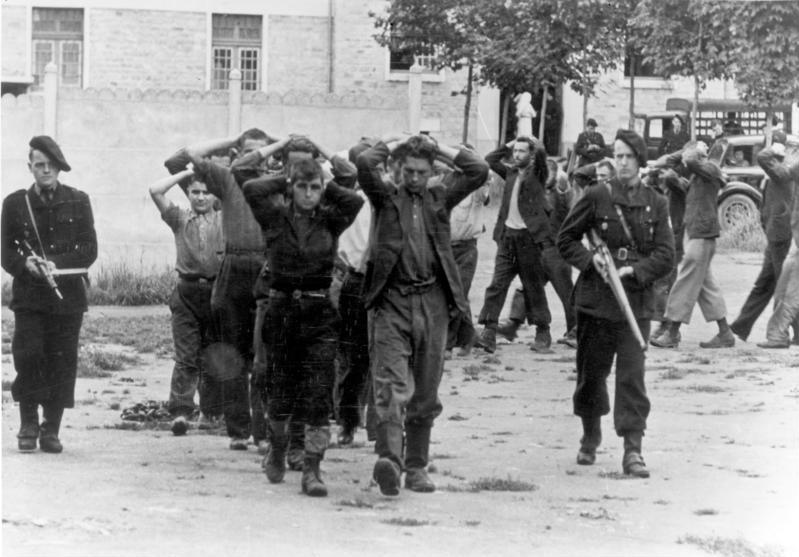
Arrestation de résistants par la Milice, juillet 1944.

La période consécutive à l’armistice voit aussi la création de la « Légion française des combattants » (LFC), à laquelle sont ensuite agrégés les « Amis de la Légion » et les « Cadets de la Légion ». Fondée par le très antisémite Xavier Vallat le 29 août 1940, elle est présidée par le maréchal Pétain en personne. Pour Vichy, elle doit servir de fer de lance de la révolution nationale et du régime. À côté des parades, des cérémonies et de la propagande, les Légionnaires actifs doivent surveiller la population, et dénoncer les déviants et les fautifs de « mauvais esprit ».
Au sein de cette légion se constitue un Service d'ordre légionnaire (SOL) qui s’engage immédiatement dans la voie du collaborationnisme. Cet organisme est commandé par Joseph Darnand, militant d'extrême droite, vétéran de la Première Guerre mondiale et de la campagne de 1940, et fervent partisan de Pétain (sollicité en 1941 de joindre la Résistance, il refuse, selon le témoignage de Claude Bourdet, parce que « le Maréchal » ne comprendrait pas). Ce même organisme devient en janvier 1943 la « Milice française ». À la fin de la guerre, alors que Vichy est devenu un régime fantoche aux ordres des Allemands, la Milice qui compte au maximum 30 000 hommes, dont beaucoup d’aventuriers et de droit-communs, participe activement à la lutte contre la Résistance, avec les encouragements publics du maréchal Pétain comme de Pierre Laval, son président officiel. Haïe de la population, la Milice perpètre régulièrement délations, tortures, rafles, exécutions sommaires, qui se mêlent à d’innombrables vols, viols, voies de faits sur la voie publique ou contre des fonctionnaires.
Pétain attend le 6 août 1944 pour les désavouer dans une note à Darnand, trop tardivement pour que ce dernier soit dupe. « Pendant quatre ans », rappellera Darnand dans sa réponse caustique au maréchal, « vous m’avez encouragé au nom du bien de la France, et maintenant que les Américains sont aux portes de Paris, vous commencez à me dire que je vais être la tache de l’Histoire de France. On aurait pu s’y prendre avant ! ».

#### Collaboration d’État

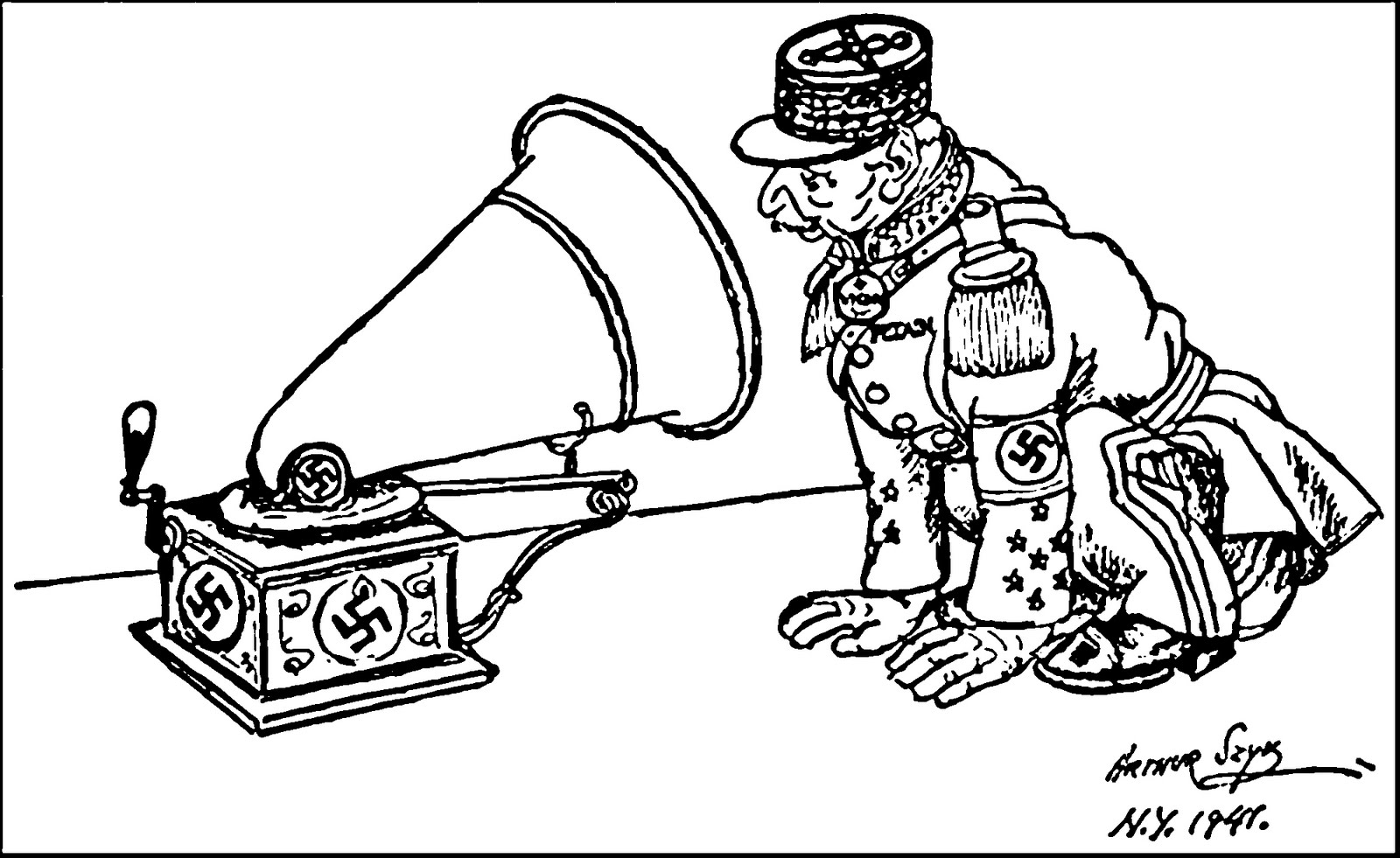
Le maréchal Pétain écoutant la voix de son maître.
Parodiant un célèbre logo canin, la caricature est signée Arthur Szyk, New York, 1941.

Sur le plan de la politique extérieure, Pétain a retiré d’emblée le pays du conflit mondial en cours, et affecte de croire que ce dernier ne concerne plus du tout la France. S’il refuse jusqu’au bout toute rentrée dans la guerre aux côtés d’un des deux camps, il ne refuse pourtant pas le combat contre les Alliés chaque fois qu'il en a l'occasion et annonce dès octobre 1940, son intention de reprendre par la force les territoires sous autorité de la France libre. Il pratique donc une « neutralité dissymétrique » qui profite aux Allemands. Il choisit en effet de s’entendre avec le vainqueur et imagine que la France, avec son empire colonial, sa flotte et sa bonne volonté à coopérer, peut obtenir une bonne place dans une Europe durablement allemande. Ceci peut être perçu comme une certaine naïveté de la part de Pétain : dans l’idéologie nazie, la France était en effet l’ennemie irréductible de l’Allemagne, elle devait être écrasée et ne pouvait en aucun cas bénéficier d’une quelconque place privilégiée à ses côtés.
Il est bien établi, depuis les travaux d'Eberhard Jäckel et surtout de Robert Paxton, que Pétain a activement recherché et poursuivi cette collaboration avec l’Allemagne nazie. Elle ne lui a pas été imposée. Moins intéressé par la politique extérieure que par la révolution nationale, sa vraie priorité, Pétain laisse Darlan et Laval mettre en œuvre les volets concrets de la collaboration d’État. Mais l’une est en réalité le revers de l’autre, selon les constats concordants de l’historiographie contemporaine : les réformes vichystes n’ont pu se mettre en place qu’en profitant du retrait de la France de la guerre, et elles ne sauraient survivre à une victoire alliée. Par ailleurs, le « mythe Pétain » est indispensable pour faire accepter à bien des Français la collaboration. Le prestige du vainqueur de Verdun, son pouvoir légal sinon légitime, brouillent en effet dans les consciences en désarroi la perception des devoirs et des priorités.

##### Rencontre de Montoire

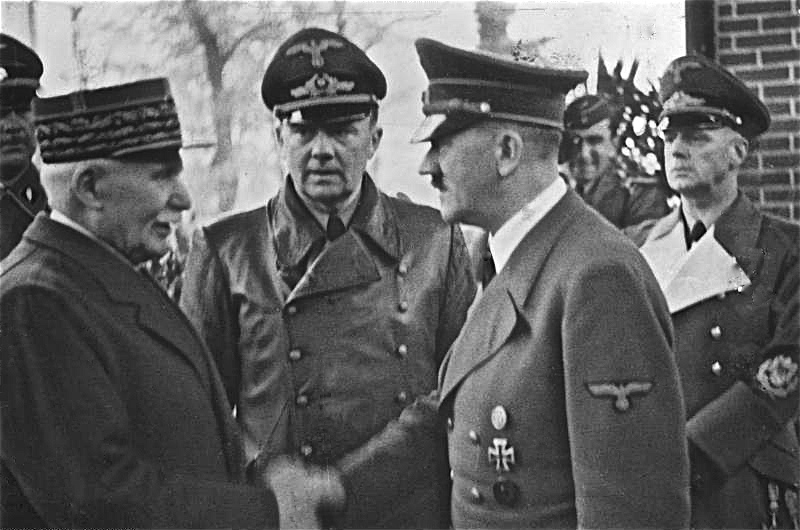
Pétain et Hitler à Montoire, le 24 10 1940.

| Situation de la France sous le gouvernement de Philippe Pétain : - en juillet 1940, selon les accords de Montoire, le pays est coupé en quatre : zone occupée, zone libre (séparées par une ligne de démarcation), Alsace-Moselle annexée de facto par le Reich, et deux départements du Nord sous l'administration militaire allemande de Bruxelles ; - en novembre 1942 la zone occupée allemande s'étend : à la zone initiale (dite « zone Nord ») s'ajoute la majeure partie de la zone libre (dite « zone Sud » à partir de novembre 1942) ; simultanément l'Italie occupe la plupart des territoires à l'est du Rhône et la Corse ; Philippe Pétain choisit cependant de rester en France et de poursuivre la Collaboration avec l'aide de Pierre Laval, tandis que l'amiral Darlan, alors à Alger, prend le parti des Alliés (mais meurt assassiné peu après) ; - en octobre 1943 les Italiens se retirent, la zone occupée allemande s'étend à tout le pays, mais simultanément la Corse se libère ; la Collaboration s'intensifie ; - durant l'été 1944, à partir du 6 juin, la plus grande partie du territoire est libérée par les forces Alliées et celles de la Résistance : Philippe Pétain et son gouvernement sont alors transportés par les Allemands à Sigmaringen. |

Après avoir affecté pendant trois mois de rester neutre dans le conflit en cours entre l’Axe et le Royaume-Uni, Pétain engage personnellement et officiellement, par son discours radiodiffusé du 30 octobre 1940, le régime de Vichy dans la collaboration,, à la suite de l’entrevue de Montoire du 24 octobre 1940, durant laquelle il rencontra Hitler. Cette « poignée de main de Montoire », sera par la suite largement diffusée aux actualités cinématographiques, et exploitée par la propagande allemande.
Certes, l’armistice avait permis, en un premier temps, de limiter l’occupation allemande à la moitié nord et ouest du territoire. Mais l’autonomie de la zone sud est toute relative, car Pétain, avec ou sans discussion préliminaire, plie le plus souvent devant les exigences des autorités allemandes, quand son gouvernement ne va pas spontanément au-devant de celles-ci.
Cette collaboration d’État entraîne plusieurs conséquences. Le maréchal, alors que son prestige reste immense, s’interdit de protester, au moins publiquement, contre les exactions de l’occupant et de ses auxiliaires français ou contre l’annexion de fait, contraire à la convention d’armistice, de l’Alsace et de la Moselle. Aux parlementaires des trois départements, qu’il reçoit le 4 septembre 1942 alors que commence l’incorporation massive et illégale des Français d'Alsace et de Lorraine, dits les malgré-nous dans la Wehrmacht, il ne conseille que la résignation. La veille, il avait fait remettre par Laval une protestation officielle, qui restera sans suite.
En 1941, le régime de Pétain est de facto allié avec les forces militaires allemandes lors de la guerre de Syrie contre les Alliés.

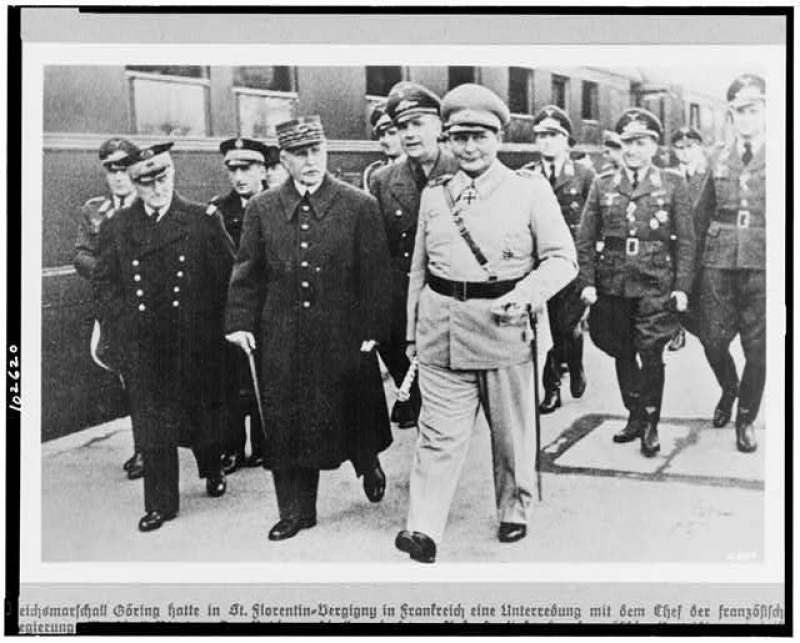
le Reichsmarschall Göring s'entretient à Saint-Florentin-Vergigny en France avec le chef du gouvernement français, le maréchal Pétain, à gauche l'amiral François Darlan.

Le général Weygand, connu pour son hostilité à la collaboration, ayant été limogé en novembre 1941, Pétain obtient une entrevue avec Göring à Saint-Florentin le 1er décembre. Mais c'est un échec, les Allemands refusant de céder à ses demandes : extension de la souveraineté de Vichy à toute la France sauf l'Alsace-Lorraine, réduction des frais d'occupation et du nombre de prisonniers de guerre et renforcement des moyens militaires de l'Empire.
En avril 1942, sous la pression allemande, mais aussi parce qu’il est déçu des maigres résultats de Darlan, Pétain accepte le retour au pouvoir de Pierre Laval, désormais doté du titre de « chef du gouvernement ».
Il n’y a pas de différence en politique extérieure entre un « Vichy de Pétain » et un « Vichy de Laval », comme l’ont suggéré André Siegfried, Robert Aron[réf. souhaitée] ou Jacques Isorni. S’il n’a aucune affection personnelle pour Laval, Pétain couvre sa politique de son autorité et de son charisme, approuve ses orientations en Conseil des ministres, et même parfois les mots de ses discours. Ainsi celui du 22 juin 1942 où Laval prononce ces mots retentissants : « Je souhaite la victoire de l’Allemagne parce que, sans elle, le bolchevisme, demain, s'installerait partout » : Charles Rochat a témoigné par écrit pour la Haute Cour de justice que Pétain les avait avalisés, en faisant même changer un « Je crois » initial en un « Je souhaite » encore plus critique.
En juin 1942, devant une délégation de visiteurs à Vichy, Pétain assure qu’il agit « main dans la main » avec Laval, que les ordres de ce dernier sont « comme les [siens] » et que tous lui doivent obéissance « comme à [lui-même] ». Lors du procès de Pétain, Laval déclarera sans ambiguïté qu’il n’agissait qu’après en avoir déféré à l'avis du maréchal : tous ses actes avaient été approuvés préalablement par le chef de l’État.

#### Rafle du billet vert par la police française en 1941
Sur la base des recensements effectués, 6 694 Juifs étrangers, des Polonais pour la plupart, des hommes de 18 à 60 ans habitant en région parisienne, reçoivent une convocation pour « examen de situation » (le billet vert), les sommant de se rendre, accompagnés d'un proche, dans divers lieux de rassemblement le 14 mai 1941. Plus de la moitié (3 747) obéissent et sont aussitôt arrêtés pendant que la personne qui les accompagne est invitée à aller leur chercher des affaires et des vivres. Ils sont transférés en autobus à la gare d'Austerlitz et déportés le jour même par quatre trains spéciaux vers les camps d'internement du Loiret (à peu près 1 700 à Pithiviers et 2 000 à Beaune-la-Rolande)
Dans leur très grande majorité, les victimes de cette opération sont déportées lors des premiers convois de juin et juillet 1942 et assassinées à Auschwitz-Birkenau.
En octobre 1941, les Allemands exécutent 48 otages en représailles après la mort de Karl Hotz, Feldkommandant des troupes d'occupation du département de Loire-Inférieure. À la suite de ces représailles qui soulèvent l’indignation générale, Pétain aurait des velléités secrètes de se constituer lui-même comme otage à la ligne de démarcation, mais son ministre Pierre Pucheu l’en dissuaderait vite au nom de la politique de collaboration, et le maréchal ne fait finalement de discours que pour blâmer les résistants auteurs d’attentats contre des militaires allemands, et pour appeler les Français à les dénoncer.
Rafle du Vel' d'Hiv'

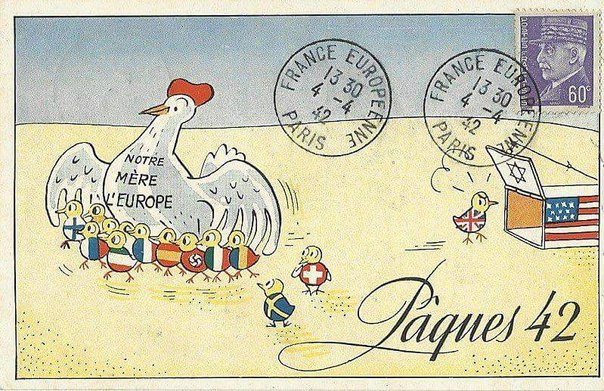
Carte postale illustrée d'une poule blanche ("Notre Mère L'Europe") avec des poussins portant différents drapeaux européens. Plusieurs poussins sont indécis et un poussin britannique en colère se dirige vers un piège portant un drapeau américain et une étoile de David. La légende indique "Pâques 42".

Lorsque fin juin 1942, Laval informe le Conseil des ministres de la prochaine mise en œuvre de la rafle du Vélodrome d'Hiver, le procès-verbal témoigne que Pétain agrée comme « juste » la livraison de milliers de Juifs aux nazis. Puis le 26 août 1942, la zone sud devint le seul territoire de toute l’Europe d’où des Juifs, souvent internés par Vichy depuis 1940 dans les très durs camps de Gurs, Noé, Rivesaltes, furent envoyés à la mort alors même qu’aucun soldat allemand n’était présent.
Maintenant antisémite, Pétain s’est opposé en mai 1942 à l'introduction en zone sud du port obligatoire de l’étoile jaune, mais il n’a pas protesté contre son introduction en zone nord, et en zone sud son gouvernement fait apposer le tampon « Juif » sur les papiers d’identité à partir de fin 1942. En août 1943, comme les Allemands pressent Vichy de retirer en bloc la nationalité française aux Juifs, ce qui aurait favorisé leur déportation, le nonce le fait prévenir discrètement que « le pape s’inquiète pour l’âme du Maréchal », ce qui impressionne le vieil homme et contribue à l’échec du projet. En tout, 76 000 Juifs parmi lesquels 11 000 enfants, non réclamés au départ par les Allemands, ont été déportés de France sous l’Occupation, dont 80 % ont été arrêtés par la police française. Un tiers avait la nationalité française. Seuls 3 % survivront aux déportations dans les camps de concentration.

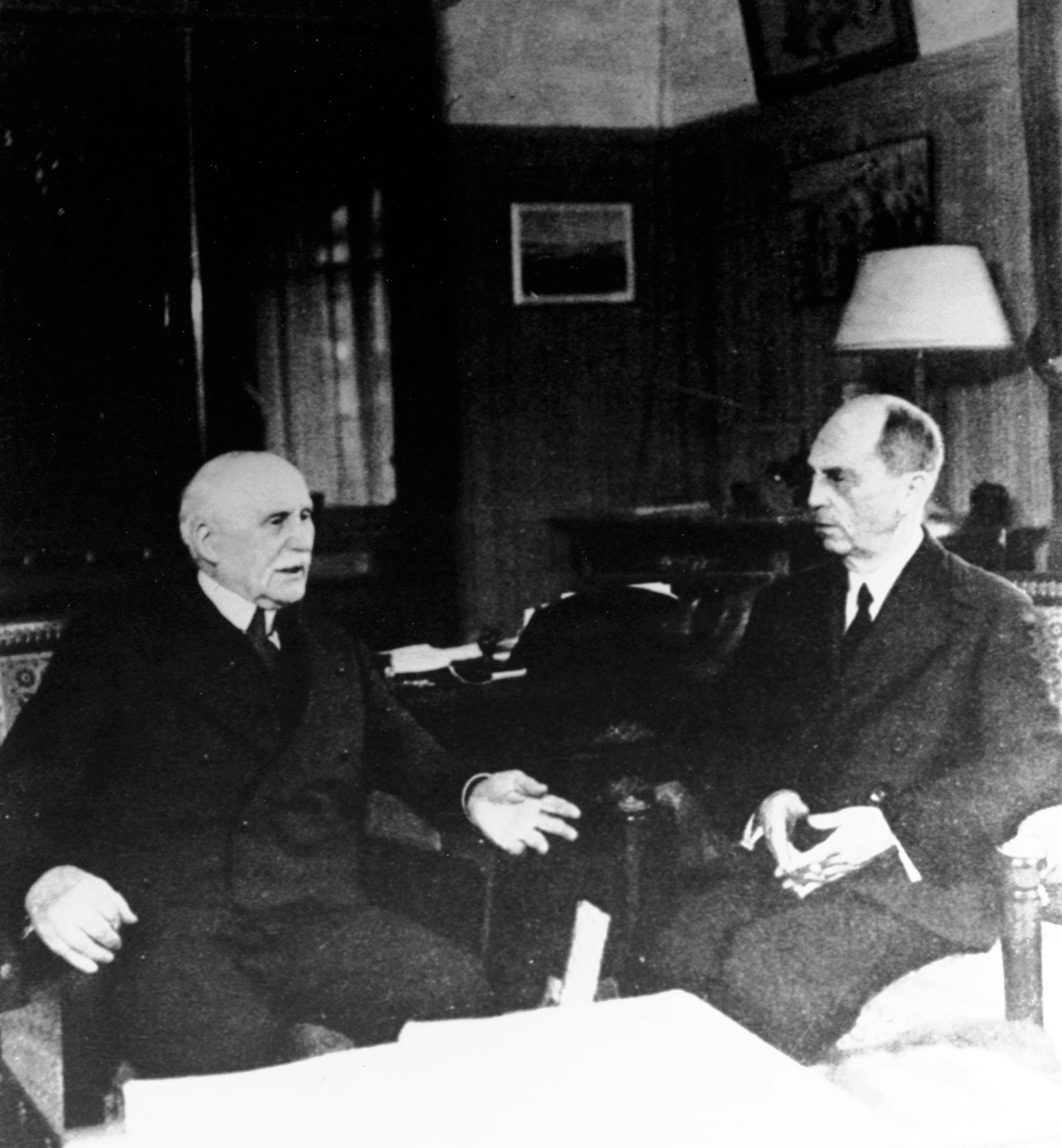
L'amiral William D. Leahy, ambassadeur des États-Unis en France, rend une visite d'adieu au chef d'État français, le maréchal Philippe Pétain, à Vichy, le 27 avril 1942.

À ce sujet, l'historien André Kaspi écrit : 
« Tant que la zone libre n'est pas occupée, on y respire mieux [pour les Juifs] que dans la zone Nord. Qui le nierait ? Surtout pas ceux qui ont vécu cette triste période. De là cette conclusion : Vichy a sacrifié les Juifs étrangers pour mieux protéger les Juifs français, mais sans Pétain, les Juifs de France auraient subi le même sort que ceux de Belgique, des Pays-Bas ou de Pologne. Pendant deux ans, ils ont d'une certaine manière bénéficié de l'existence de l'État français ». Pour l'avocat Serge Klarsfeld cet « argument tombe » lorsque l'on constate l'implication personnelle de Pétain dans la politique antisémite dès octobre 1940.
En août 1942, un télégramme signé Pétain félicite Hitler d’avoir fait échec à la tentative de débarquement allié à Dieppe.
Le 4 septembre 1942, Pétain promulgue la première loi fondant le Service du travail obligatoire, complétée par celle du 16 février 1943. Le STO organise en une dizaine de mois le départ forcé de plus de 600 000 travailleurs français, qui vont renforcer malgré eux l'Allemagne nazie.

##### Après le tournant denovembre 1942
Lorsque les Alliés débarquent en Afrique du Nord le 8 novembre 1942, au Maroc, à Oran et dans le port d'Alger, Pétain donne officiellement l’ordre de les combattre, en déclarant : « La France et son honneur sont en jeu. Nous sommes attaqués. Nous nous défendons. C'est l'ordre que je donne. » L'existence même de Vichy est alors en cause : si les forces de Vichy ne résistent pas à l'invasion alliée, les Allemands envahiront inéluctablement la France non occupée et le reste de l'Afrique du Nord. Pendant quelques jours, les Alliés doivent donc faire face à une authentique résistance de la part de l'Armée de Vichy, obéissant aux ordres de ses chefs.
En réaction à ce débarquement, le 11 novembre, violant la convention d’armistice, les Allemands envahissent la zone sud. Pétain refuse l'idée de gagner l'Afrique du Nord, d'ordonner à la flotte de Toulon d’appareiller, de replacer la France dans le camp des Alliés. Pour justifier sa décision, il va en privé jusqu'à invoquer que son médecin lui a déconseillé de prendre l’avion ; il veut surtout pouvoir continuer à « servir d'écran entre le peuple de France et l'occupant ». Il proteste contre cette invasion par une déclaration plusieurs fois diffusée sur les ondes. En fait, soulignent Robert Paxton et R. Franck, il reste fidèle à son choix de 1940, associant étroitement retrait de la guerre, collaboration et révolution nationale[réf. souhaitée].
Sa décision déçoit d'innombrables Français qui croyaient encore en un hypothétique « double jeu » secret du maréchal et s'imaginaient qu'il souhaitait en secret préparer la reprise de la lutte et la revanche contre l'ennemi. Nombre d’entre eux se détachent du régime de Vichy tout en conservant généralement leur respect pour la personne du maréchal Pétain et vont parfois gonfler les rangs clandestins des « vichysto-résistants » inspirés notamment par les généraux Giraud et de Lattre de Tassigny. Le surnom de « Maréchal Pétoche »,, dont certains l’avaient affublé, se répand.
La dissidence de la plus grande partie de l'Empire, la fin de la « zone libre », le sabordage de la flotte française à Toulon, le 27 novembre 1942, la dissolution de l’armée d'armistice font perdre à Vichy ses derniers atouts face aux Allemands. En maintenant sa politique de collaboration, Pétain perd beaucoup de la popularité dont il jouissait depuis 1940, et la Résistance s’intensifie malgré le durcissement de la répression.

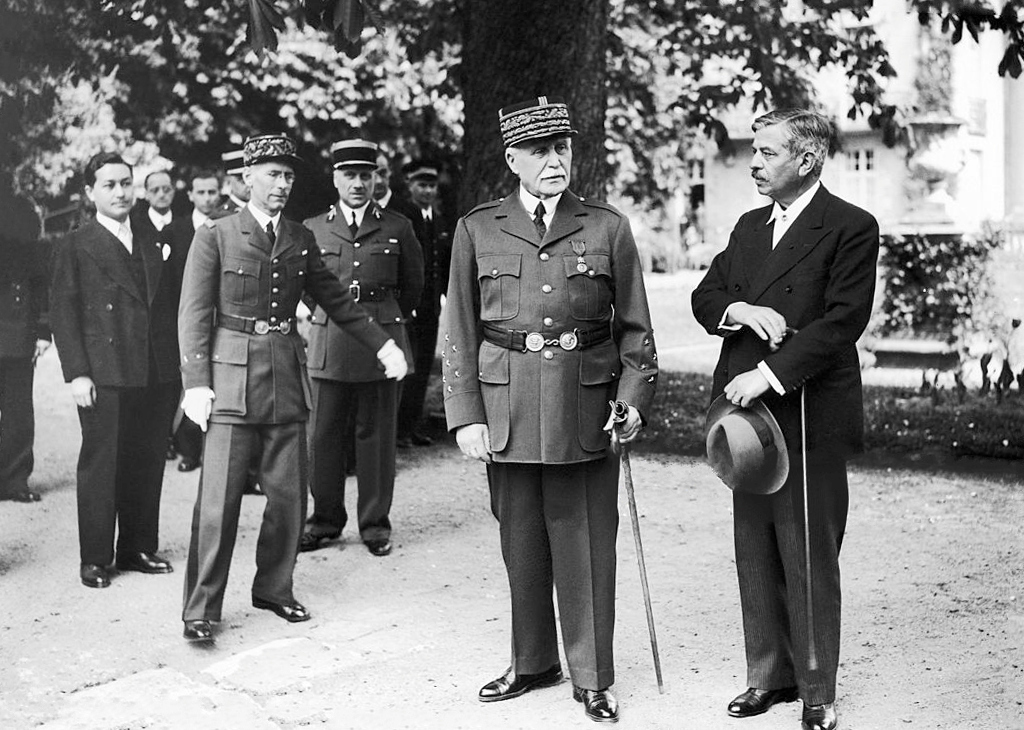
Pétain et Pierre Laval dans le parc du pavillon Sévigné à Vichy, vers 1942.

Pétain fait officiellement déchoir de la nationalité française et condamner à mort ses anciens fidèles François Darlan et Henri Giraud, qui sont passés au camp allié en Afrique du Nord. Il ne proteste à aucun moment lorsque fin 1942, puis à nouveau à l’automne 1943, une vague d'arrestations frappe son propre entourage et écarte de lui un nombre important de conseillers et de fidèles dont Maxime Weygand, Lucien Romier ou Joseph de La Porte du Theil, interné en Allemagne. Il consent des délégations croissantes de pouvoirs à Pierre Laval, redevenu son dauphin, qui place ses fidèles à tous les postes-clés et qui obtient de lui, à partir du 26 novembre 1942, de signer seul les lois et les décrets.
Fin 1943, voyant le sort de l’Axe scellé, Pétain tente de jouer en France le rôle du maréchal Badoglio en Italie, lequel en septembre 1943, après avoir longtemps servi le fascisme, a fait passer le pays du côté allié. Pétain espère ainsi qu’un nouveau gouvernement moins compromis aux yeux des Américains, doté d’une nouvelle constitution pourra, au « jour J », écarter le général de Gaulle du jeu et négocier avec les libérateurs l’impunité de Vichy et la ratification de ses actes[réf. souhaitée].
Le 12 novembre 1943, alors que Pétain s'apprête à prononcer le lendemain un discours radiodiffusé par lequel il annoncerait à la nation une révision constitutionnelle selon laquelle il reviendrait à l'Assemblée nationale de désigner son successeur, ce qui aurait remis en cause le statut officiel de dauphin de Laval, les Allemands, par l'intermédiaire du consul général Krug von Nidda, bloquent ce projet,,.

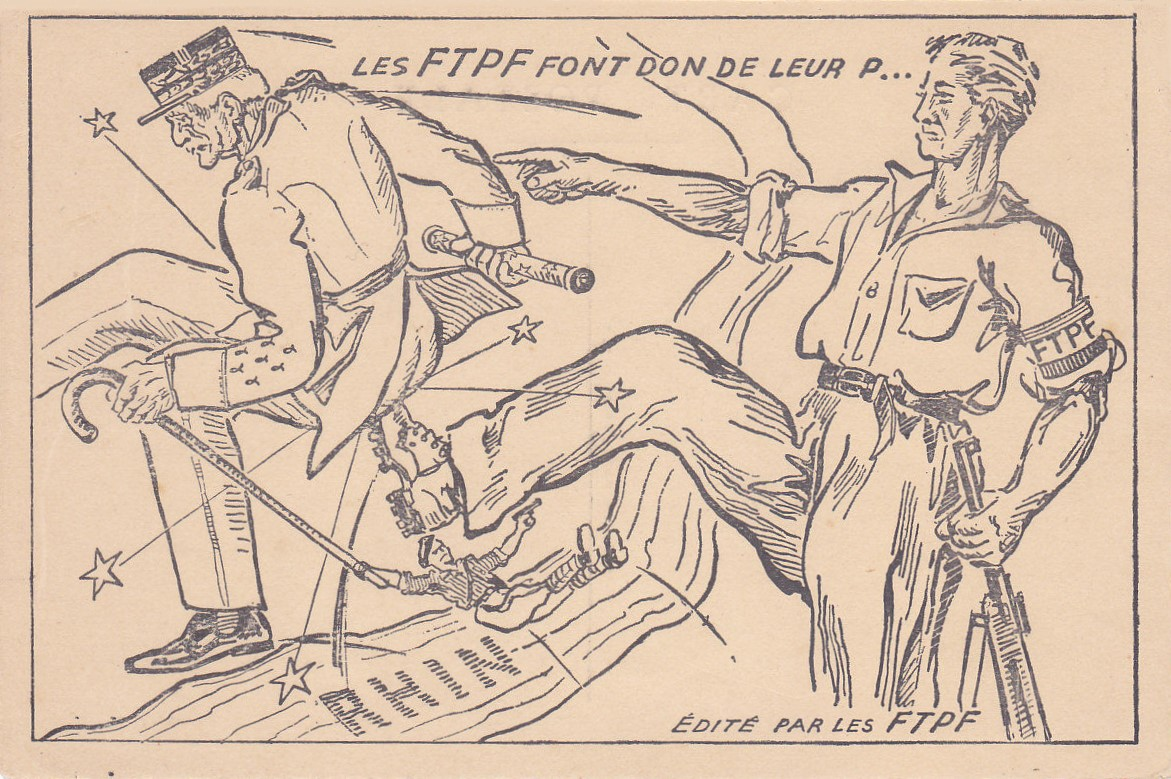
Les FTPF font don de leur p…. Un membre des Francs-tireurs et partisans expédie Pétain, à coup de pied dans le derrière, vers l'autre rive du Rhin. Un milicien minuscule s'agrippe à la canne du maréchal. Carte postale éditée par les Francs-tireurs et partisans français, vers 1944.

Après six semaines de « grève du pouvoir », Pétain se soumet. Le projet de constitution républicaine est finalisé et approuvé par Pétain le 30 janvier 1944 (Projet de constitution du 30 janvier 1944) mais il ne fut jamais promulgué. Pétain accroît encore les pouvoirs de Laval tout en acceptant la fascisation progressive de son régime par l’entrée au gouvernement de Joseph Darnand, Philippe Henriot et Marcel Déat (1er janvier, 6 janvier et 16 mars 1944).
Dans les derniers mois de l’Occupation, Pétain affecte désormais d’être un simple « prisonnier » des Allemands, tout en continuant à couvrir en fait de son autorité et de son silence la collaboration qui se poursuit jusqu’au bout, ainsi que les atrocités de l’ennemi et de la Milice française. Au printemps 1944 encore, Pétain ne condamne jamais les déportations, les rafles et les massacres quasi-quotidiens, se taisant par exemple sur le massacre d'Ascq, où 86 civils sont massacrés par les Waffen SS dans le Nord, près de Lille[réf. nécessaire].
Par contre, il ne manque pas de dénoncer « les crimes terroristes » de la Résistance ou les bombardements alliés sur les objectifs civils. Il encourage les membres de la Légion des volontaires français (LVF) qui combattent en URSS sous uniforme allemand, leur garantissant dans un message public qu’ils détiennent « une part de notre honneur militaire ».
Le 6 juin 1944, il est informé du débarquement en Normandie alors qu'il est à Saint-Étienne en tournée de réconfort à la suite des bombardements dans le Sud-Est et le Centre-Est de la France. Il prononce un discours radiodiffusé qui a été enregistré le 17 mars 1944 à la demande des Allemands, donnant à ses compatriotes des consignes de neutralité. En août 1944, il tente de déléguer l’amiral Auphan auprès de De Gaulle pour lui transmettre régulièrement le pouvoir sous réserve que le nouveau gouvernement reconnaisse la légitimité de Vichy et de sauvegarder « le principe de légitimité que j’incarne ». « Aucune réponse ne fut donnée à ce monument de candeur ».

#### Sigmaringen

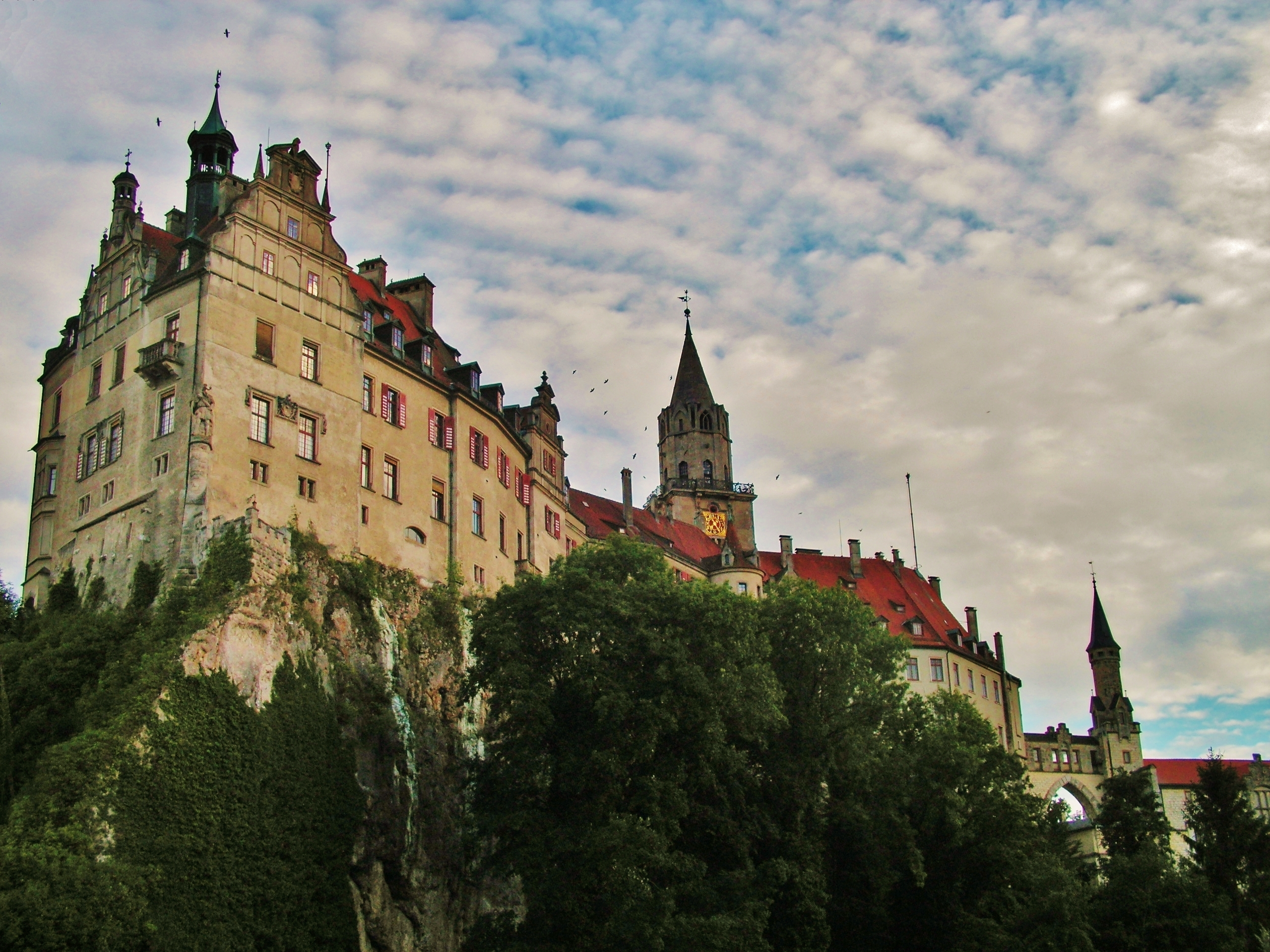
Vue extérieure du château de Sigmaringen.

Le 17 août 1944, les Allemands, en la personne de Cecil von Renthe-Fink, « délégué spécial diplomatique du Führer auprès du chef de l'État français », demandent à Pétain de se laisser transférer en zone nord. Celui-ci refuse et demande une formulation écrite de cette demande. Von Renthe-Fink renouvelle sa requête par deux fois le 18, puis revient le 19, à 11 h 30, accompagné du général von Neubroon qui lui indique qu'il a des « ordres formels de Berlin ». Le texte écrit est soumis à Pétain : « Le gouvernement du Reich donne instruction d’opérer le transfert du chef de l’État, même contre sa volonté ». Devant le refus renouvelé du maréchal, les Allemands menacent de faire intervenir la Wehrmacht pour bombarder Vichy. Après avoir pris à témoin l'ambassadeur de Suisse, Walter Stucki, du chantage dont il est l’objet, Pétain se soumet, et « […] lorsqu'à 19 h 30 Renthe-Fink entre dans le bureau du Maréchal, à l'hôtel du Parc, avec le général von Neubronn, le chef de l’État est en train de surveiller la confection de ses valises et de ranger ses papiers ». Le lendemain, 20 août 1944, il est emmené contre son gré par l’armée allemande à Belfort puis, le 8 septembre, à Sigmaringen dans le sud-ouest de l'Allemagne, où s’étaient réfugiés les dignitaires de son régime notamment Fernand de Brinon, ou Jean Filiol qui rejoint Joseph Darnand et installe son QG à Kraunchenwies tout près de Sigmaringen.
À Sigmaringen, Pétain refuse d’exercer encore ses fonctions et de participer aux activités de la Commission gouvernementale présidée par Fernand de Brinon. Il se cloître dans ses appartements, tout en préparant sa défense après avoir appris que la Haute Cour de justice française se dispose à le mettre en accusation par contumace.

#### Arrestation et retour en France
Le 23 avril 1945, après avoir obtenu des Allemands qu'ils le conduisent en Suisse, et des Suisses qu'ils l'acceptent sur leur territoire, Pétain demande à regagner la France. Par l'intermédiaire du diplomate Carl Burckhardt, le gouvernement suisse transmet cette requête au général de Gaulle. Le gouvernement provisoire de la République décide de ne pas s'y opposer. Le 24 avril, les autorités suisses lui font rejoindre la frontière puis il est remis aux autorités françaises le 26 avril. Le général Kœnig est chargé de le prendre en charge à Vallorbe. Le maréchal est ensuite interné au fort de Montrouge.
Jacques Isorni raconte qu'il apportait au maréchal Pétain des billets d'une femme alors qu'il était à la prison de Montrouge.

### Procès et condamnation

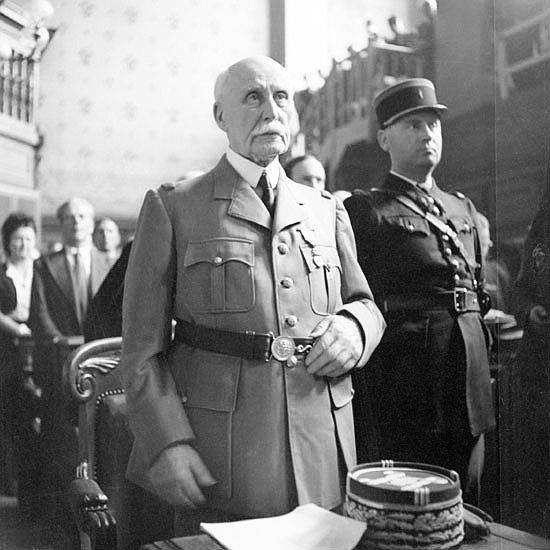
Philippe Pétain durant son procès, 30 juillet 1945.

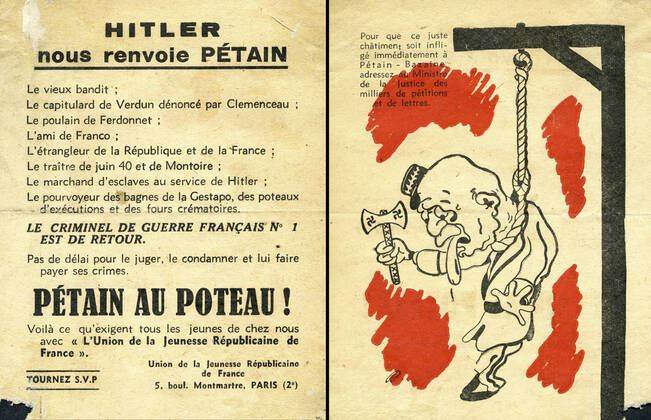
« Pétain au poteau ! »,
tract de l'Union de la jeunesse républicaine de France, vers 1945.

Le procès du maréchal Pétain, débute le 23 juillet 1945 devant la Haute Cour de justice créée le 18 novembre 1944. Après que six autres magistrats se sont récusés, le tribunal est présidé par Paul Mongibeaux, promu à cette occasion par le gouvernement provisoire du général de Gaulle, premier président de la Cour de cassation, assisté du président de la chambre criminelle à la Cour de cassation Donat-Guigne, et Picard, premier président de la Cour d'appel. Tous trois avaient prêté serment de fidélité au maréchal. Le ministère public est représenté par le procureur général André Mornet, président honoraire de la Cour de cassation. L’instruction est assurée par Pierre Bouchardon, président de la commission de la Haute Cour, choisi personnellement par de Gaulle. Le jury de vingt-quatre personnes est constitué de douze parlementaires (et quatre suppléants) et de douze non-parlementaires issus de la Résistance (et quatre suppléants). Ce jury est choisi dans deux listes, la première étant celle de cinquante parlementaires n'ayant pas voté les pleins pouvoirs à Pétain, la deuxième étant composée de personnalités de la Résistance ou proches d'elle. La défense use de son droit de récusation pour quelques noms sortant du tirage au sort, notamment Robert Pimienta et Lucie Aubrac.
Après récusations de la défense, les jurés sont :
- pour les parlementaires : Gabriel Delattre, Émile Bender, Georges Lévy-Alphandéry, Michel Tony-Révillon, Émile Bèche, Adrien Mabrut, Louis Prot, René Renoult, Jean Pierre-Bloch, Pétrus Faure, Paul Sion, Léandre Dupré, Camille Catalan (suppléant), Jammy Schmidt (suppléant), Joseph Rous (suppléant) et Eugène Chassaing (suppléant) ;
- pour les non-parlementaires : Henri Seignon, Jacques Lecompte-Boinet, Lorignet, Roger Lescuyer, Roger Gervolino, Maurice Guérin, Jean Guy, Ernest Perney, Pierre Meunier, Pierre Stibbe, Dr Porcher, Marcel Bergeron, Georges Poupon (suppléant), Jean Worms dit Germinal (suppléant), Marcel Levêque (suppléant), Gilbert Destouches (suppléant).

Défendu par Jacques Isorni, Jean Lemaire et le bâtonnier Fernand Payen, Philippe Pétain déclare le premier jour qu’il avait toujours été un allié caché du général de Gaulle et qu’il n’était responsable que devant la France et les Français qui l’avaient désigné et non devant la Haute Cour de justice. Dans ces conditions, il ne répondra pas aux questions qui lui seront posées. Viennent déposer de nombreuses personnalités en tant que témoins soit à charge : Édouard Daladier, Paul Reynaud, Léon Blum, Pierre Laval, soit à décharge : le général Weygand, le pasteur Marc Boegner, ou encore l’aumônier des prisonniers de guerre Jean Rodhain, seul homme d'Église à témoigner à décharge.
Le procès s’achève le 15 août 1945 à quatre heures et demie du matin. Suivant les réquisitions du procureur général André Mornet, la cour déclare Philippe Pétain coupable d’intelligence avec l’ennemi et de haute trahison. Elle le condamne à mort, à l'indignité nationale, et à la confiscation de ses biens, assortissant toutefois ces condamnations du vœu de non-exécution de la sentence de mort, en raison de son grand âge.
Le verdict de la Haute Cour de justice reconnaît Philippe Pétain coupable d'indignité nationale et le condamne à la dégradation nationale ; cette décision emporte « la destitution de toutes fonctions, emplois, offices publics et corps constitués / la perte de tous grades dans l'armée »,. À la fin du procès, il se dépouille de son uniforme avant d'être incarcéré, mais c’est avec ce même uniforme qu’il fut inhumé en 1951.
Accomplissant le vœu de la Haute Cour de justice, le général de Gaulle, chef du Gouvernement provisoire de la République, commue la sentence de mort en peine de réclusion à perpétuité le 17 août 1945. Compte tenu de la peine de dégradation nationale (article 21 de l'ordonnance du 26 décembre 1944), Philippe Pétain est exclu automatiquement de l'Académie française,, (l'ordonnance prévoit l'exclusion de l'Institut). Toutefois, celle-ci s’abstint d’élire un remplaçant de son vivant au 18e fauteuil,, égard dont bénéficia également Charles Maurras (tandis qu’Abel Bonnard et Abel Hermant sont remplacés dès 1946).

### Emprisonnement
Philippe Pétain est emprisonné au fort de montagne du Portalet, dans les Pyrénées-Atlantiques (alors : département des Basses-Pyrénées), du 15 août au 16 novembre 1945. L'unique photo de Pétain enfermé dans ce lieu a été prise clandestinement par Michel Larre, chargé de l'entretien du fort à cette époque. Pendant le régime de Vichy, ce fort avait servi de lieu de détention de plusieurs personnalités politiques. Il est transféré au fort de Pierre-Levée à l'île d'Yeu, au large de la Vendée. Il est, hormis ses gardiens, le seul occupant du fort. Son épouse, installée à son tour dans l’île, bénéficie d’un droit de visite quotidien.
Au cours de ces années, les avocats de Philippe Pétain et plusieurs dignitaires étrangers, parmi lesquels l'ancien roi Édouard VIII et la reine Mary, réclament sa libération auprès des gouvernements successifs. Ceux-ci, emmêlés dans l'instabilité politique de la Quatrième République, préfèrent ne pas se risquer dans une démarche sensible pour l'opinion publique. Début juin 1946, le président américain Harry Truman réclame, sans succès, sa libération, proposant de lui accorder l'asile politique aux États-Unis.
La santé mentale de Philippe Pétain décline à partir de la fin des années 1940, les moments de lucidité devenant de plus en plus rares. Après avoir pris position en ce sens dès 1949, le général de Gaulle déclare le 26 mai 1951 à Oran, dans un discours prononcé place d'Armes devant une foule d'environ huit mille personnes, qu'« il est lamentable pour la France, au nom du passé et de la réconciliation nationale indispensable, qu'on laisse mourir en prison le dernier Maréchal »,. Eu égard à cette situation, après un examen médical réalisé par le professeur René Piedelièvre, le Conseil supérieur de la magistrature, présidé par Vincent Auriol, président de la République, en vue d’adoucir une fin prévisible, autorise le 8 juin 1951 « l’élargissement » du prisonnier et son assignation à résidence « dans un établissement hospitalier ou tout autre lieu pouvant avoir ce caractère ». Le 29 juin 1951, il est transféré dans la maison privée de l'ancien conseiller général de l'île d'Yeu Paul Luco (au 27 rue Gabriel-Guist'Hau de Port-Joinville, décrétée pour l'occasion annexe de l'hôpital militaire de Nantes).

### Mort, inhumation et tombe

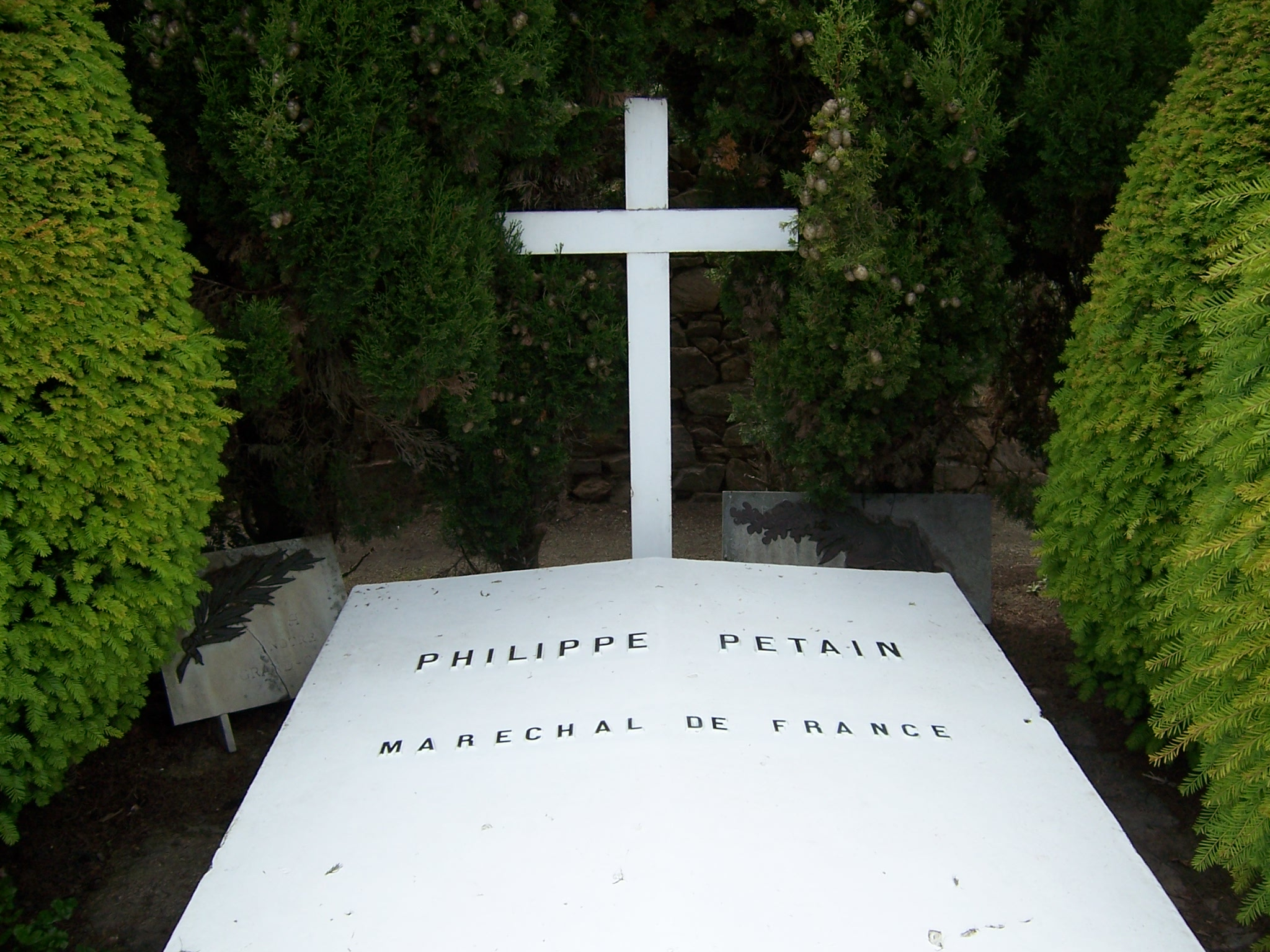
Tombe de Philippe Pétain sur l'île d'Yeu. Entourée de thuyas et de cyprès, la simple dalle en granit blanc surmontée d'une croix en bois est devant le mur ouest du cimetière, tournée le dos à la mer dans le sens inverse des 1700 autres tombes, positionnement lié au fait qu'il était condamné de l'indignité nationale, sanction qui ne l'empêche pas d'être inhumé en petite tenue militaire et que la mention de la dignité de maréchal de France soit gravée en lettres majuscules noires.

Le 23 juillet 1951, Philippe Pétain meurt à Port-Joinville, à l'âge de 95 ans. Veillé par Jean Rodhain, il est inhumé le surlendemain dans le cimetière de la même commune.
La translation de la dépouille du maréchal Pétain à la nécropole de Douaumont à côté de Verdun est réclamée à plusieurs reprises par l'Association pour défendre la mémoire du maréchal Pétain (ADMP) à partir de 1951, au nom de la « réconciliation nationale ». Cette demande procède du souhait de Pétain, écrit dans son testament de 1938, celui de reposer auprès des centaines de milliers de soldats français qui sont tombés pendant la bataille de Verdun. L'association organise notamment une pétition en ce sens en mai 1954, soutenue par de très nombreuses associations d'anciens combattants de 1914-1918, qui recueille près de 70 000 signatures. Les gouvernements français successifs s'opposent à cette demande. Elle tente, selon l'analyse d'Henry Rousso, « d'oublier le maréchal de 1940 au profit du général de 1916, d'utiliser la mémoire des anciens combattants de la Grande Guerre, pour qui Pétain reste l'homme du « On les aura ! », au profit d'une idéologie ».
Dans la nuit du 19 février 1973, le cercueil du maréchal Pétain est enlevé par des membres de l’extrême droite, à l'instigation de Jean-Louis Tixier-Vignancour, ancien de l’OAS, afin de transférer sa dépouille à Douaumont. Malgré les précautions prises, l'enlèvement est découvert quelques heures plus tard ; il fait rapidement la une des médias français et mobilise les autorités. Le commando abandonne alors sa route vers Verdun, trop risquée, et rejoint Paris. Le cercueil est dissimulé dans un garage de Saint-Ouen tandis que Tixier-Vignancour tente de négocier le transfert de la dépouille aux Invalides. Hubert Massol, chef du commando, se rend finalement le 21 février, après l'arrestation de ses complices et donne la cache du cercueil. Celui-ci est ramené à l'île d'Yeu le lendemain et ré-inhumé après une brève cérémonie. La tombe est cette fois bétonnée.
La tombe de Philippe Pétain est fleurie au nom de la présidence de la République le 10 novembre 1968 (sous le général de Gaulle, à l'occasion du 50e anniversaire de l'armistice de 1918),,, le 22 février 1973 (sous Georges Pompidou, à la suite de la ré-inhumation suivant le vol du cercueil) et en 1978 (sous Valéry Giscard d'Estaing, 60e commémoration de la victoire de 1918). Pendant la présidence de François Mitterrand, elle est fleurie le 22 septembre 1984 (jour de la rencontre avec le chancelier Helmut Kohl à Verdun), puis le 15 juin 1986 (70e anniversaire de la bataille de Verdun), puis le 11 novembre entre 1987 et 1992. Cette pratique ne cesse qu’après de nombreuses protestations dont celles de la communauté juive,.
Sa tombe est vandalisée une à deux fois par an, ce qui donne lieu à des dépôts de plainte,,.

## Position de l'opinion publique à son égard

### De la Grande Guerre à 1940
Militaire à la réussite tardive, Pétain doit son premier prestige moins à son rôle à Verdun qu’à sa gestion de la crise du moral en 1917. En arrêtant les offensives inutilement meurtrières, et en libéralisant le régime des permissions, il gagne et conserve auprès des hommes et jusque dans certains cercles pacifistes la réputation d’un chef compréhensif et soucieux d’épargner le sang des soldats. Même si certains rappellent (pour l’exalter ou pour le dénoncer) son rôle de « fusilleur » des mutins de 1917, c’est cette réputation qui se maintient pendant l’entre-deux-guerres.
Il fut reconnu tout au long de l'entre-deux-guerres : fait maréchal en 1918, il est, avec Louis Franchet d'Espèrey, le dernier titulaire de cette dignité après 1934 ; membre de l’Académie française, inspecteur général de l’Armée, il est un éphémère ministre de la Guerre en 1934 puis ambassadeur de France en Espagne en 1939.
Pendant ces années, il évite de prendre des partis trop tranchés, ce qui lui ménage même dans les milieux républicains voire de gauche la réputation d’un militaire modéré et politiquement fiable. Peu clérical au contraire d’un Foch ou d’un Castelnau, il ne se mêle pas de la crise de 1924, où ce dernier prend la tête d’un mouvement de masse contre l’anticléricalisme du gouvernement Herriot ; il évite de dénoncer en public le Front populaire et l’Espagne républicaine ; il est informé du complot de la « Cagoule » visant à renverser la République et à porter un militaire prestigieux (lui-même ou Franchet d’Esperey) à la tête de l’État, mais se garde de s’y compromettre (1937). En 1939, lorsqu’il est nommé ambassadeur auprès de Franco, Léon Blum proteste dans Le Populaire qu’on envoie au dictateur espagnol « ce que nous avons de meilleur ». Seul le colonel de Gaulle soupçonne qu’il prend goût au pouvoir, et confie : « Il acceptera n’importe quoi, tant le gagne l’ambition sénile ».
En mai 1940, Paul Reynaud ne se méfie pas davantage de Pétain quand il l’appelle à la vice-présidence du Conseil. Or, après s’être d’abord longuement tu, Pétain prend la tête des partisans de l’armistice.

### Maréchalistes, pétainistes et opinion pendant l’Occupation
Il est hors de doute qu’une majorité de Français, sonnés par la déroute d’une armée qu’ils croyaient invincible, ont accueilli l’armistice comme un soulagement, de même que le maintien d’un gouvernement français dirigé par un sauveur providentiel et susceptible à leurs yeux de faire écran entre eux et l’occupant. Très peu ont perçu sur le coup que le retrait de la guerre condamnait le pays à une longue occupation nécessitant l’entente avec le vainqueur. Par ailleurs, souligne Olivier Wieviorka, ni l’essentiel des Français ni la majorité des parlementaires à lui voter les pleins pouvoirs ne voulaient lui donner ainsi mandat pour exclure les Juifs, briser l’unité nationale ou atteler la France au char allemand.
Contrairement à une légende encore tenace, il n’y a pas eu non plus en 1940 « quarante millions de pétainistes » qui seraient devenus en 1944 quarante millions de gaullistes.
La distinction de Stanley Hoffmann entre « maréchalistes » et « pétainistes » s’est imposée en effet à l’historiographie contemporaine. Les « maréchalistes » font confiance à Pétain comme bouclier des Français. Beaucoup plus minoritaires, les « pétainistes » approuvent en plus son idéologie réactionnaire et sa politique intérieure, voire la collaboration d’État. Maurras lui-même diagnostique publiquement sans fard dès décembre 1942 le décalage entre le soutien de l’opinion publique à la personne du Maréchal et la méfiance ou l’opposition face à l’œuvre de révolution nationale : « Un très net et très fort courant d’affection nationale s’était déchaîné. Il allait croissant. Seulement il allait à l’homme, il s’arrêtait devant l’œuvre ».
Nombre de résistants de la première heure furent ainsi un temps maréchalistes par erreur, croyant que Pétain jouait double-jeu et qu’en préparant la revanche, ils répondaient à ses vœux secrets. Henri Frenay ou le journal clandestin Défense de la France citent ainsi élogieusement Pétain en 1941-1942, avant de revenir de leurs illusions et de dénoncer son rôle comme équivoque et néfaste[réf. nécessaire].
D’autres encore, les « vichysto-résistants », ont participé au régime de Vichy et à la mise en œuvre de sa politique avant de se détourner de lui surtout après novembre 1942, tout en gardant leur respect pour Pétain et pour tout ou partie de ses idées. Souvent, ils n’ont pas d’objection de fond à faire à celles-ci, mais considèrent que le moment choisi pour les appliquer est inapproprié, tant que l’Allemand occupe encore le territoire.
Des déçus de la IIIe République ont cru aussi que le régime de Pétain pouvait leur servir à mettre en place leurs propres projets, et se sont ralliés à tout ou partie de sa révolution nationale. Ainsi, Emmanuel Mounier, qui obtient la reparution d’Esprit en novembre 1940 et dont le premier numéro de la revue paraît plutôt favorable à la révolution nationale, rompt avec Pétain dès mai 1941 par rejet radical de l'antisémitisme et passe à la Résistance. Sa revue cesse de paraître après juillet 1941. François Mitterrand, prisonnier évadé travaillant aux bureaux officiels de Vichy, est reçu par le maréchal Pétain en septembre 1942 et en octobre 1942, mais n’en rejoint pas moins la Résistance quelques mois plus tard[réf. nécessaire], décoré de Francisque en 1943 et faisant fleurir annuellement la tombe de Pétain, de 1981 à 1992.
Si beaucoup de « collaborationnistes parisiens » méprisent Vichy et son chef qu’ils jugent trop réactionnaires et toujours trop peu engagés aux côtés du Troisième Reich, nombre des ultras de la collaboration sont de très fervents fidèles de Pétain, dont ils estiment relayer les appels publics à collaborer avec l’occupant : ainsi Joseph Darnand ou encore Jacques Doriot qui se dit « un homme du Maréchal » jusqu’à fin 1941. Un groupuscule clairement pro-nazi de zone nord se baptise même les « Jeunes du Maréchal ». De nombreux ultras sont d’ailleurs plus ou moins précocement nommés membres du gouvernement Pétain à Vichy : ainsi Gaston Bruneton, Abel Bonnard, Jean Bichelonne, Fernand de Brinon, et plus tard Philippe Henriot ou Marcel Déat.[réf. nécessaire]
Selon le Pr Jean Quellien, « Pétain a été responsable de l’engagement de bien des hommes dans la collaboration » : 19 % des collaborationnistes du Calvados interrogés après la guerre confient s’être inscrits à des partis « collabos » d’abord parce qu’ils pensaient suivre ainsi les volontés du maréchal.
Les travaux pionniers de Pierre Laborie et de nombreux historiens permettent aujourd’hui de mieux cerner l’évolution de l’opinion publique sous Vichy. Généralement, la révolution nationale, souci premier de Pétain, intéresse peu les Français, et « patine » dès 1941. La collaboration est très largement rejetée, mais beaucoup croient à tort que le maréchal est de bonne foi et veut protéger les Français, voire qu’il est forcé par les Allemands à collaborer ou même prisonnier d’un entourage « collabo ». Reprenant le thème ancestral du bon monarque trompé par ses mauvais ministres, la masse des Français distingue entre le maréchal et ses ministres, à commencer par le très impopulaire Pierre Laval, unanimement haï, et chargé seul de toutes les turpitudes et de tous les échecs du régime.[réf. nécessaire]
Nombre de Français ne font toutefois pas la différence, qu’ils soient résistants ou non. Dans bien des écoles, l’instituteur néglige d’apprendre aux élèves le Maréchal, nous voilà !. Globalement, le prestige de Pétain est nettement plus faible chez les ouvriers que chez les paysans ou dans la bourgeoisie, et encore faut-il apporter de nombreuses nuances. Les prisonniers de guerre, coupés depuis 1940 de la réalité française et choyés par la propagande du régime, sont en général restés maréchalistes ou pétainistes plus longtemps que les autres Français. Si la grande majorité de l’épiscopat français est restée très maréchaliste voire pétainiste jusqu’en 1944, les catholiques ont été, avec les communistes, une des catégories les plus engagées dans la Résistance. Enfin, la zone sud, « royaume du Maréchal » est beaucoup plus marquée par la présence de Pétain et de son régime que la zone nord, où le chef de l’État, Vichy et la révolution nationale sont des réalités bien plus lointaines. Dans son Nord-Pas-de-Calais natal, coupé de l’Hexagone et dirigé depuis Bruxelles, Pétain ne jouit avec son régime d’aucune considération : l’Occupation y est d’emblée trop brutale, pire que celle déjà subie entre 1914 et 1918, l’anglophilie traditionnelle trop forte, pour laisser la moindre place aux thèmes de la collaboration et du « redressement » intérieur[réf. nécessaire].
Après les rafles de Juifs de l’été 1942, l’invasion de la zone sud en novembre 1942, puis l’instauration du STO, le discrédit de Vichy est massif. Il épargne majoritairement la figure tutélaire du maréchal. Celui-ci devient de plus en plus lointain aux yeux des Français.[réf. nécessaire]
Le 26 avril 1944, lorsque Pétain vient pour la première fois à Paris en quatre ans, une foule nombreuse l'acclame et chante La Marseillaise,.
Les sondages d’opinion effectués à l’automne 1944 ne montrent pas une nette majorité de Français favorables à la condamnation du « traître » Pétain, cependant, la proportion exigeant la peine capitale ne cesse d'augmenter au fil des mois. À la question posée de savoir s'il faut infliger une peine au maréchal, les réponses sont les suivantes :
- en septembre 1944, un sondage de l'IFOP recueille 58 % de réponses négatives, 32 % de positives et 10 % sans opinion[réf. nécessaire] ;
- en avril 1945, un nouveau sondage chiffre à 28 % la population des Français favorables à la peine de mort, tandis que les opposants à toute peine ne sont plus que 22 %[réf. nécessaire] ;
- en juillet 1945, à l'ouverture du procès, un sondage recueille 76 % d'opinions favorables à la condamnation dont 37 % à la peine de mort. Le taux des opposants à toute peine est tombé à 15 %.[réf. nécessaire]

Le PCF mena quant à lui une virulente campagne contre « Pétain-Bazaine », assimilant ainsi le chef de Vichy au fameux traître de la guerre de 1870. La condamnation de Pétain au châtiment suprême, puis sa grâce, furent majoritairement approuvées.
Cependant, une ordonnance du 9 août 1944 nie la légalité du régime de Vichy et réaffirme la légalité républicaine à compter du 18 juin 1940. La nullité de la législation de Vichy est précisée à l’article 2 du texte : « Sont, en conséquence, nuls et de nul effet tous les actes constitutionnels, législatifs ou réglementaires, ainsi que les arrêtés pris pour leur exécution, sous quelque dénomination que ce soit, promulgués sur le territoire continental postérieurement au 16 juin 1940 et jusqu’au rétablissement du gouvernement provisoire de la République française ».
Entre janvier 1944 et août 1945, Monique Guyot (1906 -2001), directrice de la pension Sainte-Marie, un établissement pour enfants situé à Villard-de-Lans (Isère), est l'auteure d'un journal intime dénommé Journal d'une pétainiste. Celui-ci présente, avec le prisme de sa propre opinion (anti allemande et anti résistance car pétainiste), les faits survenus dans le village et le Massif du Vercors durant cette période. Il est publié aux Presses Universitaires de Grenoble avec des annotations de l'historien Philippe Laborie et reste un témoignage « in situ » de l'admiration de certains français pour le maréchal Pétain durant cette période,.

### Après la Seconde Guerre mondiale
Au procès Pétain, l’avocat Jacques Isorni avec ses confrères Jean Lemaire et le bâtonnier Fernand Payen lance la légende du « détournement de vieillard » : Pétain aurait été abusé par Pierre Laval qui aurait profité de son grand âge. Sous la IVe République, le RPF gaulliste emploie la fameuse phrase de Charles de Gaulle dans ses mémoires : « la vieillesse est un naufrage », « la tragédie est que le Maréchal est mort en 1925 et que personne ne s’en est aperçu ». L’historien Éric Roussel, entre autres, a montré que ce jugement gaullien n’explique en rien les choix du chef de l’État français, et qu’il n’a en réalité qu’une finalité électorale : pour rallier le plus possible de voix contre le « régime des partis » honni, les gaullistes doivent rallier les ex-pétainistes sans se déjuger de leur action dans la Résistance, d’où cette excuse commode de Pétain par l’âge de l’intéressé.
En réalité, comme le montrent Marc Ferro, Jean-Pierre Azéma ou François Bédarida, les choix de Pétain étaient parfaitement cohérents et bénéficiaient d’appuis dans les milieux les plus divers de la société. Yves Durand souligne qu’il bâtissait son régime comme s’il avait du temps devant lui, sans se soucier de la possibilité de sa disparition prochaine. Quant aux fameuses « absences du Maréchal » rapportées par Jean-Raymond Tournoux, Marc Ferro ou Jean-Paul Brunet (il se mettait à disserter soudain sur le menu du jour ou le temps dehors face à des visiteurs), il s’agissait surtout d’une tactique pour éluder les questions gênantes en jouant du respect qu’inspirait sa qualité d’octogénaire. Au reste, à la fin de son régime, tant les observateurs que les ultras de la collaboration louaient encore publiquement sa santé et sa clarté d’esprit.
Pour Robert Paxton, le journaliste Robert Aron aurait contribué à lancer la légende parallèle de « l’épée et du bouclier » : Pétain aurait tenté de résister pied à pied aux demandes allemandes, et secrètement cherché à aider les Alliés, pendant que de Gaulle préparait la revanche ; d’autre part, il y aurait un « Vichy de Pétain » opposé au « Vichy de Laval ». Ces deux thèses sont les chevaux de bataille des apologistes de la mémoire de Pétain, mais ces distinctions ont volé en éclats à partir de la parution de son livre La France de Vichy en 1973. Archives allemandes puis françaises à l’appui, les historiens actuels démontrent, à sa suite, que la collaboration a été recherchée par Pétain, alors qu'Adolf Hitler n’y croyait pas et n’a jamais voulu traiter la France en partenaire. Si la collaboration n’est pas allée aussi loin qu’elle aurait pu, c’est bien en raison des réticences de Hitler, et non grâce à une quelconque résistance de Pétain aux demandes de l’occupant. Ainsi, la collaboration répondait aux choix fondamentaux et intangibles de Pétain comme de Laval, que le maréchal a nommé et laissé agir en aidant son gouvernement de son charisme. Quant au fameux « double jeu » du maréchal, il n’a jamais existé. Les quelques sondages informels qu’il a autorisés avec Londres, fin 1940, n’ont eu aucune suite,, et ne pèsent rien au regard de son maintien constant de la collaboration d’État jusqu’à la fin de son régime, à l’été 1944.
Loin d’avoir protégé les Français, selon les historiens,, Pétain a accru leurs souffrances en permettant aux Allemands de réaliser à moindres frais leurs objectifs : livraisons de Juifs dans le cadre de la Shoah,, répression de la Résistance, envoi forcé de main-d’œuvre au STO, pillage alimentaire et économique. Avec son peu de troupes, de fonctionnaires et de policiers, jamais l’occupant n’aurait vu ses projets aboutir sans le concours indispensable des autorités de Vichy, et sans le prestige de Pétain, qui maintenait les Français dans le doute ou dans la conviction qu’ils faisaient leur devoir en collaborant. 80 % des 76 000 Juifs de France déportés et exterminés par les nazis dans les camps de la mort ont ainsi été arrêtés par la police française.
De plus, en excluant de sa propre initiative des catégories entières de la communauté nationale (Juifs, communistes, républicains, francs-maçons, et bien sûr résistants), Pétain les a rendues plus vulnérables à la répression allemande, et a écarté d’emblée ces catégories de son hypothétique protection, tout comme les Alsaciens-Mosellans, abandonnés et pour nombre d'entre eux morts ou blessés à vie à cause d'Hitler, dans les mains d'un pouvoir ennemi. Aussi Pétain apparaît-il aujourd’hui aux historiens, selon le mot de Jean-Pierre Azéma, comme « un bouclier percé ».
Depuis 1945, huit demandes en révision du procès Pétain ont été rejetées, ainsi que la demande répétée du transfert de sa dépouille à Douaumont. Dans une note à Alexandre Sanguinetti, le 4 mai 1966, le général de Gaulle, alors président de la République, signifia ainsi sa position sur cette question :

« Les signataires de la « pétition » relative au « transfert » des restes de Pétain à Douaumont n'ont aucunement été mandatés par les 800 000 anciens combattants pour s'emparer de cette question politique. Ils ne sont mandatés que pour faire valoir les intérêts spécifiques de leurs associations. Le leur dire »

Dans la foulée de l'épuration, la plupart des voies nommées en hommage à Pétain en France sont renommées, quelques-unes subsistant, la dernière jusqu'en 2013.
En 1995, le président Jacques Chirac reconnut officiellement la responsabilité de l’État dans la rafle du Vélodrome d'Hiver et, en 2006, pour les 90 ans de la bataille de Verdun, son discours mentionna à la fois le rôle de Pétain dans la bataille et ses choix désastreux de la Seconde Guerre mondiale.
Une longue bataille judiciaire a eu lieu d'octobre 1984 à septembre 1998 au sujet de la mémoire du maréchal Pétain. Jacques Isorni et François Lehideux avaient fait paraître le 13 juillet 1984 dans le quotidien Le Monde un encart publicitaire intitulé « Français, vous avez la mémoire courte », dans lequel, au nom de l'Association pour défendre la mémoire du maréchal Pétain et l'Association nationale Pétain-Verdun, ils prenaient sa défense.
À la suite d'une plainte déposée par l'Association nationale des anciens combattants de la Résistance pour apologie de crimes ou délits de collaboration avec l'ennemi, le procureur de la République prit un réquisitoire définitif de non-lieu le 29 mai 1985, mais le juge d'instruction renvoya, une semaine plus tard, les parties devant le tribunal correctionnel de Paris, qui relaxa les prévenus le 27 juin 1986 — jugement confirmé par la Cour d'appel de Paris le 8 juillet 1987. L'arrêt de la Cour d'appel fut cassé par la Cour de cassation le 20 décembre 1988. La Cour d'appel de Paris se déjugea le 26 janvier 1990 en déclarant les constitutions de parties civiles recevables ; elle infirma le jugement de relaxe, et condamna les prévenus à un franc de dommages et intérêts et à la publication de l'arrêt dans Le Monde. Le pourvoi en cassation déposé par les prévenus fut rejeté par la Cour le 16 novembre 1993.
Enfin, le 23 septembre 1998 (par l'arrêt Lehideux et Isorni contre France) la Cour européenne des droits de l'Homme décida par quinze voix contre six qu'il y avait eu violation de l'article 10 de la Convention européenne des droits de l'Homme — portant sur la liberté d'expression : l'opinion majoritaire chez les juges fut qu'il devait être possible de présenter un personnage, quel qu'il soit, sous un jour favorable et de promouvoir sa réhabilitation — au besoin en passant sous silence les faits qui peuvent lui être reprochés — et que la condamnation pénale subie en France par les requérants était disproportionnée.

### Point de vue de Charles de Gaulle
« Toute la carrière de cet homme d’exception avait été un long effort de refoulement. Trop fier pour l’intrigue, trop fort pour la médiocrité, trop ambitieux pour être arriviste, il nourrissait en sa solitude une passion de dominer, longuement durcie par la conscience de sa propre valeur, les traverses rencontrées, le mépris qu’il avait des autres. La gloire militaire lui avait, jadis, prodigué ses caresses amères. Mais elle ne l’avait pas comblé, faute de l’avoir aimé seul. Et voici que, tout à coup, dans l’extrême hiver de sa vie, les événements offraient à ses dons et à son orgueil l’occasion tant attendue de s’épanouir sans limites, à une condition, toutefois, c’est qu’il acceptât le désastre comme pavois de son élévation et le décorât de sa gloire […] Malgré tout, je suis convaincu qu’en d’autres temps, le maréchal Pétain n’aurait pas consenti à revêtir la pourpre dans l’abandon national. Je suis sûr, en tout cas, qu’aussi longtemps qu’il fut lui-même, il eût repris la route de la guerre dès qu’il put voir qu’il s’était trompé, que la victoire demeurait possible, que la France y aurait sa part. Mais, hélas ! Les années, par-dessous l’enveloppe, avaient rongé son caractère. L’âge le livrait aux manœuvres de gens habiles à se couvrir de sa majestueuse lassitude. La vieillesse est un naufrage. Pour que rien ne nous fût épargné, la vieillesse du maréchal Pétain allait s’identifier avec le naufrage de la France. »

— Charles de Gaulle, Mémoires de guerre, l’Appel, 1940-1942.

## Synthèse de son parcours

### Carrière militaire
- 1878-1883 : sous-lieutenant – 1re affectation au 24e bataillon de chasseurs à pied de Villefranche.
- 12 décembre 1883 – 1890 : lieutenant – 1re affectation au 3e bataillon de chasseurs de Besançon.
- novembre 1888 : entrée à l’École de guerre 14e promotion.
- 1890 : capitaine à la sortie de l’école – affecté à l’état-major du 15e corps d'armée à Marseille.
- 1892 : affecté au 29e bataillon de chasseurs à pied à Vincennes.
- 1893 : état-major du gouverneur militaire de Paris.
- 12 juillet 1900 : commandant – affecté à l’École de tir de Châlons-sur-Marne.
- début 1901 : affecté au 5e régiment d'infanterie à la caserne de La Tour-Maubourg à Paris.
- Été 1901 : professeur-adjoint à l’École supérieure de guerre.
- Été 1903 : chef de bataillon au 104e régiment d'infanterie.
- Été 1904-1907 : professeur à l’École de guerre.
- Été 1907 : lieutenant-colonel commandant le 118e régiment d'infanterie à Quimper.
- 1908 – 26 juin 1911 : titulaire de la chaire de tactique de l’infanterie à l’École de guerre.
- 31 décembre 1910 : colonel.
- 26 juin 1911 : commandant le 33e régiment d'infanterie à Arras.
- 1912 : professeur de tactique générale à l’École de cavalerie de Saumur.
- janvier 1914 : commandant par intérim de la 4e brigade à Saint-Omer.
- 24 juillet 1914 : annonce de sa retraite.
- août 1914 : commandant la 4e brigade du 1er corps d'armée .
- 31 août 1914 : général de brigade.
- 2 septembre 1914 : commandant la 6e division d'infanterie.
- 14 septembre 1914 : général de division.
- 20 octobre 1914 : commandant le 33e corps d'armée.
- 10 mai 1915 : commandeur de la Légion d'honneur.
- 21 juin 1915 : commandant de la 2e armée.
- 25 février 1916 : la 2e armée est envoyée à Verdun.
- 2 mai 1916 : commandant du groupe d’armées centre à Bar-le-Duc.
- 27 avril 1917 : chef d’État-Major général.
- 15 mai 1917 : général en chef des armées françaises.
- 24 août 1917 : grand-croix de la Légion d'honneur.
- 6 août 1918 : médaille militaire (chef de l'État français, il porte seulement cette décoration).
- 21 novembre 1918 : maréchal de France.
- 23 janvier 1920 : vice-président du Conseil supérieur de la guerre.
- 9 février 1931 : inspecteur de la défense aérienne du territoire.
- 15 août 1945 : déchéance de tous ses titres (peine de dégradation nationale pour haute trahison[277]).

### Fonctions politiques
- 8 février 1934 – 8 novembre 1934 : ministre de la Guerre.
- 6 juin 1936 – 1er mars 1939 : membre du Comité permanent de la Défense nationale (CPDN).
- 2 mars 1939 – 16 mai 1940 : ambassadeur à Madrid.
- 17 mai 1940 : vice-président du Conseil des ministres.
- 16 juin 1940 : président du Conseil des ministres.
- 11 juillet 1940 – 20 août 1944 : chef de l’État français.

## Publications
- Cours d'Infanterie enseigné à l'École supérieure de Guerre (1911), présentation par le général (CR) Jean Delmas, éditions du Cosmogone, 2010, XIV-210 pages.
- La Bataille de Verdun, Paris, Payot, 1929, 157 pages.
- La Crise morale et militaire de 1917, note préliminaire par Alfred Conquet, Nouvelles éditions latines / NEL, 1966, 160 pages.
- La Guerre mondiale 1914-1918, avant-propos et bibliographie de Marc Ferro, présentation (« Chronique d'un manuscrit oublié ») par Jean Jacques Dumur, Toulouse, éditions Privat, 2014, 373 p.,  (ISBN 978-2-7089-6961-2)
- Paroles aux Français : messages et écrits 1934-1941, éditions Déterna, 2010, 262 pages.
- La France nouvelle : principes de la communauté, suivis des Appels et messages 17 juin 1940-17 juin 1941, Paris, Fasquelle, Éditeurs, 1941, 172 pages.

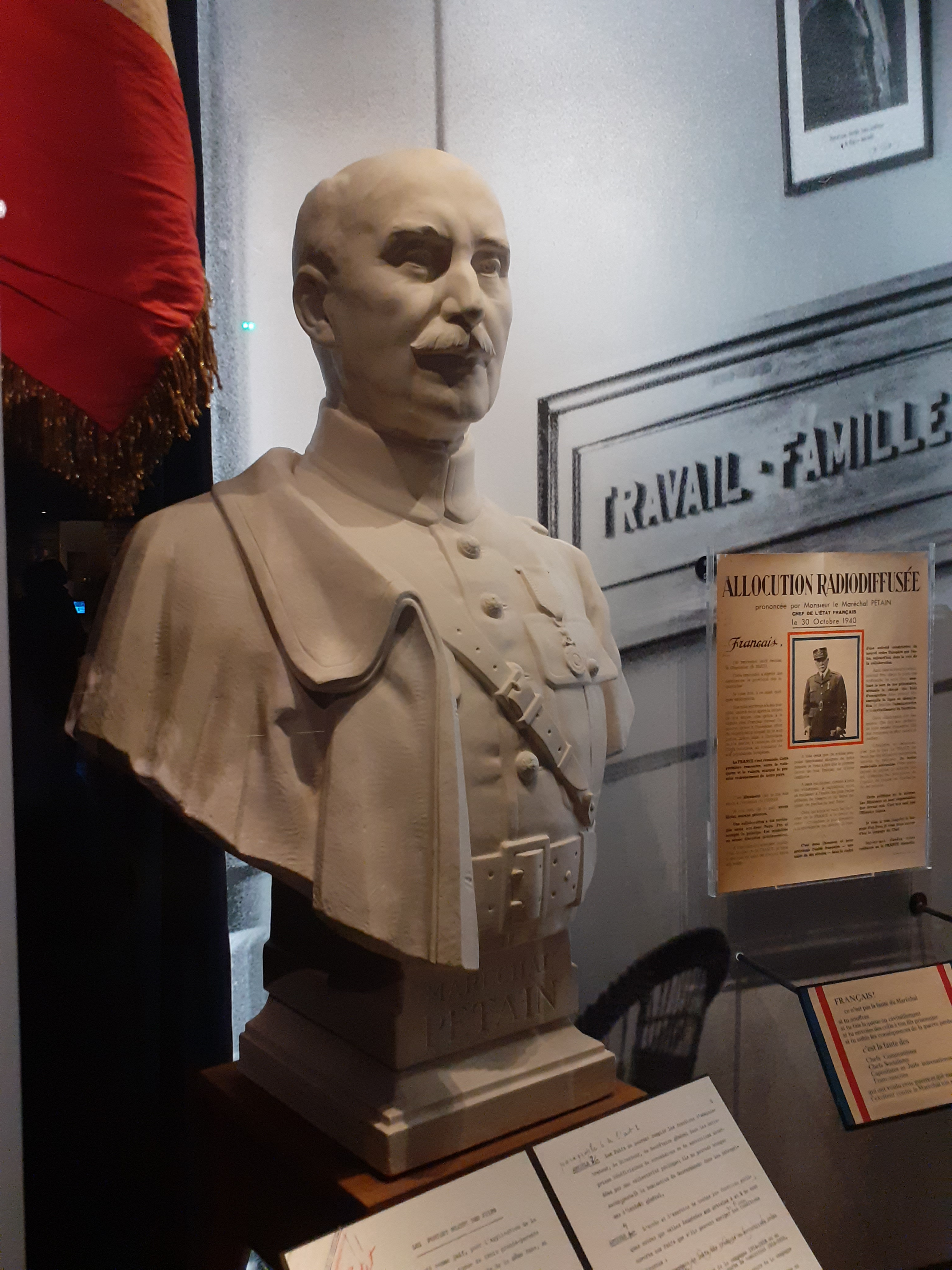
Buste de Philippe Pétain, exposé au mémorial de Caen.

## Dans les arts et la culture populaire

### Filmographie

#### Cinéma
- 1928 : Verdun, visions d'histoire, Philippe Pétain joue son propre rôle.
- 1944 : 
  - De Jeanne d'Arc à Philippe Pétain de Sacha Guitry.
  - L'imposteur, joué par Arthur Stenning (de).
- 1975 : Section spéciale, joué par un acteur non crédité.
- 1984 : Katastrofa w Gibraltarze (pl), joué par Juliusz Lubicz-Lisowski (pl).
- 1993 : Pétain, joué par Jacques Dufilho.
- 2010 : La Rafle, joué par Roland Copé.
- 2020 : De Gaulle, joué par Philippe Laudenbach.

#### Télévision

##### Série
- 1977 : Les samedis de l'histoire, épisode Foch pour vaincre, joué par Jean Davy.
- 1992 : Les Aventures du jeune Indiana Jones, joué par Jean Rougerie.
- 2000 : Monsignor Renard (en), joué par Warren Mitchell.
- 2010 : Ce jour-là, tout a changé, joué par Alain Mottet.

##### Emission
- 1979 : Les dossiers de l'écran, épisode Le Procès de Riom, joué par Maurice Jacquemont.

##### Téléfilm
- 1981 : Au bon beurre, joué par Maurice Jacquemont.
- 1990 : Moi, général de Gaulle, joué par Yves Brainville.
- 1997 : Le Dernier Été, joué par Jean Davy.
- 2005 : Un coin d'Azur, joué par Jean-Marc Scoccimaro.
- 2006 : Die Hölle von Verdun, joué par Marian Kolon.
- 2008 : Mitterrand à Vichy, joué par Maurice Mons.
- 2012 : Clemenceau, joué par Daniel Martin.
- 2021 : Laval, le collaborateur, joué par Georges Claisse

### Iconographie
- Vers 1918 : portrait de Philippe Pétain, par Marcel Baschet.
- 1921 : buste du Maréchal Pétain, par Victor Ségoffin.
- Vers 1940 : buste en pied de Philippe Pétain, par François Cogné.

### Musique
- Maréchal, nous voilà ! par André Dassary, éloge, devenue hymne du Régime de Vichy
- Les Fils de Pétain par Pierre Dac (1943), critique du régime de Vichy, évoque aussi Paul Marion, Joseph Darnand, Jacques Doriot, Pierre Laval et Philippe Henriot
- Les Deux Oncles par Georges Brassens (1964)
- Maréchal par Juliette Gréco
- Eldorado par Hugo TSR (2011)
- Le Bruit des bottes par VII et 1984 (2013)
- Rap Francophone par Sizif (2015)

### Roman graphique
- 2015 : Juger Pétain, textes de Sébastien Vassant et Philippe Saada, dessins de Sébastien Vassant, éditions Glénat, coll. 1000 Feuilles, 133 pages, 2015.

### Homonyme
Le nom de Maréchal Pétain est initialement donné à un paquebot des Messageries maritimes lancé le 8 juin 1944. Il est rebaptisé La Marseillaise en 1945 avant d'être mis en service en 1949.
Le village de Beni Amrane en Algérie porta le nom de « Maréchal Pétain » entre 1942 et 1943.
Le dictateur fasciste roumain pendant la guerre, le maréchal Antonescu, s'auto-proclamait « Pétain roumain » (Petainul român) et « Guide de la nation » (Conducatorul neamului).
Un chêne remarquable de la forêt de Tronçais, située non loin de Vichy, reçut son nom durant la période de l'État français. Après la libération, l'arbre fut rebaptisé « Chêne de la Résistance ».

## Documentaires
- 1979 : La Prise du pouvoir par Philippe Pétain de Jean-André Chérasse.
- 2003 : Le Procès Pétain de Guy Seligmann.
- 2010 : 
  - Pétain, un héros si populaire de Serge de Sampigny.
  - Philiipe Pétain de Paule Muxel et Bertrand De Solliers.
- 2012 : On a volé le Maréchal ! (documentaire) de Cédric Condom, écrit par Jean-Yves Le Naour.
- 2013 : 
  - Blum-Pétain, duel sous l'Occupation de Julia Bracher et Hugo Hayat.
  - Un jour, une histoire L'encombrant monsieur Pétain de Jean Edouard Choppin, Laurent Delahousse et Frederic Martin.
- 2015 : Juger Pétain de Philippe Saada.
- 2022 : 
  - Au royaume du Maréchal de Véronique Lhorme.
  - Le fantôme de Philippe Pétain de Violaine Ballet.
- 2024 : Les enfants de Pétain de Pierre Goetschel et Alexandre Sumpf.
- 2025 : Pétain de Peggy Leroy et Mathilde Rougeron.